# Geschichte der westdeutschen Nutzfahrzeugindustrie von 1945 bis 1990
Dieser Artikel befasst sich mit der Geschichte der westdeutschen Nutzfahrzeugindustrie von 1945 bis 1990. Da sich der Nutzfahrzeugmarkt in Deutschland seit etwa Mitte der 1970er-Jahre zunehmend internationalisierte sind hier auch Einflüsse der ausländischen Nutzfahrzeugindustrie auf den deutschen Nutzfahrzeugsektor enthalten. Die frühere Entwicklung ist im Artikel Geschichte der deutschen Nutzfahrzeugindustrie von 1895 bis 1945 dargestellt und die weitere Entwicklung im Artikel Geschichte der deutschen Nutzfahrzeugindustrie von 1990 bis heute.

## Die unmittelbare Nachkriegszeit ab 1945

### Die deutsche Nutzfahrzeugindustrie am Boden
Durch den Zweiten Weltkrieg wurden die Anlagen der deutschen Nutzfahrzeugindustrie zu 75 %, die Produktionsanlagen zur Herstellung von Nutzfahrzeugteilen zu 50 % zerstört. Allerdings blieben einige Betriebe, wie z. B. die Nutzfahrzeugfertigung von Krupp, die während des Krieges an geschützte Ort verlagert worden waren, von Zerstörungen verschont. Viele der intakt gebliebenen Anlagen wurden als Reparationen durch die Siegermächte demontiert. Einige Unternehmer waren zeitweise wegen ihrer Zusammenarbeit mit dem Nazi-Regime interniert. Die Aufnahme der Produktion bedurfte der Erlaubnis durch die Alliierten Kontrollbehörden. Im Übrigen prägten nach dem Krieg der Mangel an Rohstoffen, Halbfertigteilen und Kraftstoffen und die Zerstörung der Infrastruktur und der Verkehrswege die Produktionsbedingungen. Durch die sich abzeichnende Teilung Deutschlands verloren einige Unternehmen ihre Fabriken, wie z. B. die Adam Opel AG ihr Lkw-Werk Brandenburg, das ehemals führend und besonders innovativ gewesen war.
Wegen des Mangels an Benzin erlangten Holzgas-Generatoren eine große Bedeutung. Bis Ende 1948 wurden allein von Imbert 32.000 solcher Anlagen gebaut. Die Lkw waren nach dem Krieg spartanisch ausgestattet; der seit 1935 gebaute Typ L 4500 von Daimler-Benz mit 4,5 t Nutzlast hatte etwa ein improvisiertes Fahrerhaus aus Presspappe.
Für den Wiederaufbau wurden dringend Lkw benötigt. Der Alliierte Kontrollrat erlaubte allerdings nur maximal 150 PS, begrenzte die Stückzahlen der neu gebauten Lkw und verbot den Bau von Allradfahrzeugen und Fahrzeugen mit mehr als zwei Achsen.

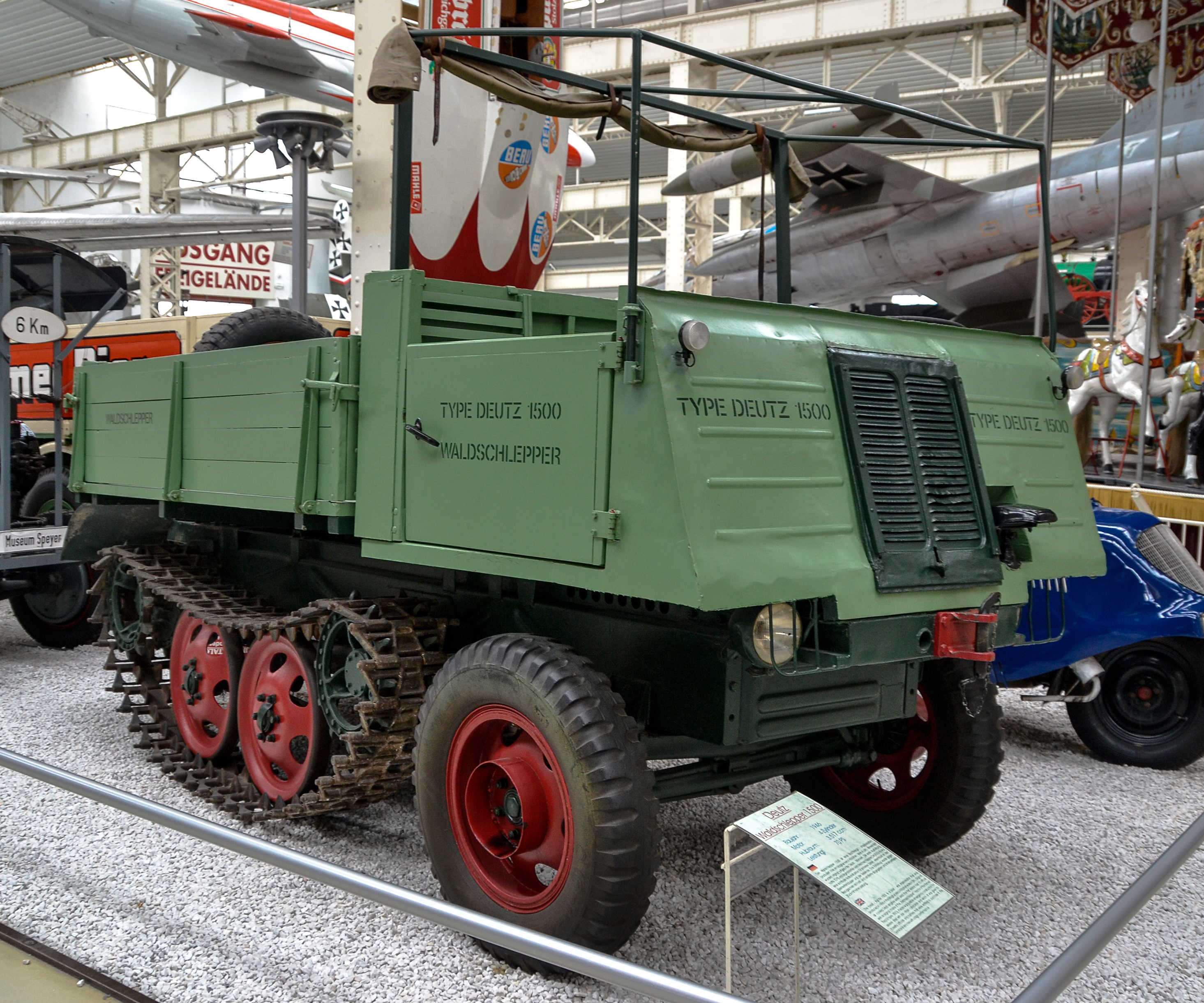
„Waldschlepper“ RS 1500

Schon am 2. Mai 1945 lieferte die Büssing AG wieder einen Lkw aus. Bis Jahresende bauten 3.500 Beschäftigte 37 Busse und 995 Lkw vom Typ 4500 mit 105 PS zusammen. Magirus-Deutz reparierte zunächst Armeefahrzeuge der Besatzungstruppen, ehe Ende 1945 der Nutzfahrzeugbau wieder aufgenommen wurde, unter anderem mit einem aus der Kriegszeit stammenden Raupenschlepper, der leicht modifiziert als „Waldschlepper“ angeboten wurde, und von dem bis 1947 rund 1500 Exemplare gebaut wurden. Vidal stellte wieder seine Dreirad-Lieferwagen her und die Kölner Fordwerke begannen wieder mit der Produktion kleiner leichter Lkw. In Rüsselsheim wurde ein Jahr nach dem Krieg der Opel Blitz, ein Lkw mit 1,5 Tonnen gebaut. Dieser Typ wurde ebenfalls in Lizenz im Daimler-Benz-Werk in Mannheim hergestellt. Schon während des Kriegs war Daimler-Benz aus Kriegsgründen zur Produktion des Opels verpflichtet worden. Ab 1945 wurde auch die Produktion im Werk Gaggenau von Daimler-Benz aufgenommen. Bei MAN, das in Augsburg und in Hamburg erheblich unter der Demontage zu leiden hatte, wurden in Nürnberg zu Weihnachten 1945 die ersten 4,5 t Nutzlast 110-PS-Lkw Typ MK zusammengebaut. Henschel & Sohn in Kassel erhielt erst 1948 eine Genehmigung zum Bau von Neufahrzeugen und reparierte bis dahin kriegsbeschädigte Fahrzeuge und rüstete amerikanische Militärlastwagen auf Dieselmotoren um. Klöckner-Humboldt-Deutz, Kämper, MWM, Selve und Wehrmann betätigten sich auf dem gleichen Gebiet. Faun nahm 1946 die Lkw-Produktion wieder auf, zunächst mit Konstruktionen aus der Kriegs- und Vorkriegszeit. Krupp produzierte in Franken 1946 unter dem Namen Südwerke wieder Lkw.
Dagegen stellten die Adlerwerke in Frankfurt den Lkw- und Automobilbau ein. Das einstmals renommierte Unternehmen Vomag konnte wegen der Demontage nicht mehr produzieren. Auch der Borgward-Konzern litt zunächst erheblich unter der Demontage ihrer Werke.

### Die Entwicklung in anderen Ländern
Renault-Lkw wurde vom französischen Staat übernommen. Das österreichische Unternehmen ÖAF wurde 1946 von seinem Mutterkonzern MAN abgetrennt. 1946 hatte auch Volvo einen Dieselmotor für den Lkw zur Serienreife entwickelt.

## Regenerierung der Nutzfahrzeugindustrie 1947 bis 1950

### Rahmenbedingungen in Deutschland
In Westdeutschland begünstigten die Mittel des US-amerikanischen Marshallplans ab 1948 die wirtschaftliche Entwicklung. Gleichzeitig stabilisierte die Währungsreform die wirtschaftlichen Rahmenbedingungen für die westdeutsche Nutzfahrzeugindustrie, da auch wieder Auslandsgeschäfte gestattet wurden. Durch das „Übergangsgesetz zur Änderung des Gesetzes über den Güterfernverkehr mit Kraftfahrzeugen“ (GFÄG) vom September 1949 wurde die Anzahl der Güterfernverkehrs-Konzessionen auf 12.295 Kontingente begrenzt, so dass weniger Lkw neu zugelassen werden konnten. Bis 1950 wurden in Deutschland fast 200.000 Lkw und 5.300 Zugmaschinen produziert. Der Fernverkehr wurde 1950 noch zu knapp 70 % auf der Schiene abgewickelt.
Die europäischen Verkehrsminister verabschiedeten 1949 in Genf eine Konvention, die das maximale Gewicht von Lastzügen auf 32 Tonnen und die maximale Lastzug-Länge auf 18 m festlegte. Die Bundesrepublik trat der Konvention jedoch zunächst nicht bei.

### Technik
Die Ausstattung der Fahrzeuge änderte sich bis Anfang der 1950er Jahre kaum, bis auf die bereits 1923 erfundene Druckluftbremse, die jetzt fast überall eingebaut wurde. Der typische Lkw dieser Zeit war ein Langhauber, Frontlenker kamen nur vereinzelt vor. Die Fahrerhäuser hatten in der Regel keine Heizung, das galt noch als Luxus. Fernverkehrsfahrzeuge hatten in der Regel hinter dem Fahrerhaus auf der Ladefläche ein sogenanntes Schwalbennest – die Schlafstelle für den Fahrer. Dreiräder z. B. von Goliath und Tempo waren als einfache, billige Transportmittel sehr gefragt und weit verbreitet. Aufgrund oft noch unzureichender Reifenqualität, dem schlechten Zustand der Straßen und häufiger Überladung der Fahrzeuge mangels Alternativen waren Reifenpannen in der Nachkriegszeit keine Seltenheit. In Gummersbach begann 1948 die „Bergische Achsenfabrik“ (BPW)-Kotz & Sohn den Bau von Rollenlagerachsen mit Spreizhebelbremse für Nutzfahrzeuge. Bosch baute 1949 Blinkleuchten als Alternative zu den bis dahin üblichen Winkern.

### Hersteller und Fahrzeugmodelle
1947 war die wirtschaftliche Lage so schlecht, dass Büssing von Januar bis März wegen Mangel an Strom, Gas und Kohle das Werk schließen musste. MAN musste die Arbeitszeit täglich um 3½ Stunden verkürzen, weil die Arbeiter wegen der unzureichenden Ernährung zu schwach waren.
Faun kam 1948 mit seiner ersten Lkw-Neukonstruktion nach dem Krieg mit 4,5 t Nutzlast und 100 PS auf den Markt. Im selben Jahr erhielt Henschel & Sohn als letzter der großen deutschen Hersteller von den Alliierten die Erlaubnis, wieder Neufahrzeuge zu bauen. Magirus-Deutz stellte sein komplettes Nutzfahrzeugprogramm auf luftgekühlte Dieselmotoren um, was bis in die 1980er-Jahre Markenzeichen dieses Herstellers bleiben sollte.
Im Jahr 1948 gab es auch über 200 Hersteller von Sattelaufliegern, Anhängern und Nutzfahrzeugaufbauten. Darunter waren bekannte Namen, die sich dem Nutzfahrzeug schon viele Jahre verbunden fühlten und deren Kundenbindungen nicht verloren gehen sollten, beispielsweise Kässbohrer, Kögel, Bunge, Schenk, Ackermann, Schmitz, Blumhardt, Eylert, Aurepa und Wackenhut. Die Firma Eylert z. B. nahm schon 1947 in Wuppertal die Fertigung von Aluminium-Karosserieaufbauten auf. Kässbohrer in Ulm konnte auch wieder Aufbauten aller Art liefern, wie Anhänger, Sparkassen- und Toilettenwagen. Die Fahrzeugfabrik Willy Scheuerle in Pfedelbach fing an, Tiefladekombinationen bis 100 Tonnen Tragkraft zu bauen.

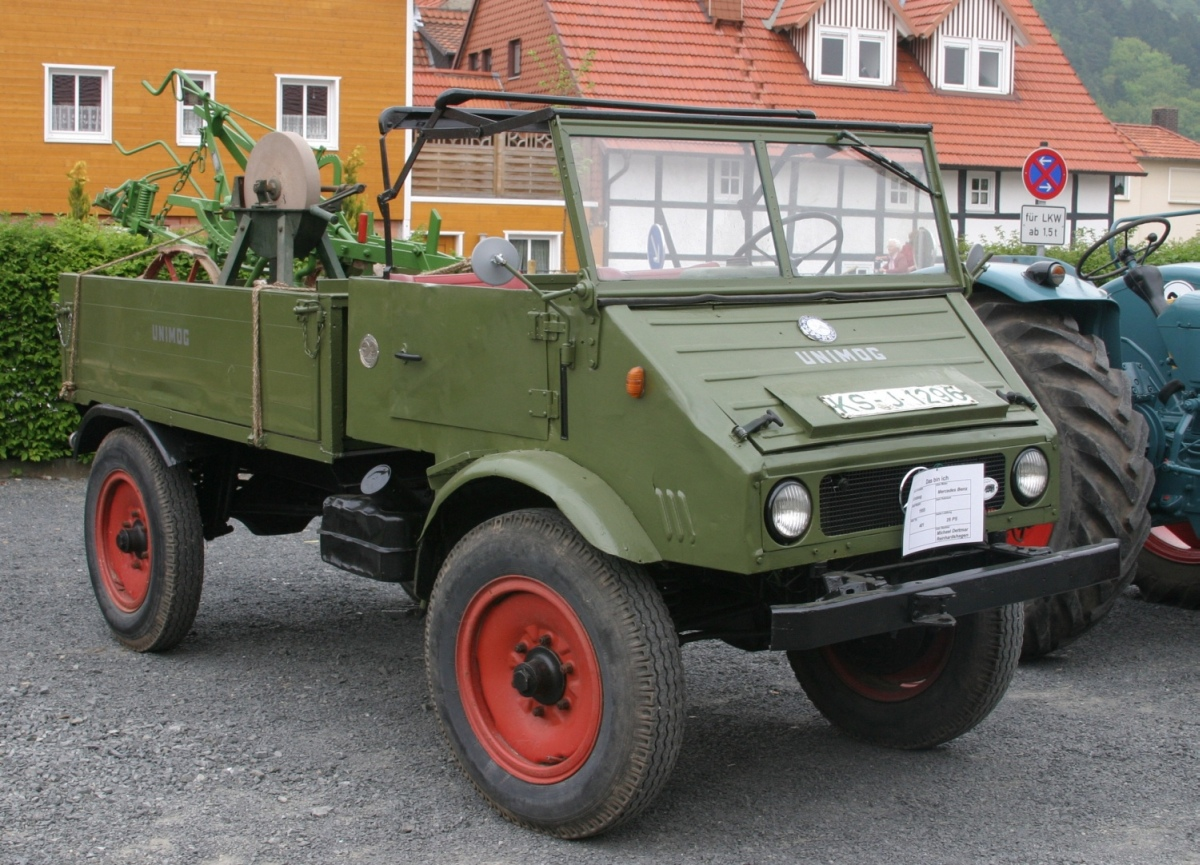
Unimog 411

Ebenfalls 1948 wurde der von Albert Friedrich entworfene Unimog („Universal-Motor-Gerät“) auf einer DLG-Schau vorgestellt. Das Fahrzeug sollte vor allem in der Landwirtschaft und als Allrad-Allzweck-Zugmaschine eingesetzt werden. Noch auf der Ausstellung gab es 150 spontane Bestellungen. Später von den Boehringer-Werken und von Daimler-Benz fortgeführt, ist der Unimog bis heute auf dem Markt.
Henschel baute 1949 als erster nach dem Krieg einen neuen Langschnauzer-Lkw mit 140 PS und einem richtigen Fernverkehrs-Fahrerhaus mit zwei Ruheliegen. Dieser Lkw hatte ein leicht bedienbares Doppel-Viergang-Getriebe, wobei die Gänge 3 und 4 schon synchronisiert waren. Außerdem hatte das Modell eine vorwählbare Schnellstufe am Lenkrad, wodurch ohne zu kuppeln acht Gänge durch Gas wechseln geschaltet werden konnten. Ein Reserverad-Halter (Ausziehschlitten) war ebenfalls vorhanden, was eine große Erleichterung für die Fahrer im Falle eines Radwechsels bedeutete.
Büssing baute seine ersten neu entwickelten Lkw als Typ 7000 S mit 6,5 t Nutzlast und 150 PS – damals ein Traum vieler Transportunternehmer. Faun baute ebenfalls 1949 den Typ „L 7“ als klassischen Langhauber, der mit zwei Anhängern (was damals noch erlaubt war) als „Güterzug der Landstraße“ angepriesen wurde. Das Modell hatte 6,5 t Nutzlast und einen 150-PS-Motor von Klöckner-Humboldt-Deutz. Den „L 7 V“ gab es gleichzeitig auch schon als modernen Frontlenker „L 7 V“, von dem noch im selben Jahr 318 Stück gebaut wurden und der bis 1951 in Produktion blieb. Die Firma Büssing präsentierte einen Frontlenker mit hinter der Vorderachse liegendem Unterflurmotor als Typ „5000 TU“. Daimler-Benz baute den Typ „L 3250“ im Jahr 1949 wieder mit der schon ab 1938 angebotenen rundlichen Holzrahmen-Stahlkabine. Unter gewissen Modifikationen hielt sich dieser Lkw als L 321 mit über 10.000 Stück bis 1961 im Angebot.

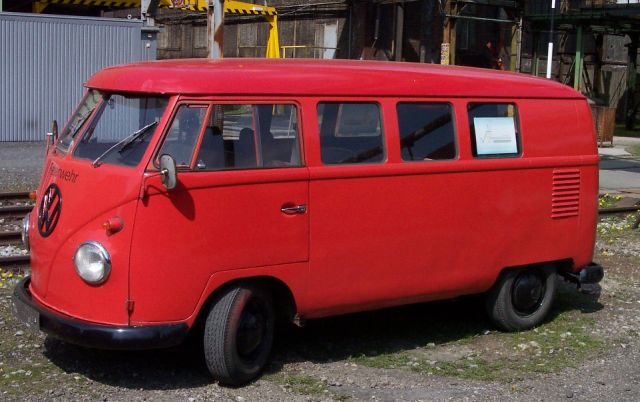
VW Transporter

1950 trat VW mit einem leichten Nutzfahrzeug auf den Markt, der als „VW Transporter“ oder „Bulli“ bekannt wurde. Genau wie die leichten Dreirad-Transporter von Goliath und Tempo zielte dieses Fahrzeug auf kleine Gewerbetreibende. Nach dem Krieg versuchten viele neue Hersteller im Nutzfahrzeugbau einzusteigen und brachten leichte Lkw bzw. Lieferwagen auf den Markt, wie z. B. Harmening, Manderbach, Econom, Wendax, Betz, MIAG, Ostner, Prengel, Triro und Orion. Die meisten davon konnten sich jedoch gegen die etablierten Marken nicht durchsetzen und mussten aufgrund kleiner Stückzahlen bald wieder aufgeben.

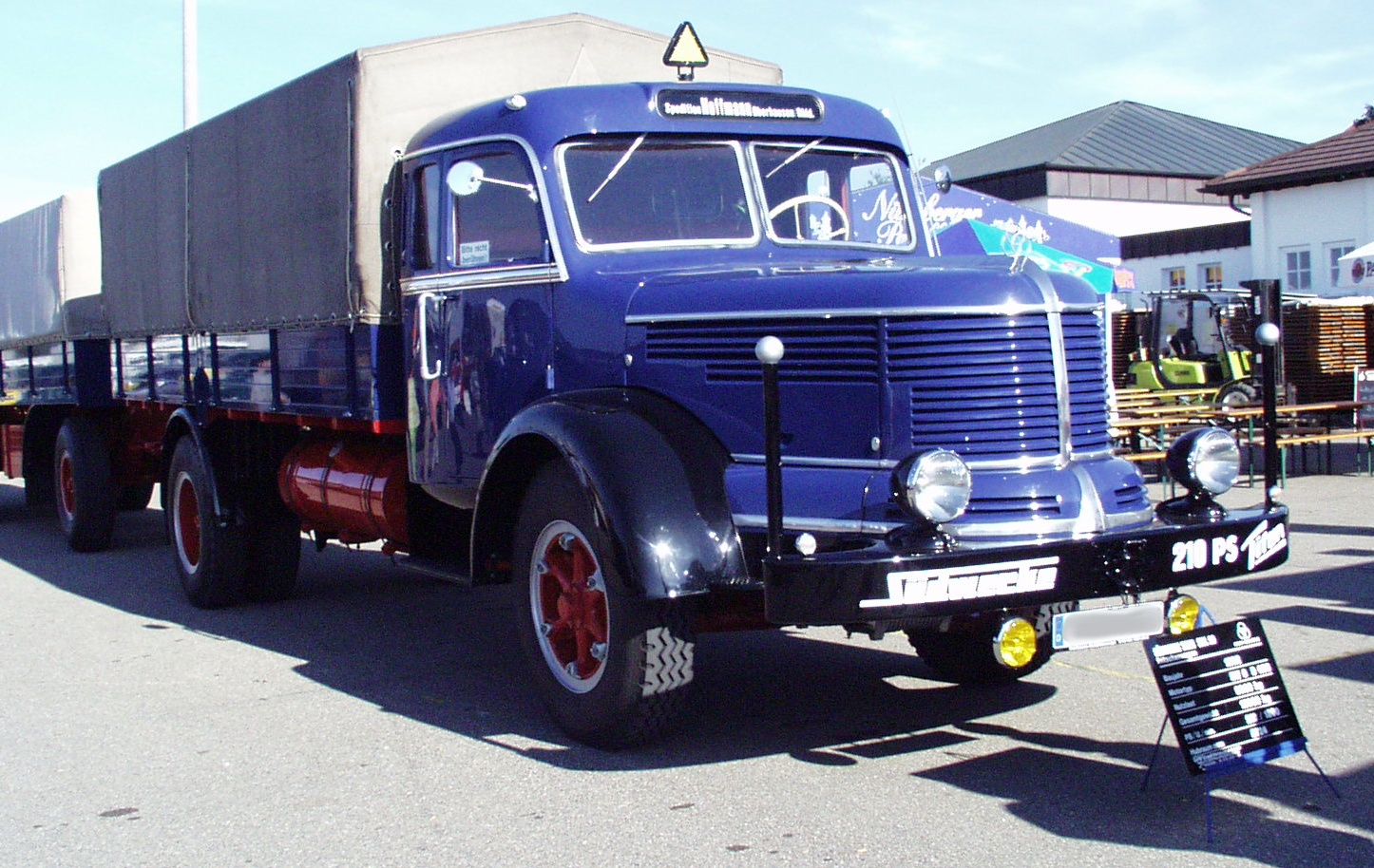
Krupp Titan mit Binz-Fahrerhaus

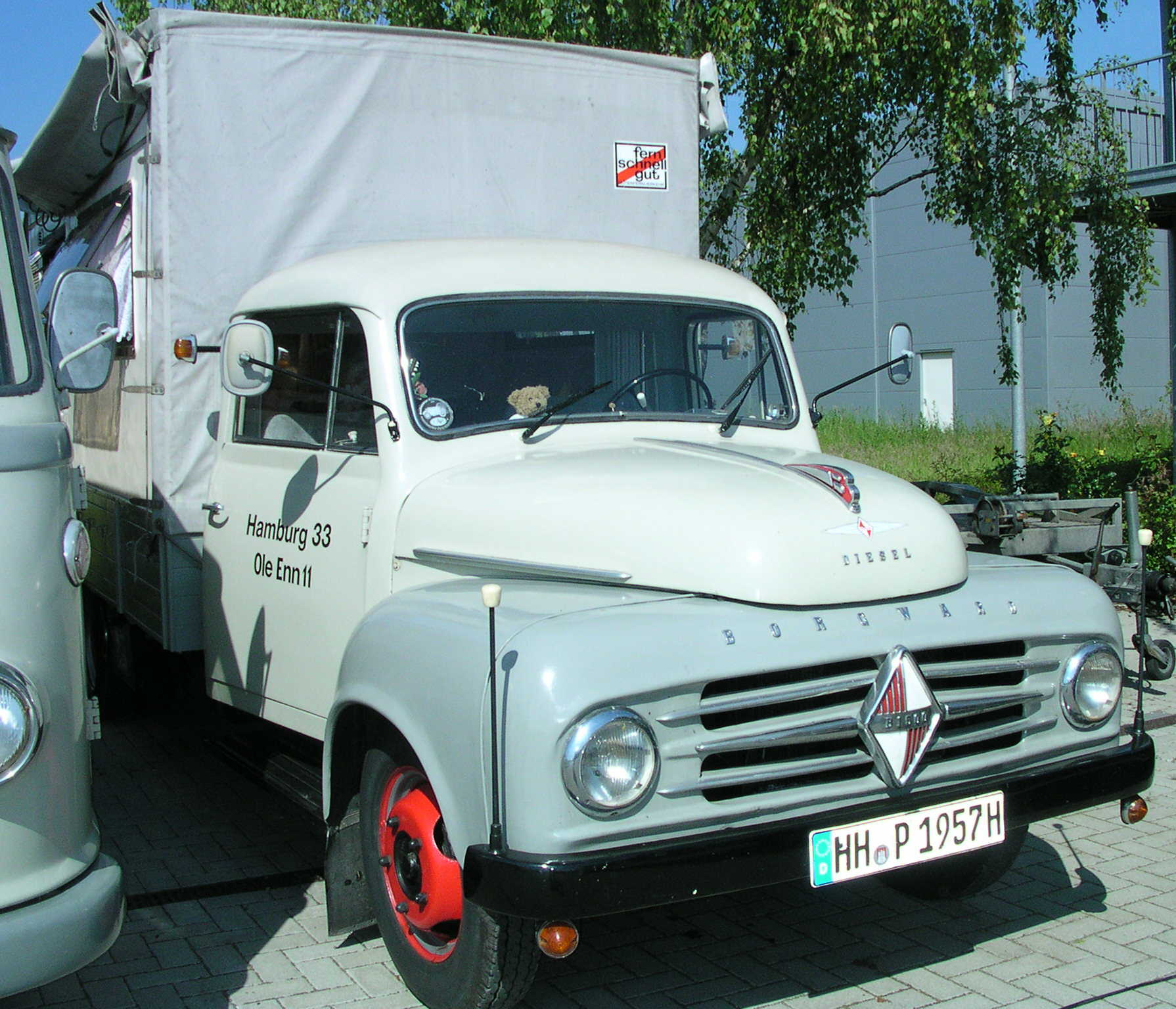
Amerikanisches Design im deutschen Lkw-Bau: Borgward 1500

Ebenfalls 1950 stellte Krupp einen neuen Langhauben-Lkw vor, der sich durch sein modernes Design deutlich von der Konkurrenz absetzte und der den damals stärksten Motor hatte, den es in der deutschen Lkw-Herstellung gab: den Typ „Titan“ mit Bi-Motor (2 × 3 Zylinder), der ab 1951 210 PS hatte. Die Höchstgeschwindigkeit lag bei 66 km/h. Diese Konstruktion aus zwei zusammen geschalteten 3-Zylinder-Zweitakt-Dieselmotoren sollte die Begrenzung durch die Alliierten auf 150 PS umgehen, da jeder der beiden Motoren für sich weniger als 150 PS hatte. Der Titan hatte eine große Motorhaube nach amerikanischem Vorbild, die mit Aluminiumstreifen verziert war, und ein Fernverkehrs-Fahrerhaus mit Ruheliegen, das bis 1954 insgesamt 976-mal von den Binz-Fahrzeugwerken gefertigt wurde. Bei Büssing wurde Ende 1950 die Trennung von der AEG-Tochter NAG vollzogen, mit der man zuvor unter dem Markennamen Büssing-NAG zusammengearbeitet hatte. Die Hanomag in Hannover stellte ab 1950 ebenfalls ein Modell im amerikanischen Design her, den Kleinlastwagen Hanomag L 28. Dieses Modell wurde in großen Stückzahlen in vielen verschiedenen Variationen von 1,5 – 2,5 t Nutzlast angeboten, auch um zu verhindern, dass VW in diese Lkw-Klasse einsteigt. Vom Typ L 28 wurden bis 1956 insgesamt 22.800 Fahrzeuge gebaut und zu etwa 50 % in 48 Länder exportiert. Fahrzeuge vergleichbarer Größe und vergleichbaren amerikanischen Designs kamen im selben Zeitraum auch von Opel und Borgward. Der kleine Hersteller Kaelble erreichte 1950 mit seinen Langhaubern einen Absatzrekord von 300 Fahrzeugen.
MAN baute seinen „F 8“ mit 180 PS und der typischen MAN-Haube, die wegen der V-förmigen Bauweise des Achtzylindermotors etwas kürzer ausfiel als vergleichbare Typen anderer Hersteller. Der F 8 war an den in den Kotflügeln eingelassenen Scheinwerfern erkennbar und seine relativ kurze Haube wurde zum MAN-Markenzeichen. Es wurden bis 1963 insgesamt 3019 F 8 gefertigt. In Ulm baute Kässbohrer den ersten Autotransporter. Faun fing mit dem Bau von 20-Tonnen-Muldenkippern an. Henschel stellte im selben Jahr auf dem Genfer Auto-Salon den neuen Typ HS 190 S mit Doppelmotor vor, der 2 × 95 PS leistete. Dieser als „Bimot“ bekannt gewordene und nur in drei Exemplaren gebaute Lkw war mit einer gewölbten Stumpfschnauze ausgestattet und wurde durch die vorderen, aufklappbaren, so genannten „Schranktüren“ gewartet.
Es wurde von Henschel auch ein 140 PS starker Frontlenker mit großem Fernverkehrs-Fahrerhaus, als HS 140 T gebaut (Tramfahrgestelle konnten auch für die Omnibus-Produktion benutzt werden). Dieses sehr geräumige Fahrerhaus hatte damals schon eine lange Kabine und war mit vier Liegesitzen ausgestattet.

### Die Entwicklung in anderen Ländern
Scania brachte 1949 seinen ersten Diesel-Lkw in Schweden auf den Markt und konnte seine Produktion steigern. Berliet konnte in Frankreich den großen Lkw-Typ „GKR“ mit 13,5 t Gesamtgewicht auf den Markt bringen und sehr viele Jahre herstellen.

## Der Aufbruch in das Wirtschaftswunder

### Rahmenbedingungen in Deutschland
Durch den Wiederaufbau und den beginnenden Wirtschaftsaufschwung stieg die Nachfrage nach Lastwagen in Deutschland stark an. Der Nutzfahrzeugbau und der Absatz von Nutzfahrzeugen wurde aber erheblich von Reglementierungen der Beschaffenheit der Fahrzeuge, ihrer Zulassungen und ihres Gebrauchs beeinflusst.
1951 hoben die Alliierten die PS-Begrenzung für Motoren auf, so dass nun leistungsstärkere Motoren und schwerere Lkw gebaut werden konnten.

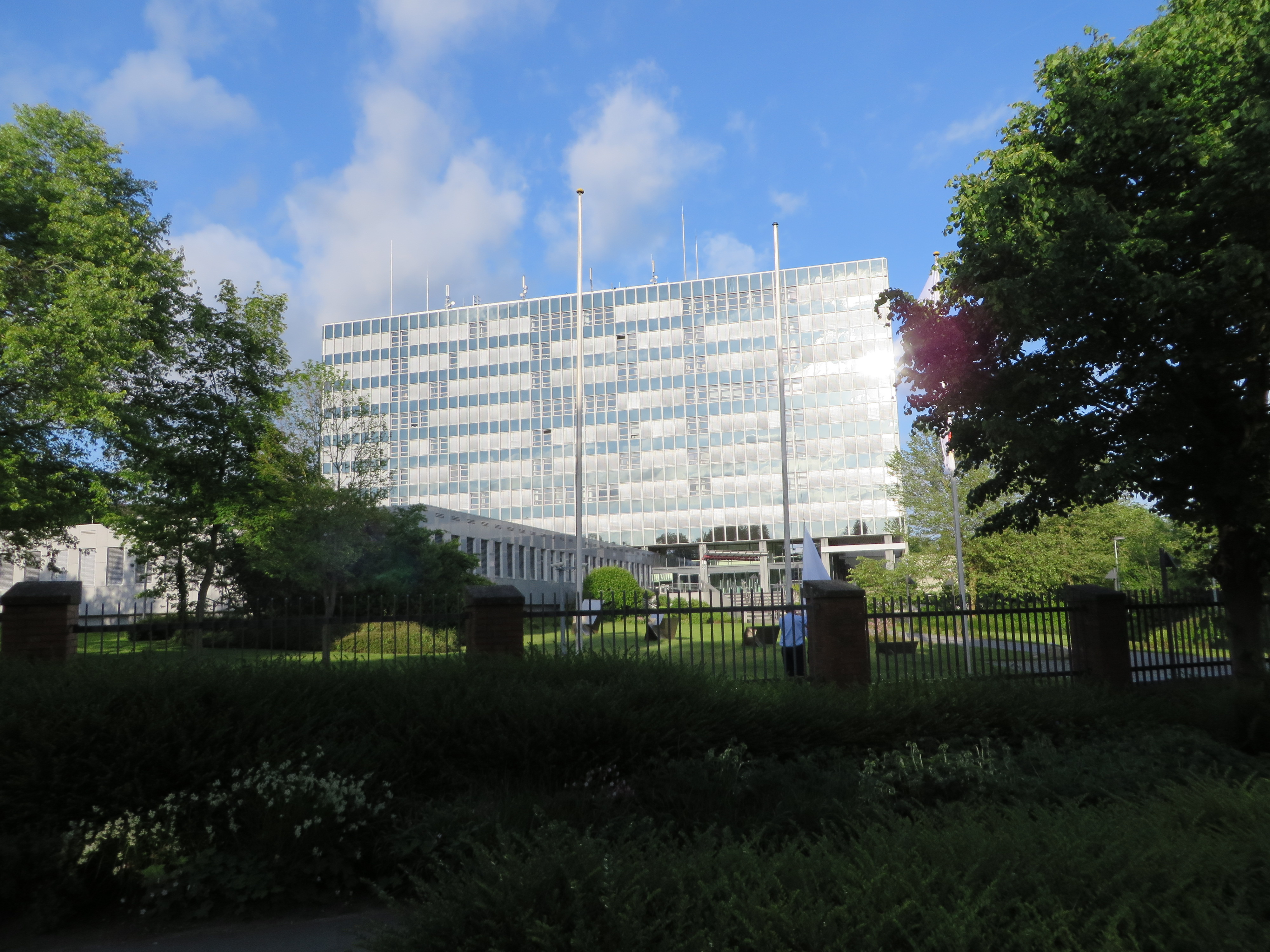
Ursprünglich befand sich das Kraftfahrt-Bundesamt in Mürwik bei Sonwik in einem alten Kasernenbau. Erst 1965 konnte unweit an der Fördestraße der Neubau des Architekten Carl-Friedrich Fischer bezogen werden. (Foto 2014)

Im selben Jahr wurde in West-Deutschland das Kraftfahrtbundesamt in Flensburg-Mürwik eingerichtet, das u. a. für die Genehmigung von Fahrzeugtypen und Fahrzeugteile und für die Qualitätssicherung in der Automobilindustrie zuständig war. Die 1953 gegründete Bundesanstalt für den Güterfernverkehr sollte bundeseinheitliche Vorgaben für den Güterverkehr und deren Einhaltung schaffen.
Durch die am 1. April 1953 in Kraft getretene StVZO wurde die zulässige Höchstlänge eines Lkw-Zuges von 22 auf 20 Meter, ab 1958 sogar auf 14 Meter verringert, das Anhängen eines zweiten Anhängers wurde außer bei Zugmaschinen verboten. Das zulässige Gesamtgewicht sank für Neuzulassungen ab 1958, sonst ab 1960 von 40 Tonnen auf 24 Tonnen, die Achslasten wurden von 10 auf 8 Tonnen pro Achse begrenzt. Zweiachs-Lkw durften nur noch 12 Tonnen und Dreiachser nur noch 18 Tonnen wiegen. Darüber hinaus mussten bereits seit 1953 alle Lastkraftwagen über 7,5 Tonnen mit einem Tachographen ausgestattet sein. Auf Autobahnen wurde eine Mindestgeschwindigkeit von 40 km/h vorgeschrieben. Seit 1956 galt das Sonntagsfahrverbot. Für Frachten wurden wieder Entgelte nach dem Reichskraftwagentarif (RKT) erhoben. Ab 1955 erhob der Staat die Kraftfahrzeugsteuer für Nutzfahrzeuge, die Steuer für den Werkfernverkehr lag bei fünf Pfennig pro Tonnen/km.
Das Güterkraftverkehrsgesetz vom 17. Oktober 1952 begrenzte den gewerblichen Straßengüterverkehr durch die Festlegung von Kontingenten, wodurch der Gütertransport auf der Schiene privilegiert wurde. Lkw mit über 4 t Nutzlast sowie Zugmaschinen über 55 PS mussten fortan angemeldet werden. Es wurden 11.850 Fernverkehrsgenehmigungen (rot), sowie 4.000 Bezirks-Konzessionen (blau) erteilt. Der Nahverkehr blieb konzessionsfrei, wenn er einen Radius von 50 km nicht überschritt. Auch der Werkverkehr wurde nicht kontingentiert, später aber für den Werkfernverkehr eine Meldepflicht eingeführt. Die Konzessionierung schränkte die Absatzmöglichkeiten der Nutzfahrzeugindustrie ein, nur beim Werkverkehr waren größere Wachstumsraten möglich.
Nach und nach veränderte sich die Struktur der Transportunternehmerschaft. In den 1950er Jahren wurden noch 60 % aller gewerblichen Lastkraftwagen von selbstfahrenden Unternehmern gesteuert. Immer mehr dieser Kleinstunternehmen konnten die Investitionen für die erforderlich werdenden Umrüstungen der Lkw oder gar für eine Neuanschaffung nicht aufbringen. Viele Fuhrunternehmer und Ein-Mann-Fuhrbetriebe schlossen sich deshalb zum Verein Deutscher Kraftverkehr zusammen. Sie fuhren nunmehr im Auftrag von Unternehmen, die häufig Eigentümer der Fahrzeuge waren und sich um die Konzessionen kümmerten. So entstanden viele Haus- bzw. Werks-Speditionen, die zum Teil bis in die heutige Zeit überdauert haben.
Busreisen waren in der „Wirtschaftswunderzeit“ sehr beliebt. Sie waren preiswert und die meisten Deutschen hatten noch kein eigenes Auto. Dies führte zu einem Aufschwung bei privaten Busunternehmern und Reiseveranstaltern und in dessen Folge zu einer Blütezeit der Busherstellung in Deutschland. Reisebusse mit Panoramaverglasung waren im Trend.

### Technik
Die Nachkriegsjahre waren für den Omnibusbau von Aufbruchsstimmung und von technischen Experimenten geprägt. Bis dahin wurden in der Regel Bus-Karosserien von Karosseriebauunternehmen auf ein Fahrgestell eines Busfahrgestell-Anbieters wie Büssing, Daimler-Benz, Magirus-Deutz, MAN, Borgward und Opel aufgebaut. Die Firma Kässbohrer baute 1951 jedoch als erster Omnibusbauer einen Reisebus mit einer selbsttragenden Karosserie (daher der Markenname „Setra“), die auch selbst entwickelt worden war. Nun wurden Bushersteller wie Kässbohrer und Auwärter zunehmend zum Komplettanbieter und damit unabhängiger von Fahrgestelllieferungen großer Hersteller: Beim Omnibusbau gab es jetzt häufig kein separates Fahrgestell zum Aufbau einer Karosserie mehr, sondern die Karosserie übernahm selbst die statische Funktion. Umgekehrt führte diese Entwicklung auch für die bisherigen Lieferanten von Busfahrgestellen zu der Notwendigkeit, ihre Busse künftig verstärkt selbst zu karossieren und komplett auszuliefern. Für Reisebusse der 1950er Jahre wurde der „Panoramablick“ in Form einer rundumlaufenden Dachverglasung typisch, führte aber auch zu einer starken Aufheizung des Innenraums bei Sonnenschein. Der Komfort ließ aber auch anderweitig oft noch zu wünschen übrig: War in einem Bus z. B. ein Faltdach eingebaut, das bei schönem Wetter das Fahren unter freiem Himmel ermöglichte, so erwies sich selbiges bei Regen oft als undicht und setzte die Fahrgäste von oben tropfender Nässe aus.

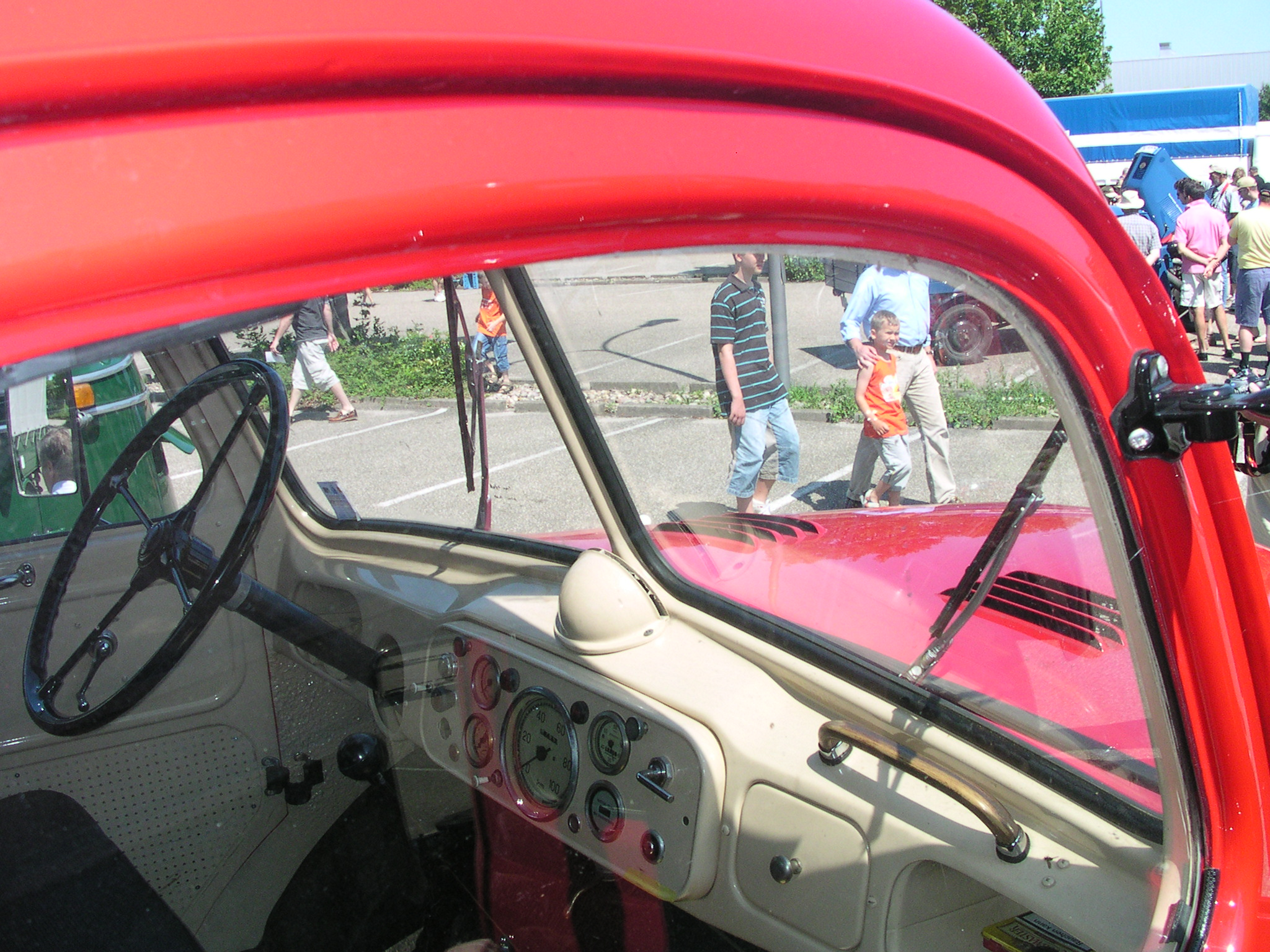
Typischer Lkw-Innenraum der 1950er Jahre: geteilte Frontscheibe, Armaturentafel aus Blech, zentral angeordnete Instrumente

Auch beim Lkw war es seinerzeit noch durchaus üblich, dass das Fahrgestell mit Motor und gegebenenfalls einer Motorhaube von einem Lkw-Hersteller gebaut wurden, das Fahrerhaus und dessen Innenausstattung dagegen von einem Karosseriebetrieb gefertigt wurden, beispielsweise von Wackenhut, Schenk, Aurepa, Orion, Gaubschat, Kögel, Blumhardt, Thiele, Kässbohrer, Ackermann und Binz. Dies war zunächst besonders bei Frontlenkern der Fall. Klassisch ist das Beispiel von Mercedes-Benz, wo es bis 1957 kein werksseitiges Frontlenker-Fahrerhaus gab, weil man dort den Frontlenker für eine „kurzfristige Modeerscheinung“ hielt und deswegen am Konzept des Haubenwagens festhielt. Kunden, die dennoch einen Frontlenker von Mercedes-Benz erwerben wollten, waren darauf angewiesen, ein Hauber-Fahrgestell zu kaufen und von einem Drittunternehmen zum Frontlenker aufbauen zu lassen. So kam es, dass zahlreiche unterschiedliche und z. T. optisch gewagt aussehende Konstruktionen vieler verschiedener Karosseriebauer mit Mercedes-Stern unterwegs waren, die sich untereinander teilweise kaum ähnlich sahen. Die übliche Konstruktionsweise für Lkw-Fahrerhäuser war seinerzeit noch ein tragender Rahmen in der Regel aus Holz, der dann mit Blechteilen beplankt wurde – die wichtigsten Materialien zum Lkw-Bau waren Blech, Holz, Gummi, Glas und Lack. Bei einigen wenigen Produzenten gab es aber bereits Fahrerhäuser, die vollständig aus Stahl gefertigt waren. Der englische Produzent Bristol verwendete erstmals Kunststoff bzw. GFK für den Fahrerhaus-Kabinenbau, ansonsten war Kunststoff im Lkw-Bau noch in weiter Ferne. Das Fahrerhaus war spartanisch eingerichtet. Kritisch war vor allem, dass die Fahrersitze keine Federung besaßen und eine Verstellmöglichkeit zum großen Teil nicht vorhanden war. Servo-Lenkhilfen kamen erst allmählich auf und die Getriebe waren normalerweise nicht synchronisiert, so dass Zwischenkuppeln mit Zwischengas beim Schalten zum Alltag der Lkw-Fahrer gehörten. ZF präsentierte das erste vollsynchronisierte LKW-Getriebe (S 6–55) der Welt in jenen Tagen. Die Windschutzscheiben, die in der Regel geteilt waren (d. h. aus zwei getrennten Glasscheiben für den Fahrer und den Beifahrer bestanden), konnte man bei einigen Typen nach vorne ausstellen, um Frischluft hinein zu lassen. Der Lärm in den Lkw-Fahrerhäusern war erheblich. Die Höchstgeschwindigkeit betrug zwischen 60 und 70 km/h, voll beladene LKW an Steigungen waren deutlich langsamer. Die Rückspiegel waren noch sehr klein und vibrierten während der Fahrt. Die Lkw-Produzenten bauten mittlerweile aber schon Drehzahlmesser, Thermometer, Öldruckanzeige und Druckluftmanometer ein. Ein Sicherungskasten sowie eine Kühlerjalousie wurden obligatorisch. Beneidet wurde derjenige Fernfahrer, der schon eine richtige im Fahrerhaus integrierte Schlafkoje hatte und sich „ein langes Haus“ erlaubte, wo bei vielen anderen nur ein „Schwalbennest“ vorhanden war. Dieser Schlafplatz war nicht sehr gefragt, denn es war keine Isolierung vorhanden und der zweite Fahrer musste bei stehendem Lkw sehr unbequem auf der Sitzbank schlafen.
Michelin brachte 1953 einen Vollstahl-Gürtelreifen für den Lkw auf den Markt. Knorr als Bremsenhersteller entwickelte die Zweikreisbremse und eine gestängelose Feststellbremse (Handbremse) zur Serienreife.

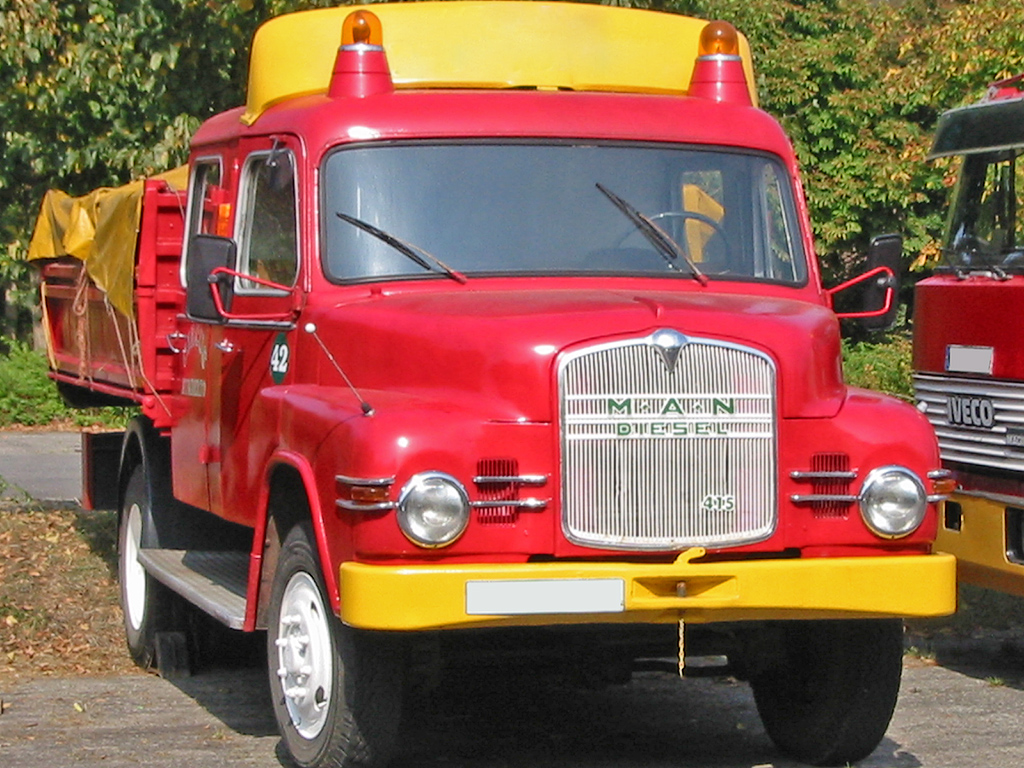
MAN brachte 1956 Kurzhauber mit ein Stück in die Fahrerkabine verschobenem Motor auf den Markt.

Die gesetzliche Längenverkürzung für Anhängerzüge (Seebohmsche Gesetze) zur Begünstigung der Bundesbahn im Vergleich zum Lkw stellte die Transportunternehmer vor das Problem, dass bei gleichbleibender Länge des Vorderwagens mit Fahrerhaus und Motorhaube weniger Ladelänge zur Verfügung stand und die Transportfahrten somit unwirtschaftlicher wurden. Infolgedessen erhöhte sich die Nachfrage nach Kurzhaubern und Frontlenkern, die durch eine kürzere Länge des Vorderwagens im Vergleich zum Langhauber mehr Spielraum bei der Ladelänge eröffneten. Dadurch begann der Siegeszug des Frontlenkers im Lkw-Bau, der den Hauber bis heute vollständig aus dem Bau mittelschwerer bis schwerer Lkw verdrängt hat (siehe dazu auch Hauptartikel Frontlenker). Problematisch beim Frontlenker war zunächst die schlechtere Erreichbarkeit des Motors für Wartungs- und Reparaturarbeiten, weil dieser in der Regel unter dem Fahrerhaus eingebaut wurde, sowie die stärkere Belästigung der Fahrer durch Motorlärm, Vibrationen und Gerüche, da sie ja quasi auf dem Motor saßen. Die Zeit von Anfang der 1950er Jahre bis Ende der 1960er Jahre war dementsprechend eine Zeit technischer Innovationen zur Findung einer neuen und praxistauglichen Lkw-Bauform anstelle des traditionellen Langhaubers. Wegweisend waren die Konstruktionen von Magirus-Deutz (Prototyp einer kippbaren Frontlenker-Kabine anno 1955), MAN (Kurzhauber serienmäßig ab 1956) und Krupp (kippbare Frontlenkerkabine serienmäßig ab 1965). Büssing stattete seine Frontlenker mit Unterflurmotoren aus, die hinter dem Fahrerhaus unter der Ladefläche angeordnet waren. Diese Konstruktion eignete sich jedoch nicht für Allradfahrzeuge und auch nicht für die zunehmend wichtiger werdenden Sattelschlepper. Gleichzeitig ging die Zeit der Straßenzugmaschine langsam aber stetig zu Ende. Sie wurde zunehmend vom Anhängerzug verdrängt (der wiederum zunehmend vom Sattelzug abgelöst wird).

### Hersteller und Fahrzeugmodelle

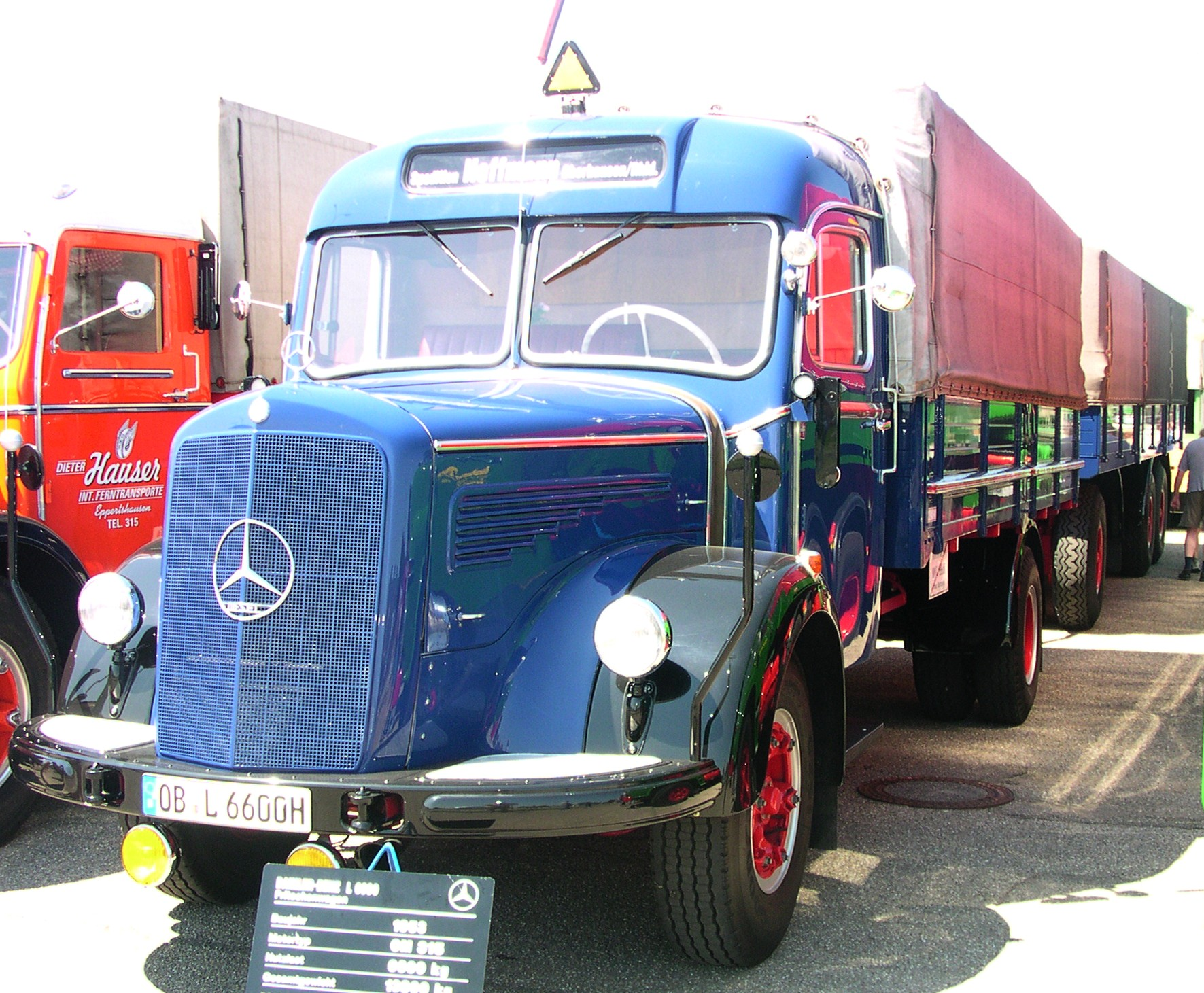
Mercedes-Benz L 6600 mit Hall-Fernfahrerhaus

Daimler-Benz baute seinen schweren Mercedes-Benz Lkw-Typ „L 6600“ mit einer langen Haube und 145 PS. Der als „Brot- und Butter-Laster“ bekannt gewordene „Sechs-Sechser“ war für 6,6 Tonnen Nutzlast ausgelegt und hatte serienmäßig ein so einfach konstruiertes Fahrerhaus, dass dieses den Spitznamen „Hundehütte“ bekam. Für die Transportaufgaben des Nahverkehrs reichte diese Konstruktion, für den Fernverkehr wurde in den meisten Fällen ein Fahrerhaus mit Schlafkabine von Wackenhut, Schenk, Kögel oder Kässbohrer verwendet, das auch höher und breiter als das Serienfahrerhaus war. Der L 6600 war dem Typ „L 6500“ ähnlich, der von 1935 bis 1940 gebaut wurde, er hatte aber ein runderes Blech-Fahrerhaus, eine Zentralschmieranlage und eine Heizung. Daimler-Benz wollte mit dem Sechs-Sechser zur „Königsklasse“ der „großen Sieben“ gehören, also zu den schweren Fernverkehrs-Lkw, die seinerzeit von Büssing, Faun, Henschel, Kaelble, Krupp, Magirus-Deutz und MAN hergestellt wurden und rund 180 PS hatten. Ein Lkw dieser Klasse kostete normalerweise rund 50.000 DM, aber für den L 6600 wurden nur 35.000 DM verlangt, so dass der Fuhrunternehmer für 50.000 DM nicht nur den Motorwagen, sondern auch noch einen dreiachsigen Anhänger kaufen konnte. So konnte Daimler-Benz sehr hohe Stückzahlen bauen und durch die einfache und robuste Bauweise des L 6600 den Preisunterschied wieder ausgleichen.
Krupp verlegte seine Südwerke in Franken ab 1951 zurück nach Essen und nahm dort die Produktion wieder auf. Im April 1951 stellte Büssing auf der ersten Nachkriegs-IAA seinen riesigen Zwölftonnen-Dreiachs-Unterflur-Lkw 12000 U mit 175 PS (später 180 PS) als Frontlenker der Öffentlichkeit vor. Aufgrund seiner enormen Ausmaße und des hohen Anschaffungspreises zögerten die Spediteure jedoch, diesen Fernverkehrs-Lkw zu kaufen.

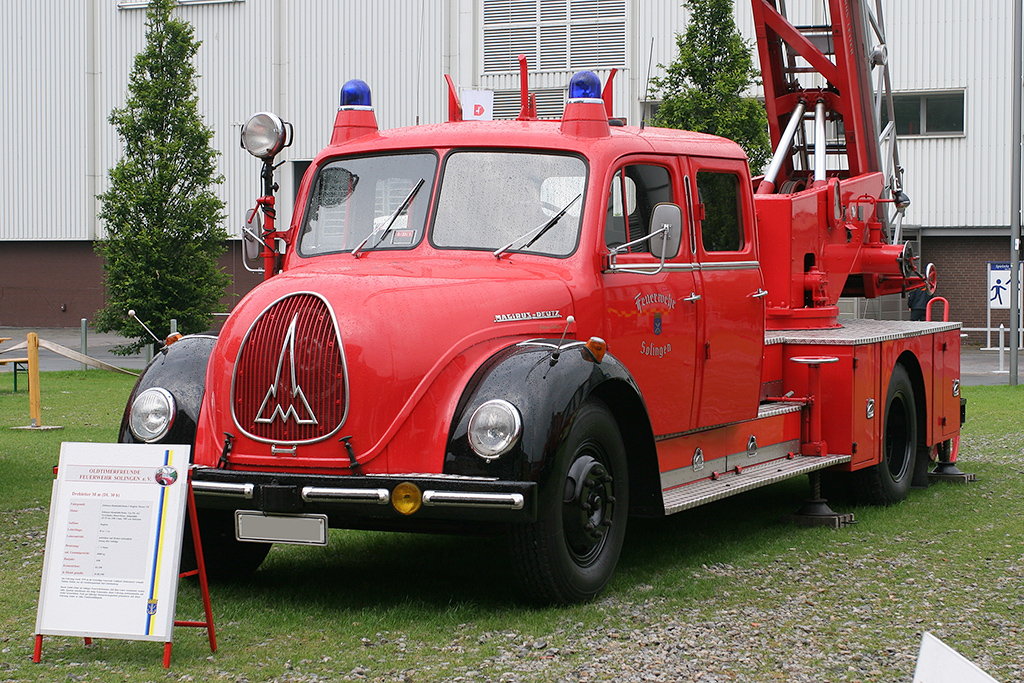
Rundhauber von Magirus-Deutz

Von Magirus-Deutz kam 1951 eine Konstruktion, die sich wegen ihres Designs deutlich von der Konkurrenz unterschied und die für rund 15 Jahre aktuell bleiben sollte: die neuen Rundhauber. Diese Bauweise mit gerundeter „Alligatorhaube“ war möglich, weil nur noch luftgekühlte Deutz-Motoren in die Magirus-Deutz LKW eingebaut wurden. Diese brauchten keinen rechteckigen Wasserkühler vor dem Motor.
Kaelble stellte den großen Lkw-Typ K 832 als Langhauber vor, der mit einem 19,1-Liter-V 8-Motor schon 200 PS hatte. MAN versuchte sich beim Dieselmotor mit einer Turboaufladung. Faun konnte seinen neuen Frontlenker L 8 V mit 175 PS von den Spezialkarosseriebauern Kögel und G. Auwärter zum tiefen Fahrerhaus ausbauen lassen. Daimler-Benz übernahm den Unimog von den Boehringer-Werken und brachte das Gefährt unter eigenem Namen auf den Markt.

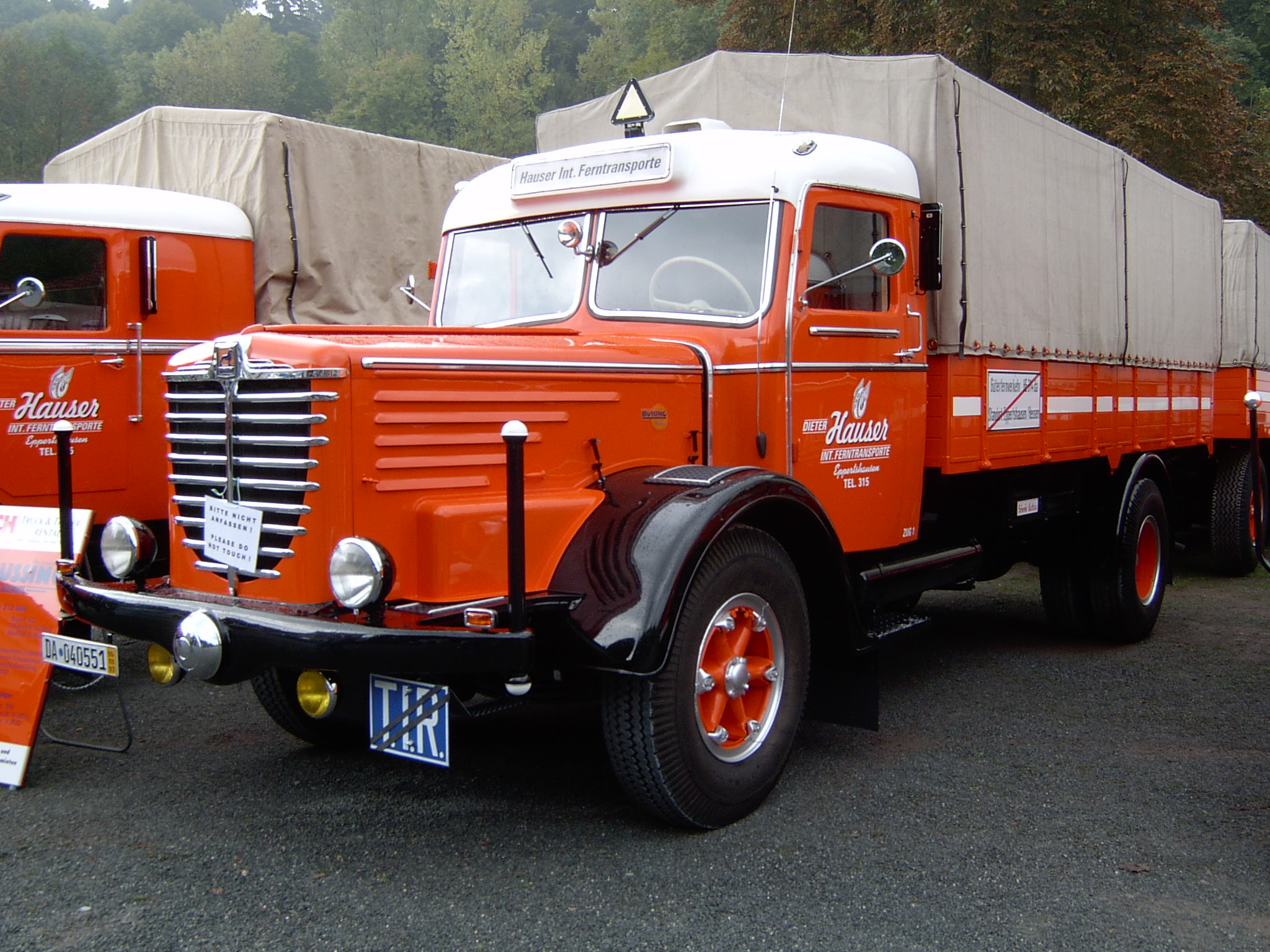
Büssing 8000 S 13 mit Schwalbennest-Fahrerhaus von Schenk

Der von Büssing gebaute Langhauber 8000 S 13 mit 180 PS war ab 1952 der wohl beste Fernverkehrs-Lkw seiner Zeit. Dieses ausgereifte, in seinen Grundzügen schon ab 1935 konstruierte Modell war in all den Jahren immer weiter verbessert worden. Diesen Lkw gab es auch als Sattelschlepper. Das Büssing & Sohn-Fahrerhaus gab es beim 8000 S 13 auch als großes, langes Fernverkehrs-Fahrerhaus. Allerdings fuhren fast nur die selbstfahrenden Unternehmer diesen großen bis 1958 in rund 2900 Exemplaren gebauten Büssing-Langhauber, denn kaum sonst jemand konnte sich die Ladeflächen-Verkürzung von etwa 60 cm noch leisten.
Der „große“ Büssing Dreiachs-Unterflur-Lkw 12000 U konnte sich auf dem Markt nicht durchsetzen, es wurden nur 39 Stück gebaut. Deswegen baute Büssing ab 1952 einen Zweiachs-Unterflur-Frontlenker vom Typ 8000 U mit 180 PS. Dieser Lkw hatte 7,8 t Nutzlast und das Fahrerhaus konnte von Büssing & Sohn, Ackermann, Eylert, Kässbohrer oder Kögel gebaut und ausgestattet werden. Dadurch bekam der gleiche Lkw-Typ mindestens viermal ein unterschiedliches Aussehen und eine andere Innenausstattung. Die Firma Eylert baute 1952 mit einem Faun L 8 Fahrgestell und einem dreiachsigen Anhänger ihren ersten Thermozug mit Leichtmetallaufbau. Opel konnte mit einer rundlichen, dem damaligen Stil amerikanischer Pkw nachempfundenen Optik für seinen Bestseller „Opel Blitz“ aufwarten (wie damals auch Hanomag und Borgward) und die Erfolgsstory dieses Schnelllastwagens fortsetzen.

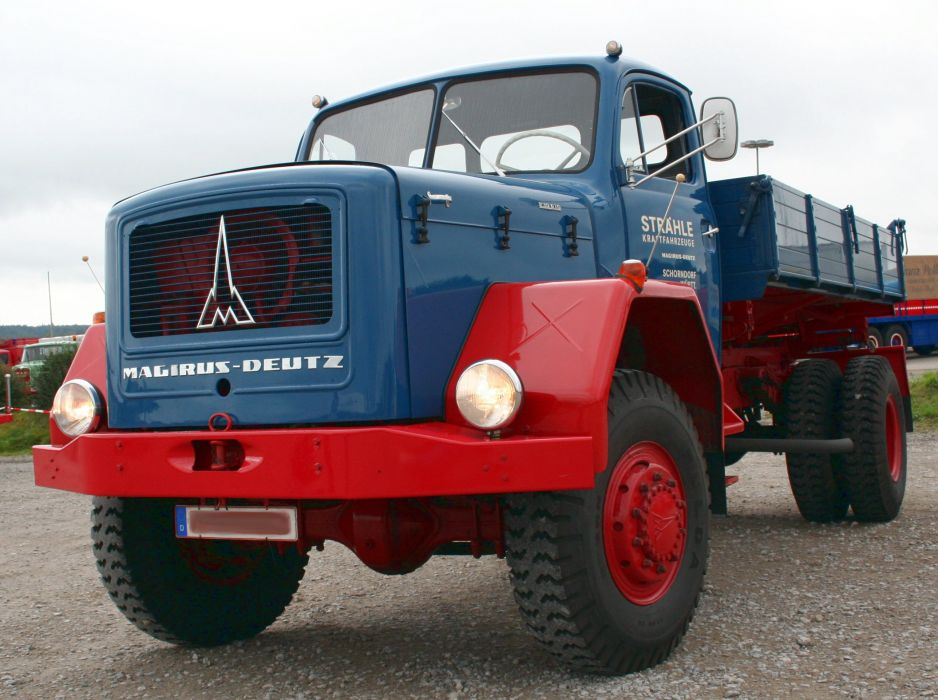
Magirus-Deutz Eckhauber Baustellenkipper

Ab 1953 modifizierte Magirus-Deutz seine Haubenwagen: Die runden Hauben der 1951 auf den Markt gebrachten Rundhauber zeigten im Geländeeinsatz zu starke Verwindungen, so dass Magirus-Deutz für Allradfahrzeuge insbesondere für das Baugewerbe ab 1953 zusätzlich Eckhauber anbot, die in vielen Versionen fast unverändert bis 1971 gebaut wurden. Für den gleichen Einsatzzweck gab es bei Faun den Dreiachser-Lkw L 900, der bis zu 16 t Nutzlast transportieren konnte.
In Hamburg baute Strüver einen Flugfeld-Tankwagen mit bis zu 50.000 Liter Fassungsvermögen. Ford in Köln baute ab 1953 den Lieferwagen FK 1000 – den Vorläufer des heutigen Ford Transit als Konkurrenz zum VW Transporter.

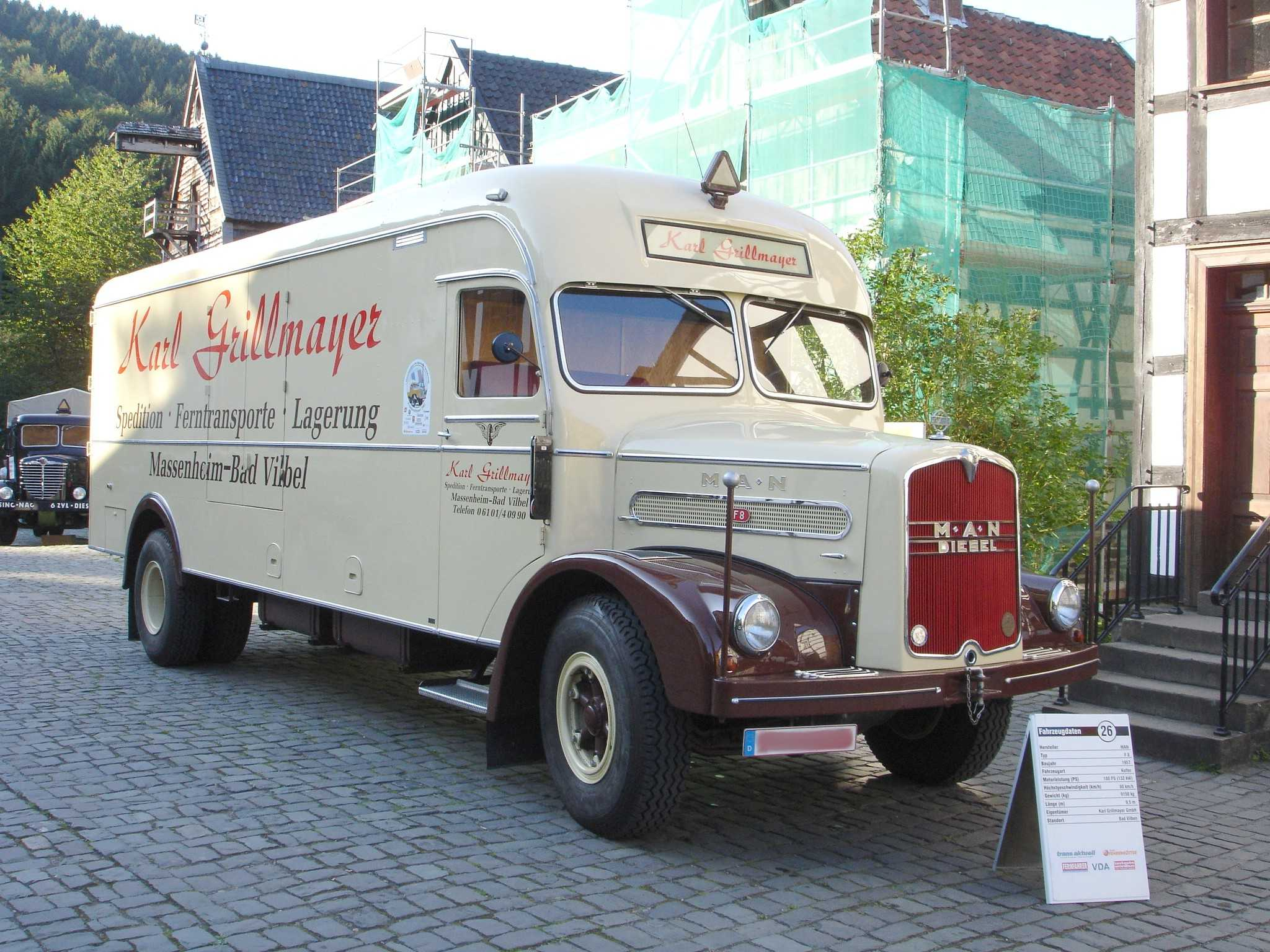
MAN F 8 mit großem Fahrerhaus und Möbelwagenaufbau

Auf der IAA 1953 stellte MAN seinen F 8 mit etwas breiterem Fahrerhaus vor, das nun für den Fernverkehr uneingeschränkt tauglich wurde und ein Jahr später in Paris eine Silbermedaille gewann. Das neue MAN-Hauben-Fahrerhaus mit seiner serienmäßigen Ausstattung wurde somit zum Musterbeispiel für andere Lkw-Produzenten. MAN rüstete nun seinen Lkw-Typ 750 TL serienmäßig mit einem Turbolader aus, der schon ab 1951 getestet wurde und die Leistung des Motors um bis zu 30 Prozent erhöhte sowie auch den Kraftstoffverbrauch senkte.
Nach einer Innovation von Karl Kässbohrer wurde 1953 der erste Siloaufbau mit einem kippbaren Behälter und pneumatischer Entleerung vorgestellt. Daimler-Benz hatte einen leichteren Frontlenker als Typ Mercedes-Benz LP 315 gebaut.

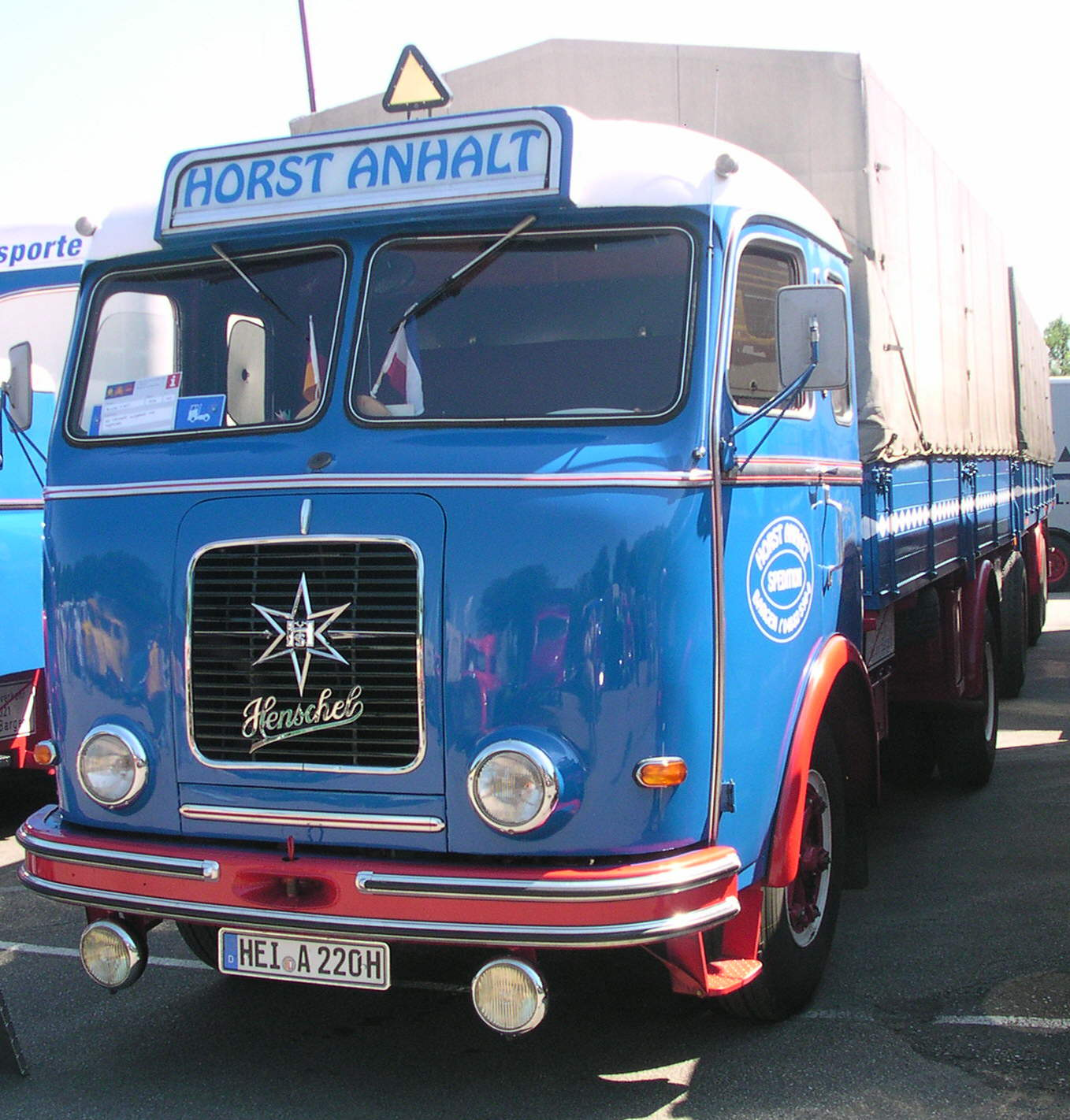
Henschel mit „Tram“-Fernverkehrs-Fahrerhaus von Kögel

Henschel stellte den Typ „HS 170 T“ als „Tram“-Frontlenker-Lkw (8,7 t und 170 PS) auf der IAA 1953 vor, der aber erst ab 1955 in Serie ging. Das Wort „Tram“ kommt wegen der damaligen optischen Ähnlichkeit des Frontlenkers zur Straßenbahn. Für die (damals) geräumige Kabine hatte der Lkw vom Pariser Autosalon eine Auszeichnung bekommen.
Die ersten großen Stückzahlen von Frontlenkern wurden von Büssing als Typ 7500 U gebaut.
Ab 1956 ergänzte Faun das Programm für die Schwerlastwagen und Zugmaschinen, die nun auch mit Allradantrieb erhältlich waren. Faun kam durch den Bau von geländegängigen Schwerlast- und Spezialfahrzeugen für die Bundeswehr sowie von schweren Autokränen in der Gewichtsklasse zwischen 10 und 12 Tonnen besser zurecht, wobei in den nächsten Jahren der Schwerpunkt des gesamten Unternehmens auf dieses Fahrzeugsegment gelegt wurde. Kaelble (ein schon immer eher kleiner Hersteller) verlor durch die Längen- und Gewichtsbeschränkungen der Seebohm-Ära endgültig den Anschluss – die Modelle des Unternehmens waren traditionell groß und schwer. Die letzten Langhauber wie der Mercedes-Benz L 6600, der Büssing S 8000, der Krupp Tiger, der Faun 170 Deutz, der Henschel HS 170, der MAN F 8 und der Magirus-Deutz S 6500 wurden wegen der noch vorhandenen langen Haube von den Fernfahrern gehegt und gepflegt. Die Fernfahrer hofften, dass die Übergangszeit bezüglich der anstehenden Lkw-Längenverkürzung über das Jahr 1960 hinaus verlängert werden würde.

### Die Entwicklung im Ausland
Berliet konnte in Frankreich den großen und sehr viele Jahre hergestellten Lkw-Typ „GKR“ mit 13,5 t Gesamtgewicht auf den Markt bringen. DAF verfügte 1950 in den Niederlanden „nur für den Heimatmarkt“ über ein Lkw-Programm, das auch Militär-Lkw beinhaltete. Volvo baute in seinen Hauben-Kipper vom Typ Titan nun auch einen Turbo ein.

## Die Entwicklung in der neuen Europäischen Wirtschaftsgemeinschaft ab 1957

### Rahmenbedingungen in Deutschland und Europa
Bis Ende der 1950er Jahre war in Deutschland der Frachtumsatz des Straßengüterverkehrs um fast die Hälfte zurückgegangen. Dadurch halbierte sich auch der Absatz von Nutzfahrzeugen. Die vielfältigen Reglementierungen im Bereich des Straßengüterverkehrs, etwa die Längen- und Gewichtsbegrenzungen für die Fahrzeuge zwangen die Hersteller zudem, ihre Produkte zu verändern. Insbesondere die kleineren Hersteller, wie z. B. die Firma Kaelble, hatten große finanzielle Probleme, die notwendigen Investitionen in die Weiterentwicklung der Fahrzeuge zu tätigen, so dass es zu einer Konzentration der Hersteller kam. Kleinere Hersteller, die sich nicht auf spezielle Nischenprodukte verlegt hatten, hatten Schwierigkeiten, sich am Markt zu behaupten.
Hersteller, die für auch den Export produzierten, wie Henschel, Magirus-Deutz, MAN und Mercedes-Benz, sahen sich durch die von den deutschen Bestimmungen abweichenden ausländischen Regeln gezwungen, mindestens zwei verschiedene Produktlinien zu unterhalten, was entsprechend kostenaufwändig war.
Durch die Gründung der „Europäischen Wirtschaftsgemeinschaft“ (EWG) 1957 rückte die Harmonisierung der Rahmenbedingungen und Märkte in Europa in das Blickfeld der deutschen Politik, die sich zum Ziel gesetzt hatte, innerhalb von zwölf Jahren mit den europäischen Partnern einen gemeinsamen Binnenmarkt zu schaffen. Dies führte zu einer Lockerung der restriktiven Bestimmungen für den deutschen Markt. Ab Juli 1960 durfte in Anpassung an die EWG-Größen ein Sattelzug 15 m lang sein, ein Lkw-Anhängerzug 16,5 m und das maximal zulässige Gesamtgewicht erhöhte sich wieder auf 32 Tonnen. Die Breite wurde auf 2,5 m und die Höhe auf 4 m festgesetzt. Gleichzeitig mussten Lastkraftwagen über eine Motorleistung von 6 PS pro Tonne Gesamtgewicht verfügen. Schwere Fahrzeuge mussten neben der Fahrbremse und der Feststellbremse eine dritte Bremse in Form der „Motorbremse“ (Auspuff-Drosselklappe) aufweisen.

### Technik

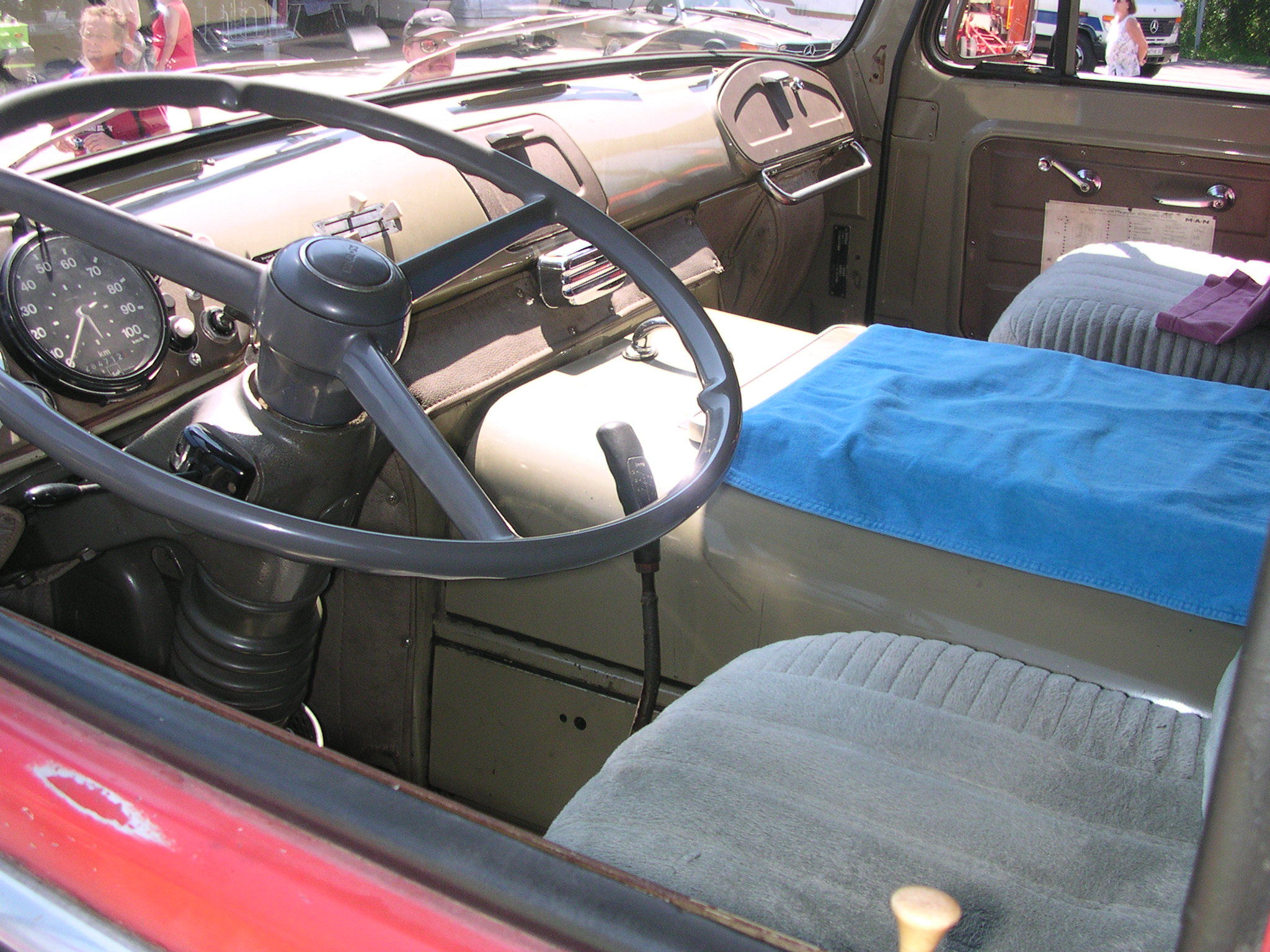
Innenraum eines Frontlenkers von MAN mit Motorkasten zwischen den Sitzplätzen

Die technische Weiterentwicklung der Lkw verlief zu dieser Zeit sehr schnell. Bei den neuen Frontlenkern befand sich der Motor in der Regel unter dem Fahrerhaus. Darin war deswegen ein engeres Raumangebot vorhanden als in den bis dahin üblichen Haubern: Zwischen Fahrer- und Beifahrersitz erhob sich ein voluminöser Motorkasten. Die in der Regel nicht ausreichende Isolierung dieser Motorkästen führte zu einem hohen Lärmpegel in der Kabine, so dass vernünftige Unterhaltungen kaum denkbar waren. Vibrationen, Wärme und Gerüche, die vom Motor in die Kabine drangen, brachten zusätzliche Probleme mit sich. Zudem war mangels Haube auch die Zugänglichkeit des Motors für Wartungs- und Reparaturarbeiten verschlechtert. Fahrer und Mechaniker waren von der neuen Bauweise deswegen wenig angetan. Eine weitere Schwierigkeit für die Lkw-Produzenten der neuen Frontlenker bestand beim Absatz darin, dass die Fernfahrer ihre „eingebaute Lebensversicherung“ in Form einer langen Haube vor dem Fahrerplatz unbedingt behalten und keinen neuen Plattschnauzer fahren wollten. Einige Transportunternehmer konnten ihre Lkw-Fahrer nur deswegen halten, weil sie den Fahrern ein geräumiges Luxusfahrerhaus bauen ließen. Büssing bekam mit dem Konzept des Unterflurmotors, der hinter dem Fahrerhaus unter der Ladefläche verbaut wird, trotz des höheren Anschaffungspreis einen Wettbewerbsvorteil.
Wegen der Wärme des Motors im Fahrerhaus wurden bei Frontlenkern auch Lüftungsklappen rechts und links neben der Motorabdeckung eingebaut, um frische Luft von vorn hinein zu lassen. Mercedes-Benz baute innen im Fahrerhaus und zwar vorne in der Mitte auf der Armaturentafel unterhalb der geteilten Windschutzscheibe den Einfüllstutzen für das Kühlwasser ein. Kochte dieses über, füllte sich die ganze Kabine in Sekunden mit heißem Dampf. Beim ersten „seebohmtauglichen“ Frontlenker von Kaelble befand sich das Auspuffrohr direkt unter dem Fahrerhausboden. Die Hitze der Auspuffgase ließ nach gewisser Fahrtzeit deswegen die Schuhsohlen der Fahrer schmelzen. Der Lkw-Produzent Magirus-Deutz war mit seinen ab 1957 gebauten Lkw-Typen „Merkur F“ und „Saturn F“ (F für Frontlenker) einer der ersten Anbieter, der serienmäßig mit einer großen durchgehenden Panorama-Frontscheibe aufwarten konnte. Diese war allerdings nur bei den Frontlenkern erhältlich, die parallel gebauten Hauber von Magirus-Deutz behielten die geteilte Windschutzscheibe bis 1971. Zum Schutz vor Motorlärm war bei Magirus-Deutz-Frontlenkern eine zusätzliche Schallisolierung als sogenannte „Silencecab“ entwickelt worden. Bei Krupp (wie Magirus-Deutz ein Hersteller mit besonders lauten Motoren) begann man ebenfalls frühzeitig mit einer aufwändigen Schalldämmung und einer einteiligen Frontscheibe. Außer bei Büssing, wo zu dieser Zeit schon Luftfederungen bei Bussen und Lkw eingebaut wurden, gab es zu jener Zeit keinen Lastzug auf dem Markt, der serienmäßig alles das hatte, was ein „seebohmfester“ Fernverkehrs-Lkw brauchte. Kaelble versuchte sich an einer Turboaufladung, die bis zu 300 PS hervorbrachte. Allerdings hatte die Turboaufladung im Dauerbetrieb bei allen Lkw-Produzenten noch nicht die geforderte Zuverlässigkeit erreicht. Der Einbau in die Fahrzeuge wurde deshalb erst Mitte der 1960er Jahre nach und nach wieder aufgenommen. Beim Produzenten Büssing wurde beim Frontlenker der Unterflurmotor mit 192 PS zur Reparatur seitlich herausgeschwenkt. Die Fahrersitze behielten den Charakter eines Kutschbocks; es handelte sich weiterhin um Sitzgestelle ohne besondere Federung und Verstellmöglichkeit. Um das zeitraubende Auf- und Abladen zu verkürzen, wurden die ersten Europaletten auf den Markt gebracht. Ladebordwände am Lkw waren noch nicht vorhanden. Sattelzug-Typen kamen zu immer größerer Bedeutung und drängten sich neben die traditionellen Hängerzüge. Als einer der ersten Dreiachser (Antriebsformel 6x4) wurde der Magirus-Deutz Typ „Saturn FS“ mit 195 PS als Frontlenker-Sattelzug gebaut.

### Hersteller und Fahrzeugmodelle
In dieser Zeit hatte der Krupp Mustang im Fernverkehr seine Blütezeit. Er galt als eines der besten Fahrzeuge auf den Fernstraßen. Dennoch wurden auch bei Krupp Frontlenker für die neue Längenverordnung entwickelt, so auch der neue Lkw-Typ „Büffel F“ mit 160 PS. Auch Mercedes-Benz lieferte zu dieser Zeit schon den größeren Typ „LP 326“ mit 192 PS als Frontlenker aus, der aber wegen des vorne etwas angeschrägten Fahrerhauses einen unzureichenden Einstieg hatte. 1958 wurde Hanomag in Hannover eine Tochtergesellschaft der Rheinstahl in Essen. Bis zum Jahr 1958 wurden vom leichten Hauben-Lkw „L 28“, der zuletzt mit einer durchgehenden Panoramascheibe ausgestattet wurde, 55.732 Fahrzeuge produziert. Er wurde nun vom Frontlenker-Typ „Kurier“ mit 1,9 Tonnen abgelöst. Dieser Frontlenker wurde ab 1959 auch als „Garant“ mit 2,5 Tonnen und als „Markant“ mit 3,2 Tonnen Nutzlast verkauft. 1958 begann auch der schwäbische Traktor-Hersteller Kramer, verschiedene zwei- und dreiachsige Zugmaschinen für unterschiedliche Zwecke zu fertigen, wobei sich die Lkw-Herstellung wegen der geringen Stückzahlen nicht rechnete. Kramer beschränkte sich deshalb ab 1975 auf die Produktion von Baumaschinen.

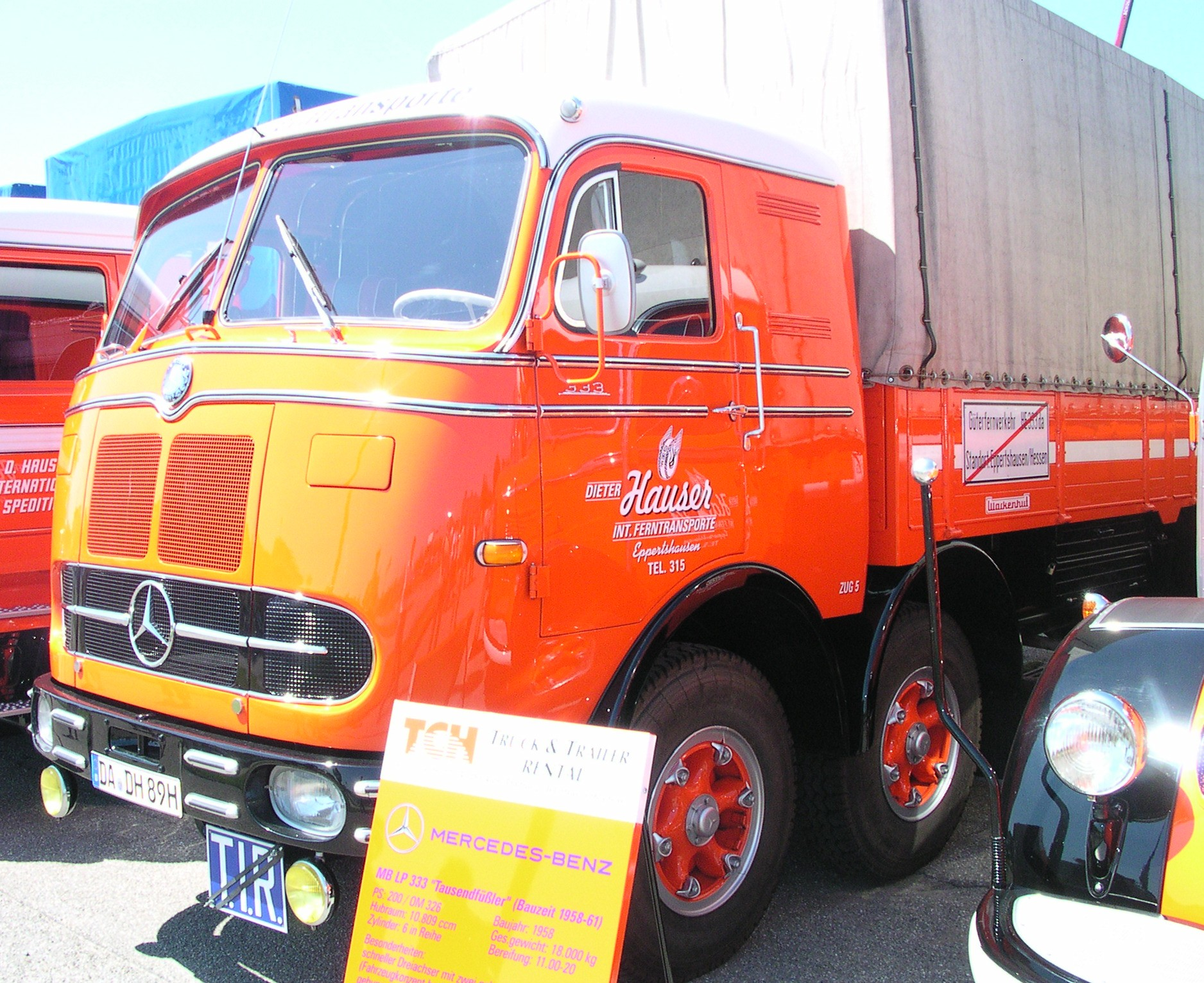
Mercedes LP 333 „Tausendfüßler“

Daimler-Benz baute ab 1958 den Mercedes-Benz Typ „LP 333“, der von Fernfahrern auch „Dreihundertdreiunddreißiger“ oder „Tausendfüßler“ genannt wurde, wegen der zwei gelenkten Vorderachsen. Dieses Modell konnte mit guter Serienausstattung von Wackenhut in Nagold als Sonder-Luxusausstattung „Hamburg“ bestellt werden. 1959 erschien bei Krupp eine völlig neue Generation von Haubenwagen und Frontlenkern, deren Fahrerhaus sehr modern und seiner Zeit voraus war. Allerdings hemmten die wenig zuverlässigen und lärmintensiven Zweitaktmotoren von Krupp den Verkauf.

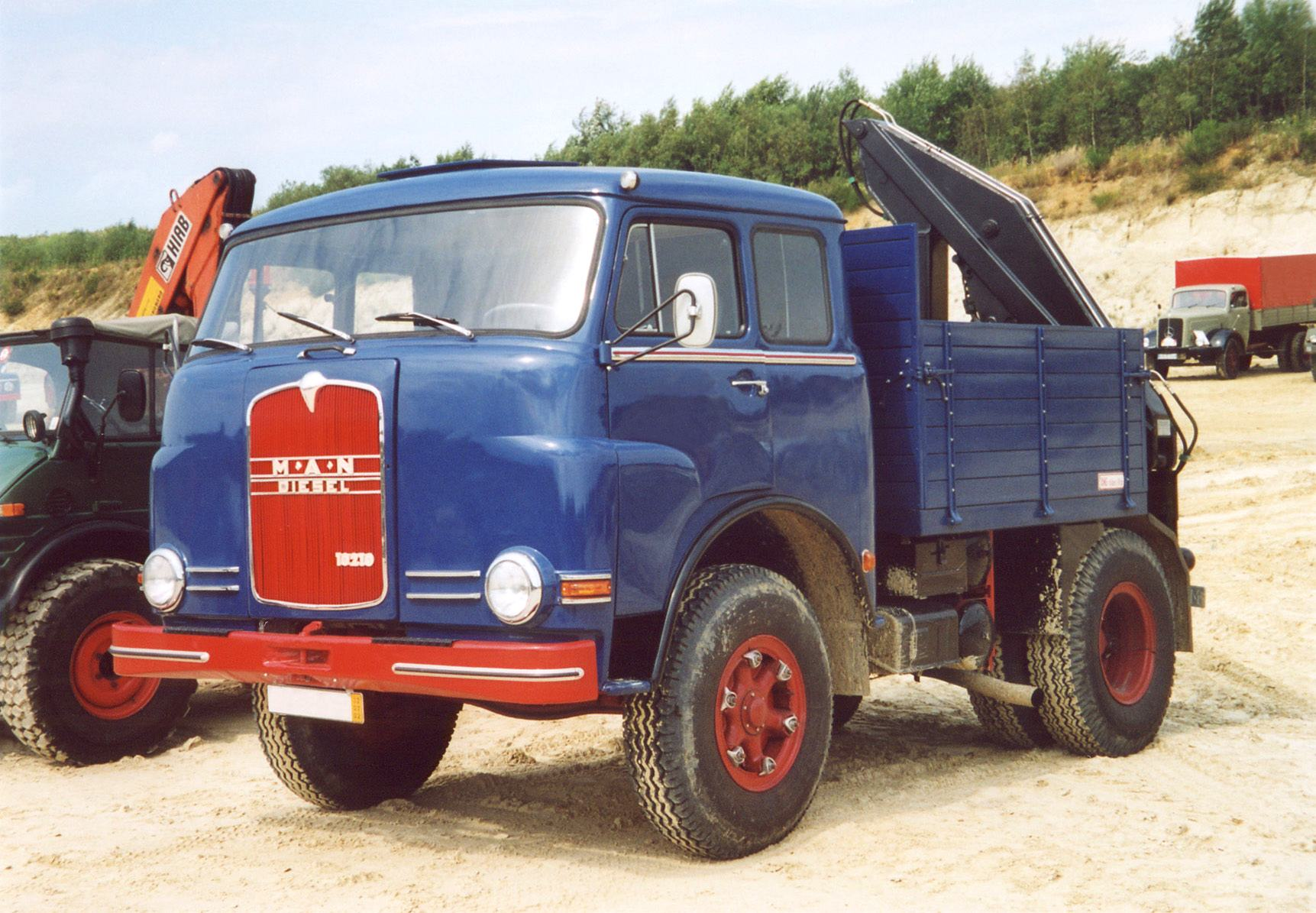
MAN „Pausbacke“ Typ 10.210

MAN stellte 1960 den neuen Stumpfschnauzen-Lkw „10.210 TL“ vor, der wegen seines Designs schnell den Beinamen „Pausbacke“ bekam. Faun stellte 1960 den Frontlenker Typ „F 687“ vor, der einen V8-Motor von Klöckner-Humboldt-Deutz mit 195 PS hatte und in mehreren Varianten wie z. B. als Sattelzug gebaut wurde, wobei das Fahrerhaus wie damals üblich noch nicht gekippt werden konnte.

### Die Entwicklung im Ausland
Mack in den USA entschied sich eine senkrecht nach oben verschiebbare Kabine zu bauen, die das Triebwerk vollkommen freigab. Der Lkw-Produzent Alfa Romeo aus Italien erleichterte beim Frontlenker die Reparatur damit, dass der vordere Rahmen leicht abbaubar war; anschließend konnte die Maschine nach vorne herausgezogen werden. Scania baute einen Frontlenker-Lkw mit druckluftbetätigter „Zweikreisbremse“ und servounterstützter Feststellbremse.

## Erste Marktbereinigungen Anfang bis Mitte der 1960er Jahre

### Rahmenbedingungen in Deutschland und Europa
Die Zeit von der Mitte der 1950er-Jahre bis zur Mitte der 1960er-Jahre ist als Wirtschaftswunder in die Geschichte eingegangen. Es handelte sich um eine Zeit, in der Binnen- und Exportwirtschaft in Deutschland florierten und dementsprechend auch das Transportwesen. Die Nutzfahrzeugindustrie hatte sich seit den Harmonisierungen der Regelungen im Rahmen der EWG-Gründung sehr angestrengt und zur IAA 1961 konnten alle deutschen Schwer-Lkw-Produzenten einen modernen 16-Tonnen-Fernverkehrs-Lkw nach den neuen Vorschriften der StVZO mit mindestens 192 PS vorweisen. Es gab 1961 im gewerblichen Güterfernverkehr 19.250 Fernverkehrsgenehmigungen. Von 42.500 Transportunternehmen waren 6.980 im Güterfernverkehr tätig. 1963 gab es insgesamt 25.932 Genehmigungen für den gewerblichen Güterfernverkehr, die aber mit dem Fahrgestell und der Zulassung des Lkw eine Einheit bildeten. Einige Transportunternehmer schraubten deswegen die Nummernschilder ihrer Lkw regelmäßig um, um mit mehr Lkw als erlaubt fahren zu können, denn die Fahrgestellnummer wurde nicht immer mitkontrolliert. Ab 1. Juli 1963 wurde als Fahrtrichtungsanzeiger anstelle der „Winker“ nur noch der heute übliche Blinker erlaubt. Am 1. Mai 1965 wurden durch die zweite Novellierung der StVZO die Lkw-Längen und -Gewichte mit Blick auf den europäischen Binnenmarkt sowie den grenzüberschreitenden Transport im gewerblichen Güterverkehr erneut geändert. Die maximale Lkw-Länge wurde auf 18 Meter und das zulässige Gesamtgewicht auf 38 Tonnen heraufgesetzt. Das Verhältnis von ziehender zu gezogener Lkw-Einheit wurde auf 1:1,4 festgelegt. Bei den Sattelzügen blieb es bei 15 Metern Länge. Durch die Formel „6 PS/t“ wurden bei den schwersten Lkw nun mindestens 228 PS Motorleistung erforderlich. Kein Hersteller hatte für den 38-Tonnen-Lkw sofort einen passenden Motor im Angebot. Alle Konstrukteure hatten daher viel zu tun, um die Nutzfahrzeugbedürfnisse der Kunden zu berücksichtigen.

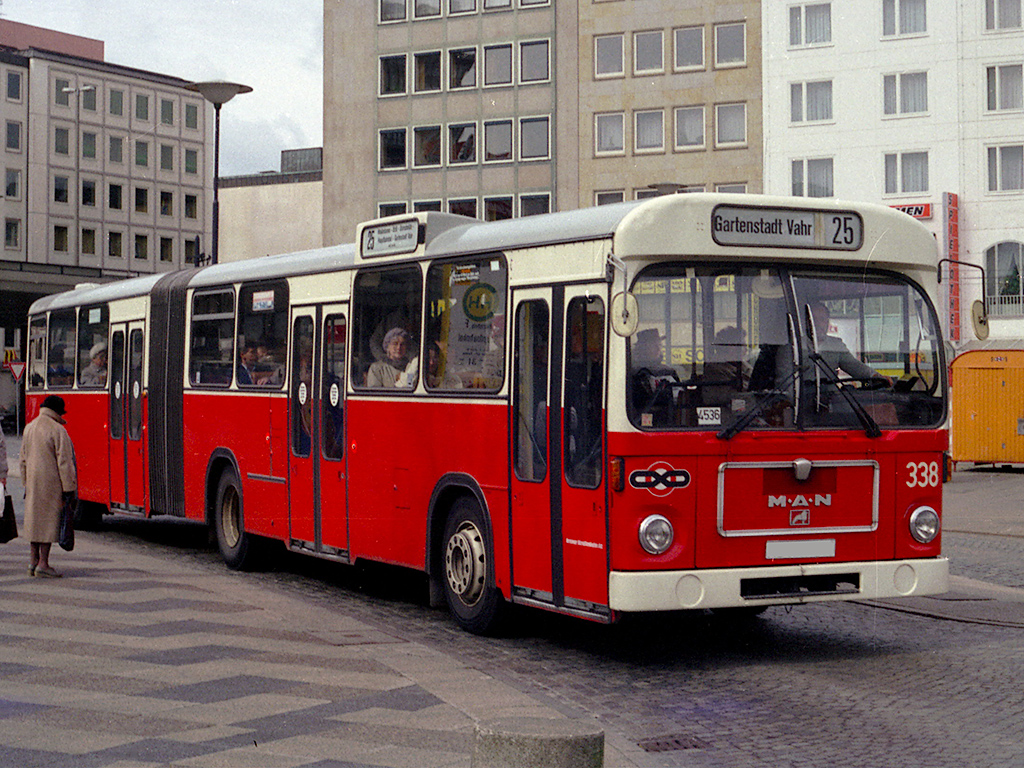
VÖV-Standard-Bus von MAN

Die Hamburger Hochbahn regte 1959 an, einen deutschen Einheitstyp von Linienbussen zu konstruieren, um Beschaffung, Wartung und Reparatur zu vereinfachen und dadurch die Kosten bei den Betreibern zu senken. Mit der Umsetzung dieser Aufgabe beschäftigte sich der Verband Öffentlicher Verkehrsbetriebe (abgekürzt: VÖV). Als Hersteller beschäftigten sich mit dem VÖV-Bus die Unternehmen Büssing, Magirus-Deutz, Mercedes-Benz und MAN, später auch Gräf & Stift, Ikarus und Heuliez. 1967 wurde der erste VÖV-Standardbus von Büssing vorgestellt. Die Fahrzeuge waren – unabhängig von welchem Hersteller sie stammten – weitgehend identisch, die Motoren und die Fahrzeugfronten unterhalb der Windschutzscheibe waren individuell. Wichtige Teile wie z. B. Fensterscheiben, Türen, Beleuchtungseinrichtungen und Zielschildkästen waren dagegen herstellerunabhängig gleich und demnach austauschbar. Die Standardbusse bestimmten das deutsche Straßenbild bis in die 1990er Jahre.
Der Nutzfahrzeugmarkt in Europa und dementsprechend auch in Deutschland internationalisierte sich zunehmend: Die deutschen Lkw-Exporte erreichten 95.767 Einheiten, führend beim Export waren Mercedes-Benz, Magirus-Deutz, MAN und Henschel (in dieser Reihenfolge). Auch die deutschen Transportunternehmer wurden allmählich auf Lkw-Typen aus anderen Ländern Europas aufmerksam, Marken wie DAF aus den Niederlanden und Fiat aus Italien betraten den deutschen Markt. Zunehmend wichtig wurde es für die Hersteller, ein komplettes Programm in allen Nutzlastbereichen anzubieten. Die Renault-Tochter Saviem aus Frankreich arbeitete dazu mit Henschel zusammen. So konnte Saviem auf die Schwer-Lkw von Henschel zurückgreifen und Henschel auf die leichteren Fahrzeuge von Saviem. Markenname für die Kooperationsmodelle war Henschel-Saviem-Renault. Büssing arbeitete schon ab 1964 gleichen Zweck mit der italienischen OM zusammen, Büssing war dabei für schwere und OM für leichte Fahrzeuge zuständig. Der erste wirkliche Vollsortimenter auf dem deutschen Lkw-Markt sollte jedoch erst 1969 mit dem Zusammenschluss von Hanomag und Henschel zu Hanomag-Henschel entstehen.

### Technik

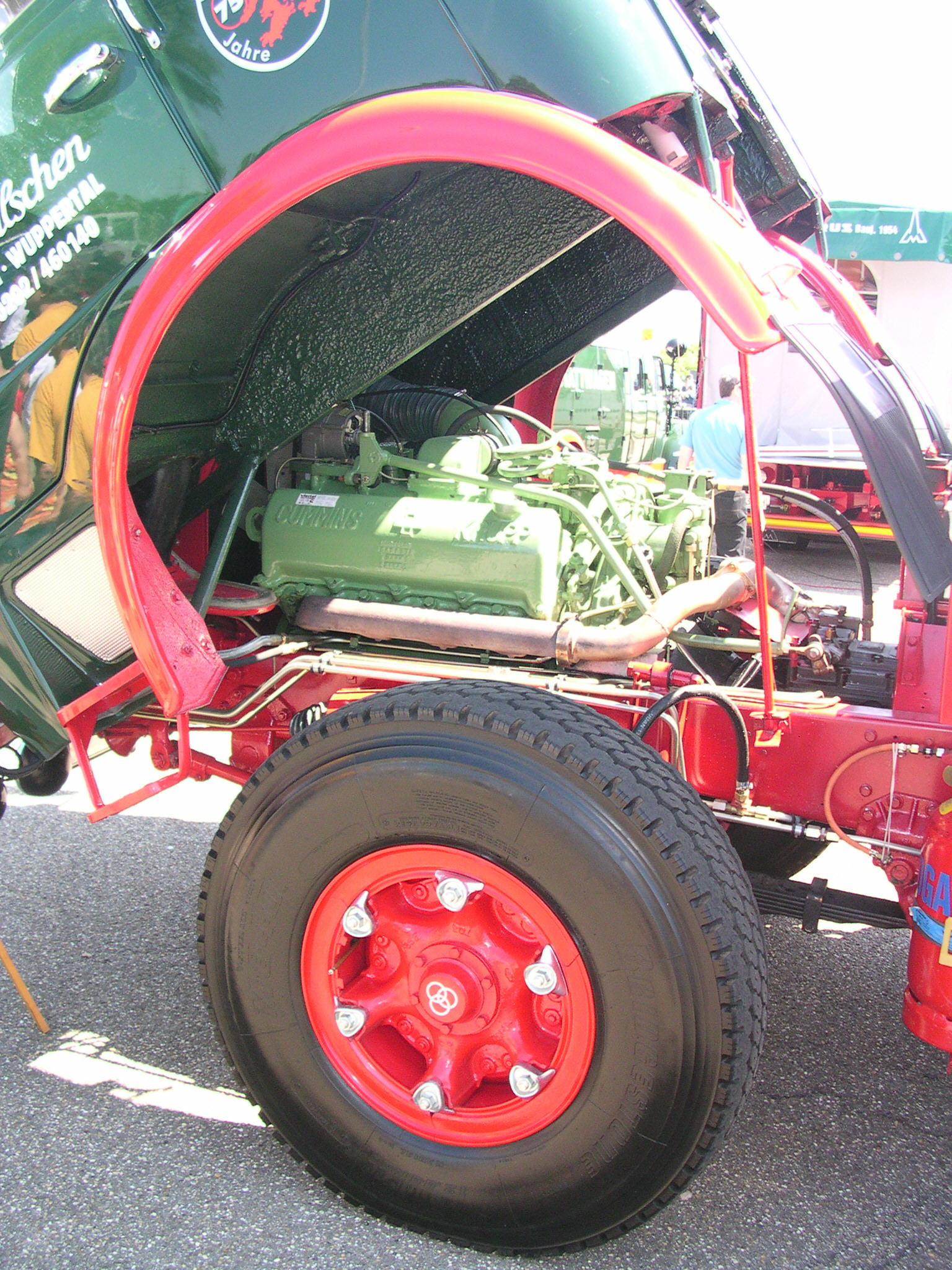
Kippkabine von Krupp

Krupp stellte 1964 die Produktion von zweitaktgetriebenen Lkw ein und wechselte zu Viertaktmotoren von Cummins. Damit verschwand der Zweitaktmotor aus dem deutschen Lkw-Bau. 1965 war Krupp der erste deutsche Hersteller, der seine Fahrerhäuser serienmäßig mit Kippkabinen ausstattete, um Wartung und Reparatur des Motors zu erleichtern. Von Magirus-Deutz hatte es zwar schon 1955 einen entsprechenden Prototyp gegeben, dieser war jedoch nicht in Serie gegangen. Noch im Jahr 1965 folgten MAN, Henschel und Faun dem Vorbild von Krupp, Magirus-Deutz kam 1967 mit Kippkabinen auf den Markt.
Faun stellte auf der IAA einen Lkw mit Lenkradschaltung vor. Diese hatte einen Vorwählschalter, der mit einer synchronisierten Vorschaltgruppe elektropneumatisch betätigt wurde. Diese fortschrittliche, aber teure Konstruktion wurde nach der Ausstellung nicht weiter verfolgt. In vielen Lkw wurden für erhöhten Fahrkomfort neue Hydro-Fahrersitze als Sonderausstattung eingebaut, bei denen die Härte der Federung an den Fahrer angepasst werden konnte.

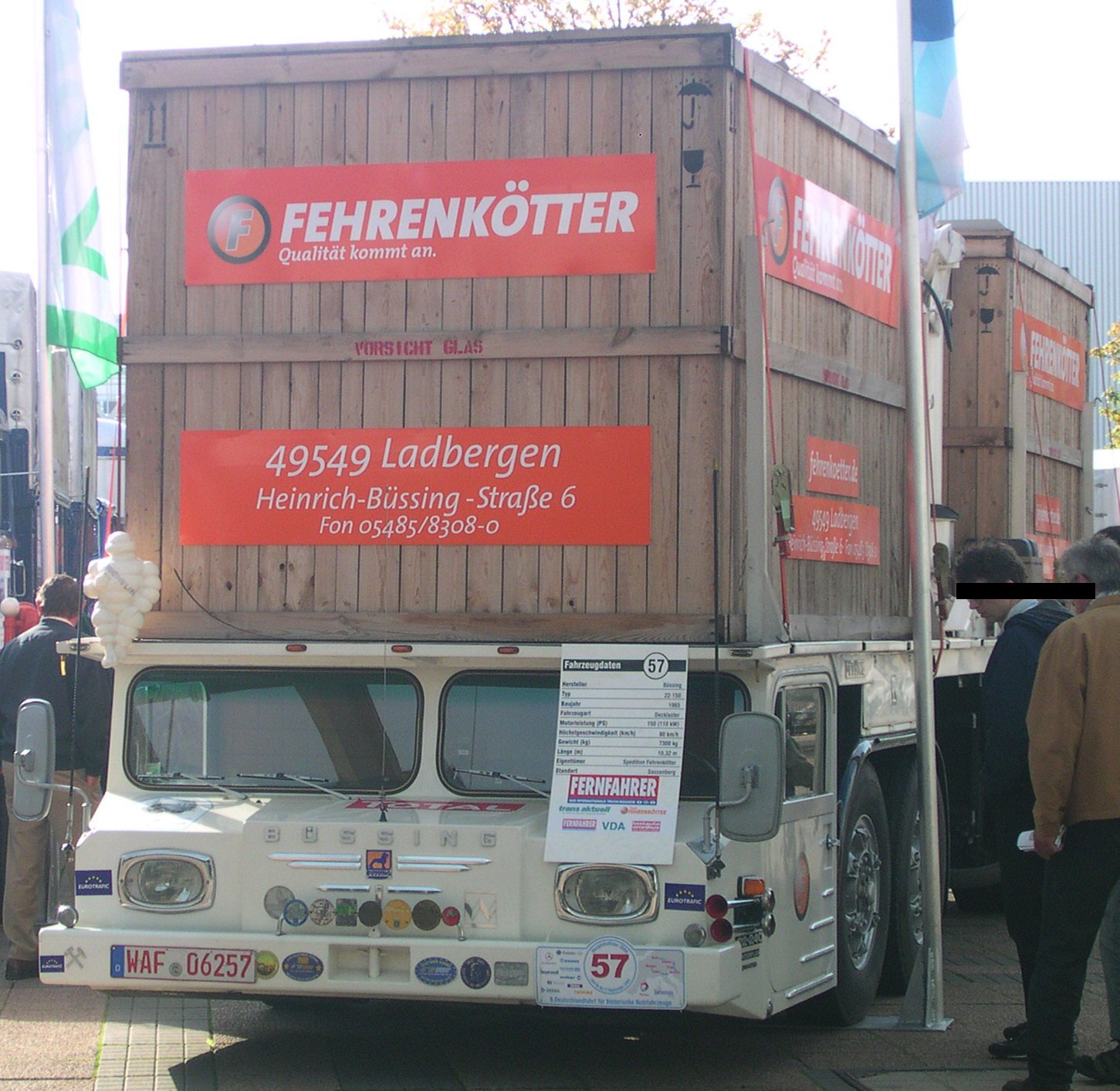
Büssing LU 5/10 Supercargo Decklaster

Büssing erprobte 1963 den „LU 5/10“ als völlige Neuschöpfung, die zusammen mit Rationorm in Zürich entwickelt worden war. Der auch als „Supercargo Decklaster“ bezeichnete Lkw-Typ hatte eine sehr niedrige und unter der Ladefläche angebrachte Fahrerkabine und einen Unterflurmotor. Dadurch war die gesamte Länge des Dreiachsers als Ladefläche nutzbar. Die Nutzlast betrug 14,7 Tonnen bei einem Eigengewicht von 7,3 Tonnen. Diese aufwendige und teure Entwicklung von Büssing wurde zu einem Fehlschlag und verkaufte sich so gut wie nicht. Mehr Erfolg hatte der Nutzfahrzeugproduzent Ackermann in Wuppertal: Dieses Unternehmen stellte 1964 in der Öffentlichkeit die ersten „Wechselaufbauten“ für Lkw und Anhänger vor. Die so genannten Wechselpritschen ersparten dem Spediteur das Umladen der Ladung und die Fernfahrer konnten mit demselben Lkw nach dem „Umpritschen“ weiterfahren. Auch Europaletten kamen verstärkt auf den Markt und das zeitraubende Umpacken des Transportgutes beim Wechsel des Transportmittels wurde damit überflüssig.

### Hersteller und Fahrzeugmodelle

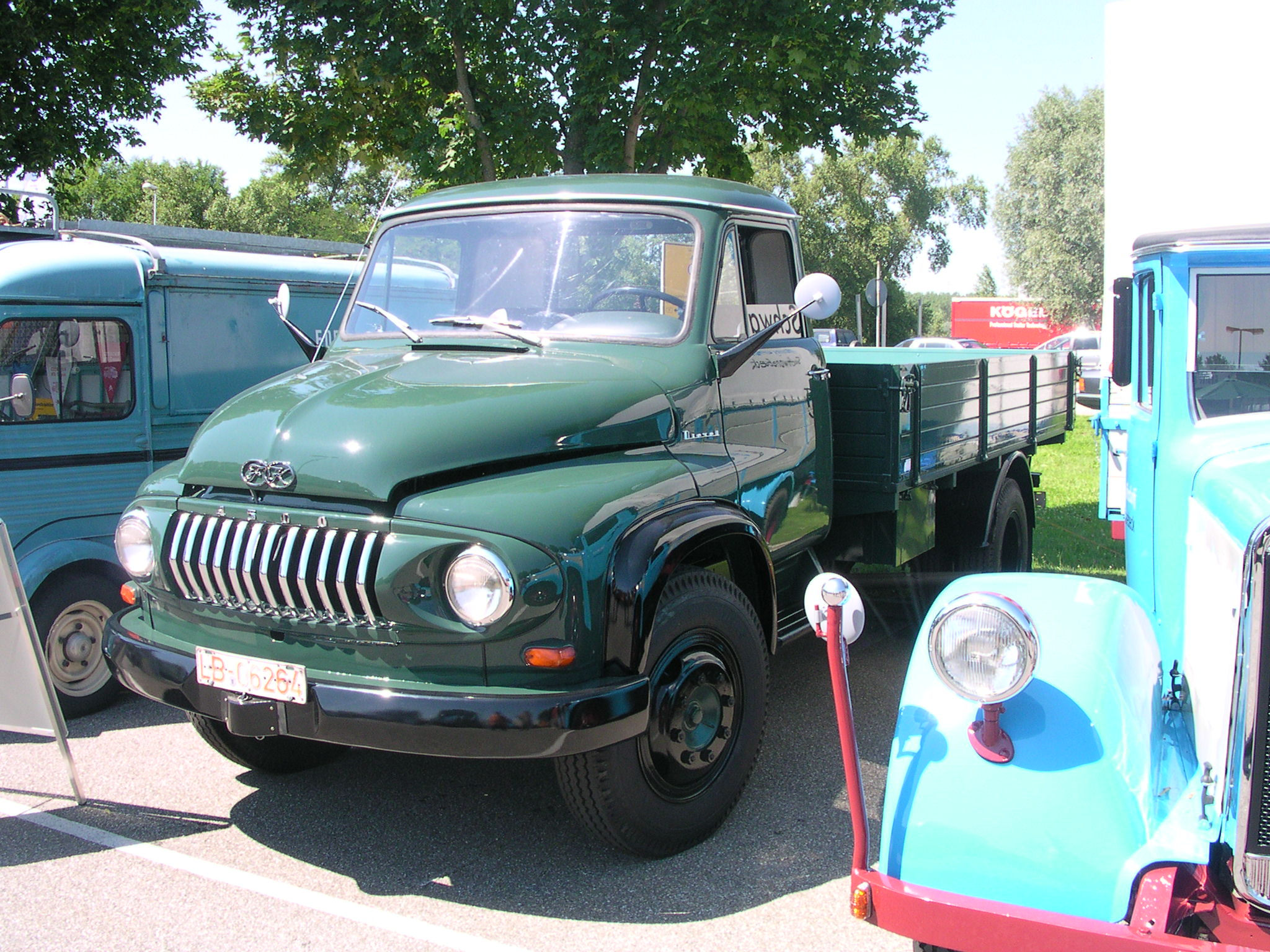
Lkw von Ford

Im deutschen Ford-Werk wurde 1961 der seit 1928 laufende Lkw-Bau eingestellt. Ford hatte in der Nachkriegszeit leichte Lkw und auch einige Busse in Köln hergestellt. Allerdings war die Technik der Fahrzeuge schon seit Kriegsende nicht mehr konkurrenzfähig: Ford setzte weitgehend auf Ottomotoren, während die Kunden zunehmend nach Dieselmotoren verlangten. Außerdem waren die Fahrzeuge in der Regel deutlich untermotorisiert und verbrauchten zu viel. Da zum Wiederaufbau Deutschlands jedes Transportmittel gebraucht wurde und weil Ford eine ausgesprochene Billigpreis-Strategie fuhr, konnte das Unternehmen seine Nutzfahrzeuge trotzdem in akzeptablen Stückzahlen verkaufen. Das änderte sich jedoch ab 1955, als Ford mit neu entwickelten ventillosen Zweitakt-Dieselmotoren auf den Markt kam, die noch nicht ausgereift genug waren und den bis dahin guten Ruf von Ford-Lkw gründlich ruinierten. Die zuvor schon eher schwachen Verkaufszahlen brachen dadurch ein. Im Angebot blieb der Kleintransporter Ford Transit, der bis heute erfolgreich ist.

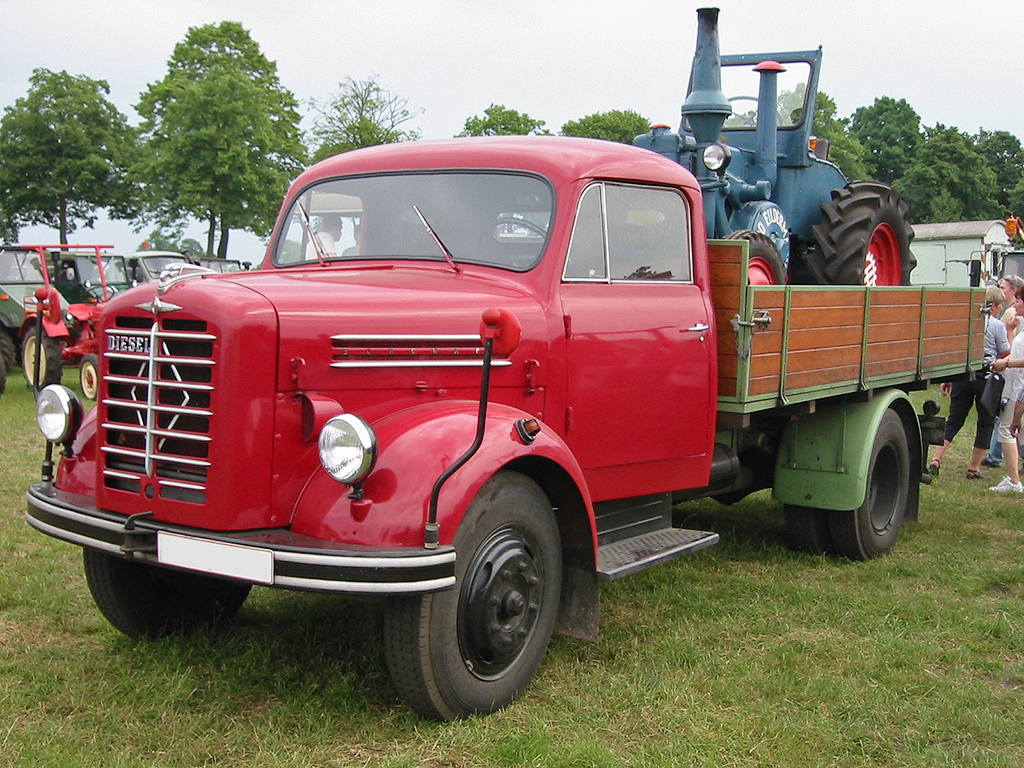
Lkw von Borgward

1961 meldete Borgward aus Bremen Konkurs an. Das Unternehmen hatte im Nutzfahrzeugbereich Kleintransporter, Dreiräder sowie leichte bis mittelschwere Lkw gebaut. Büssing übernahm ein Werk aus der Konkursmasse und produzierte dort in eigenem Namen den Borgward-Kübelwagen für den Bundesgrenzschutz bis 1969 weiter. Das Borgward-Werk in Bremen-Sebaldsbrück wurde von Hanomag übernommen.

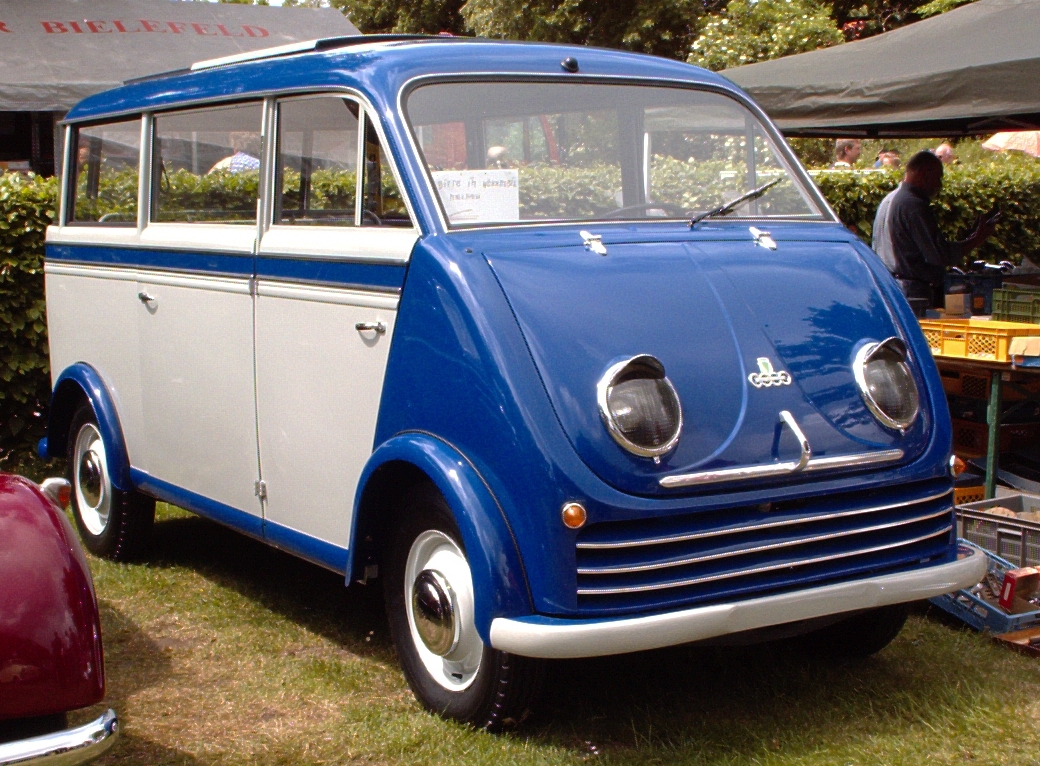
DKW Schnellaster-Bus

Im Jahr 1962 kam das Ende für den DKW-Schnellaster der in Ingolstadt ansässigen Auto Union GmbH (einem Vorgängerunternehmen der heutigen Audi AG). Das Unternehmen hatte im Nutzfahrzeugbereich ab 1949 den Frontlenker-Kleintransporter Typ F 89 L hergestellt. Allerdings wurde zu lange am Zweitakt-Verfahren festgehalten. Konkurrenzprodukte wie der VW-Bus und der Ford Transit mit moderneren Viertaktmotoren kosteten zunehmend Kunden. Ab 1959 brachen die Verkaufszahlen deutlich ein, 1962 zog sich die Auto Union GmbH aus dem Nutzfahrzeugbau in Deutschland zurück. Der Versuch, später mit neuen in Spanien gebauten Typen auf den heimischen Markt zurückzukehren, scheiterte.

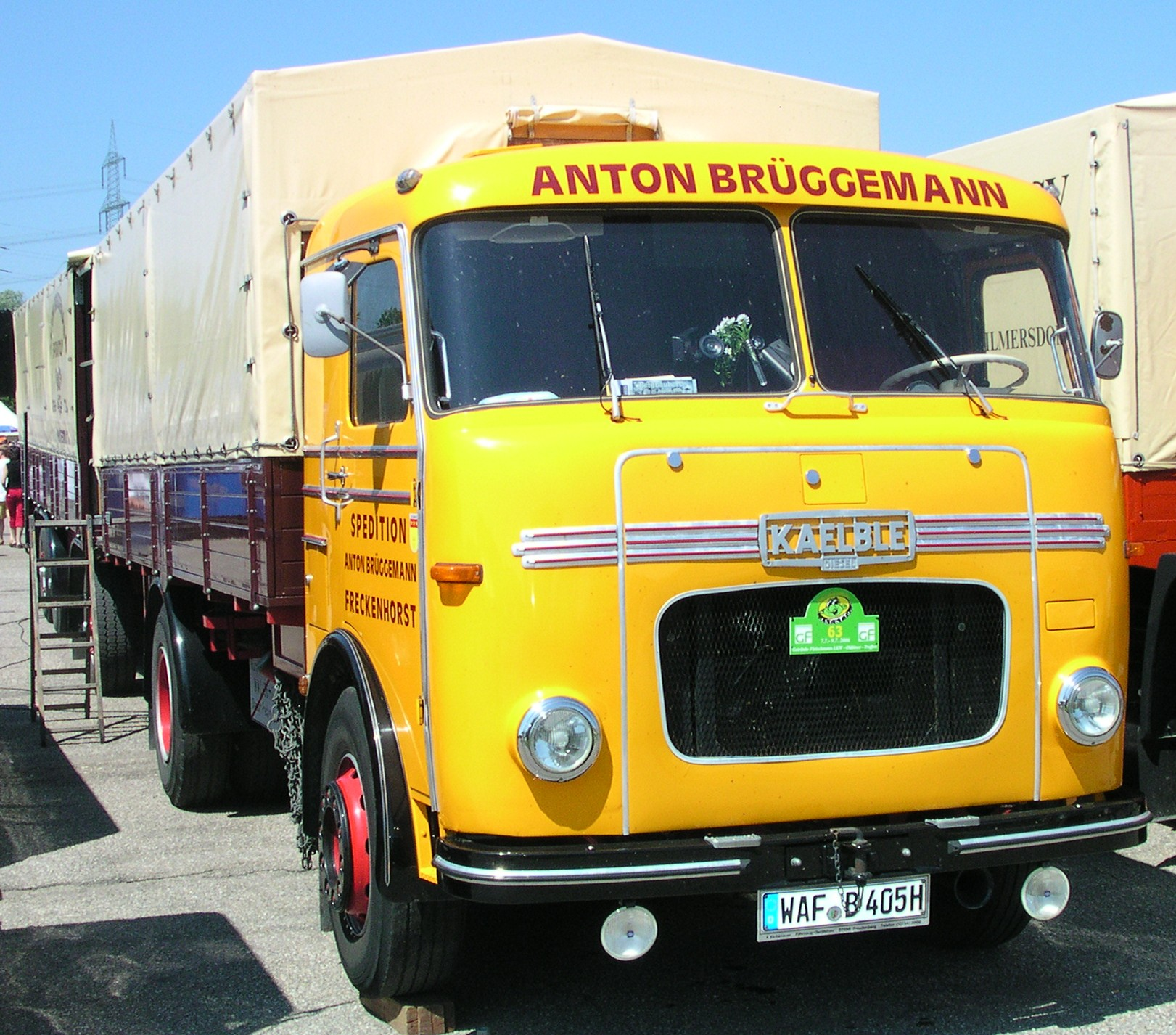
Lkw von Kaelble

Kaelble aus Backnang hatte in der Nachkriegszeit (im Vergleich zu den anderen Herstellern schon immer kleinen Stückzahlen) schwere Lkw und Zugmaschinen hergestellt. Durch die restriktiven Längen- und Gewichtsbeschränkungen der Seebohmschen Gesetze verlor Kaelble jedoch in den 1950er Jahren seine Marktlücke der Schwerfahrzeuge, da sich diese nun von den Kunden nicht mehr wirtschaftlich einsetzen ließen. Zwar wurden die Restriktionen 1960 wieder aufgehoben oder abgemildert, jedoch waren inzwischen die meisten Stammkunden von Kaelble zu anderen Marken gewechselt. Auch die Blütezeit der Straßenzugmaschine, das zweite Standbein von Kaelble, war zu Ende, der Anhängerzug und der Sattelzug setzten sich stattdessen durch. Der Typ „K 652 LF“ mit 192 PS und einer langen Kabine sollte Kaelble helfen, wieder auf dem Lkw-Markt Fuß zu fassen. Allerdings kam das Fahrzeug zu spät auf dem Markt, denn die Kunden hatten sich schon umorientiert, und war deswegen nicht sehr erfolgreich, es wurden nur 42 Stück gebaut. So entschloss man sich bei Kaelble, den Lkw-Bau 1963 einzustellen und sich fortan auf Sonderfahrzeuge und Schwerlast-Zugmaschinen zu konzentrieren.

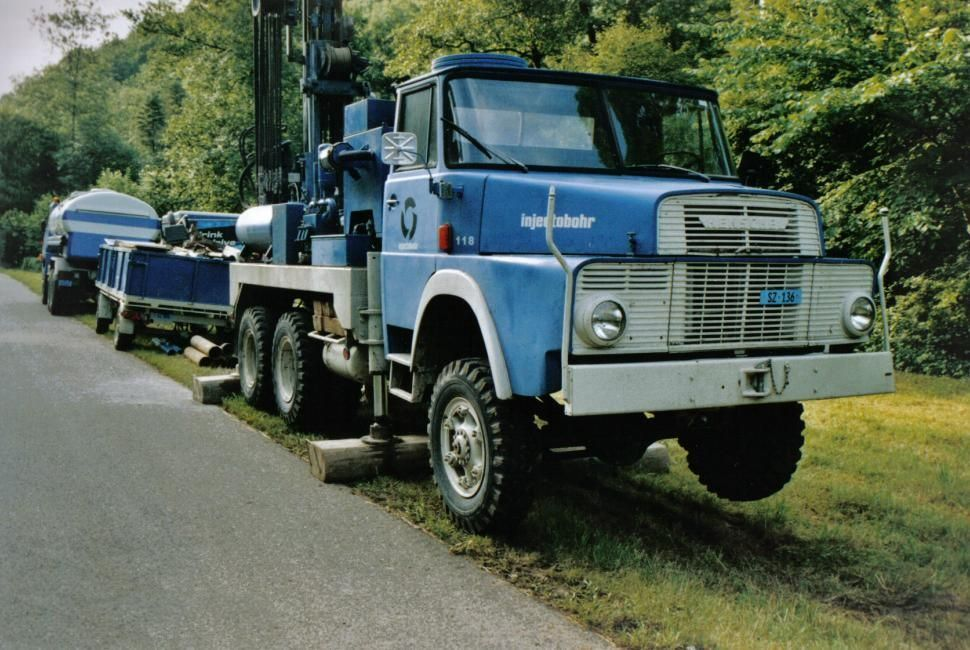
Neue kubische Henschel-Hauber

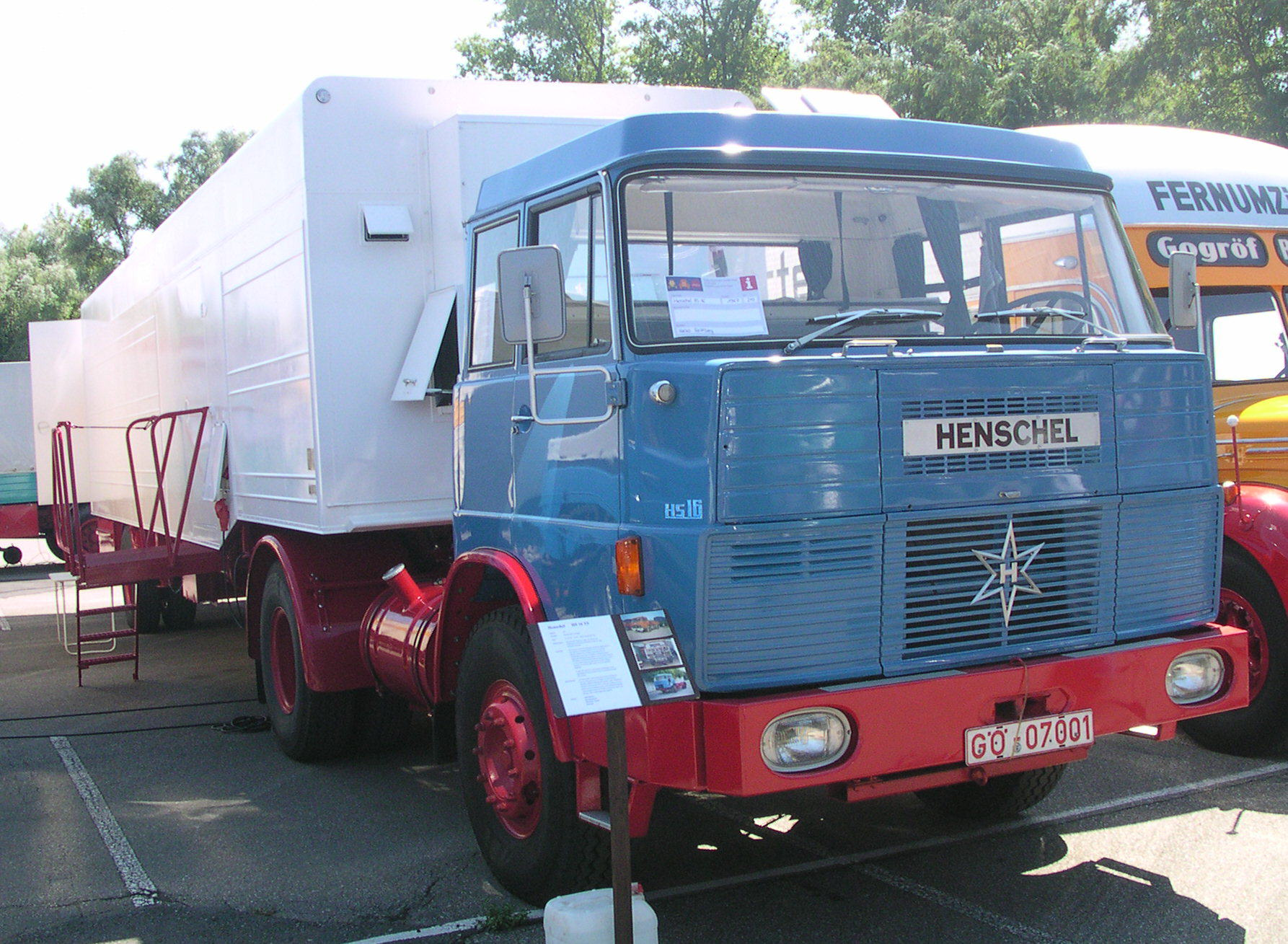
Neue kubische Henschel-Frontlenker

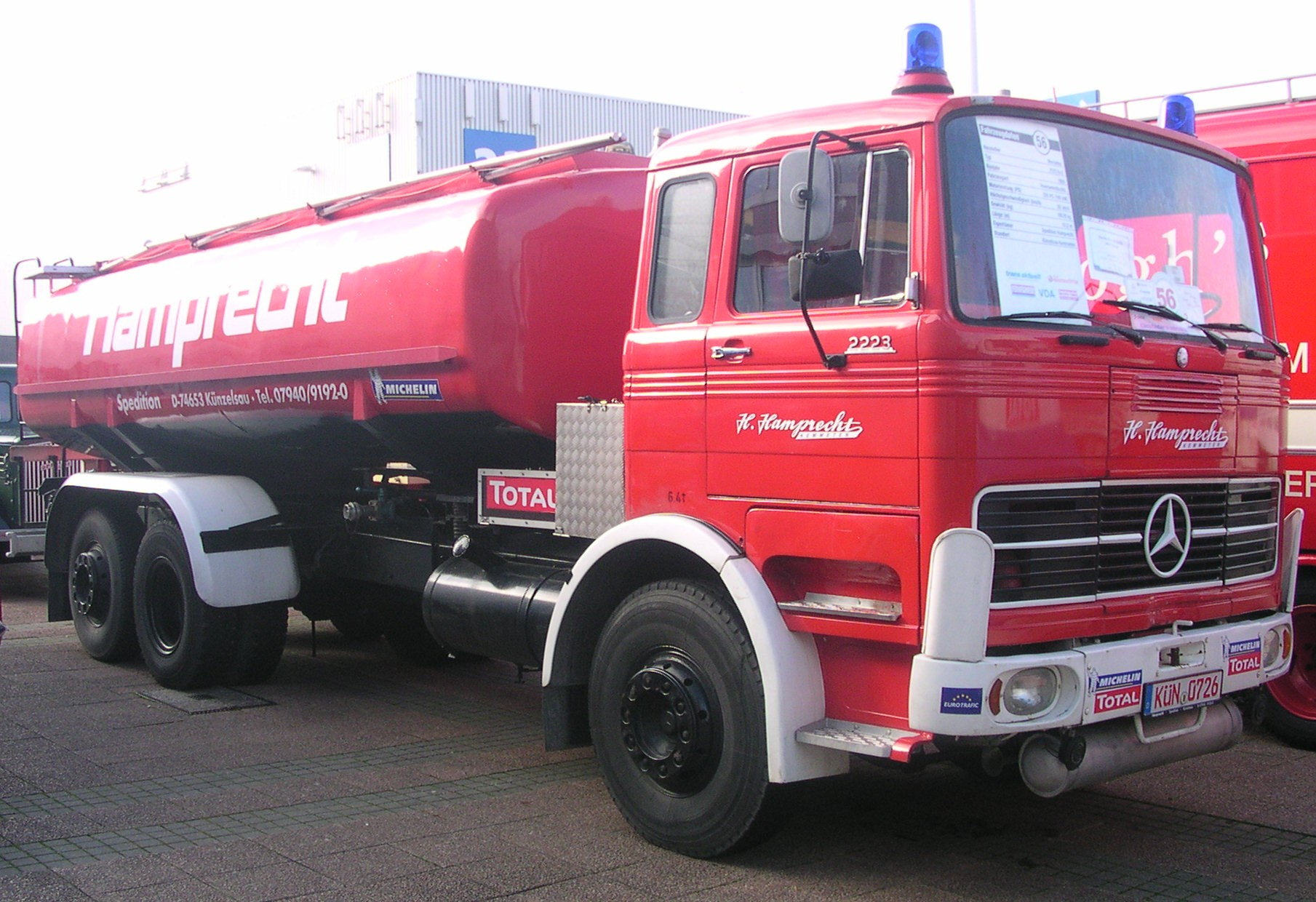
Mercedes-Benz „Adventskalender“

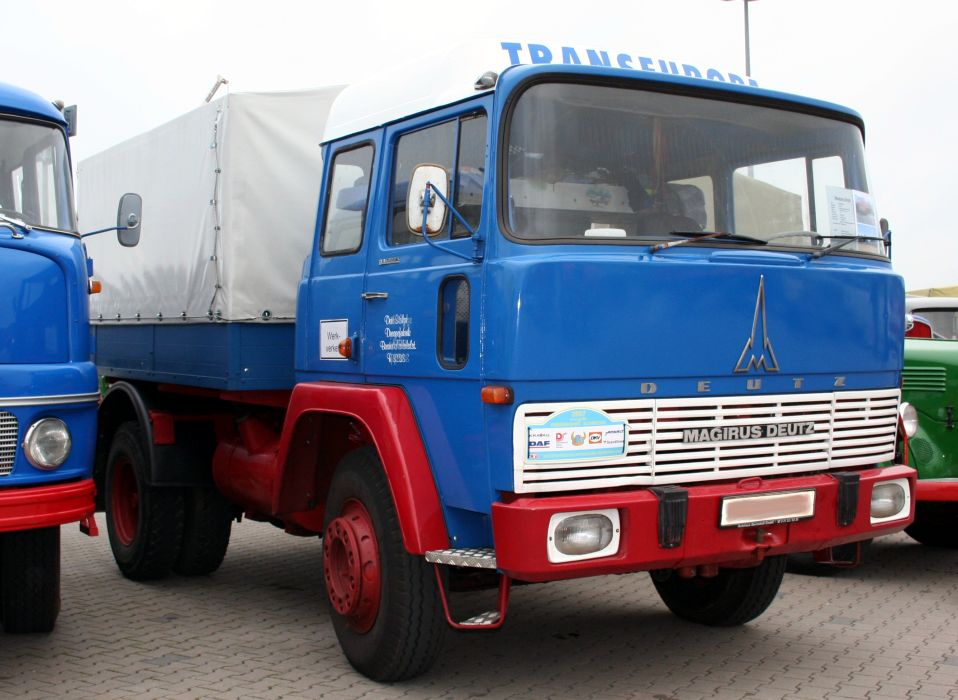
Magirus-Deutz TransEuropa-Kabine

Henschel aus Kassel kam 1961 mit neuen Haubern und dazu passenden Frontlenkern auf den Markt, die ein auf dem deutschen Markt völlig neuartiges, kubisches Ganzstahl-Fahrerhaus besaßen. Verantwortlich für das Design war der Franzose Louis Lucien Lepoix, der 1963 auch bei Magirus-Deutz und 1966 bei Büssing für einen ähnlichen Stil sorgen sollte. Die Hauber und Frontlenker bei Henschel waren so konstruiert, dass sie aus einer Art Baukasten aus einer großen Zahl von Gleichteilen gebaut werden konnten. Daimler-Benz baute ab 1963 ebenfalls ein neu entwickeltes rechteckiges Frontlenker-Fahrerhaus in der schweren Gewichtsklasse, entsprechende Modelle in der mittelschweren und leichten Klasse folgten 1965. Nachdem die Kabine (im Gegensatz zur Konkurrenz, die überwiegend ab 1965 Kippkabinen im Angebot hatte) der schweren Modelle bis 1969 nicht kippbar war, musste die Wartung und die Reparatur des Motors durch viele Klappen und Türchen rund um das Fahrzeug erledigt werden. Das brachte dem Modell den Spitznamen „Adventskalender“ ein. 1963 erreichte der Trend zu kubischen Kabinenformen von Lepoix auch Magirus-Deutz: Das fortschrittliche „TransEuropa“-Fahrerhaus mit Knick-Kante im Dach kam auf den Markt. Für dieses Modell mit seinen luftgekühlten Dieselmotoren brauchte man eine Zusatzheizung für den Innenraum. Büssing stellte ein ebenfalls von Lepoix entworfenes, neu entwickeltes kantiges Stahl-Fahrerhaus mit 210 PS 1966 vor; man baute nun auch Schwer-Lkw-Frontlenker mit Unterflurmotoren vor der Vorderachse, bei denen durch ein herausnehmbares vorderes Mittelteil der Zugang zum Motor erleichtert wurde. Das Fahrerhaus hatte eine vorgezogene sehr kurze Schnauze, in der sich der Unterflurmotor befand. Zur Wartung konnte man das vordere Mittelteil und die Seitenteile bis an die Vorderachse wegklappen. Die Entwicklungskosten dieser komplizierten Konstruktion waren hoch, der Markterfolg hingegen nur gering.
Im Jahr 1963 versuchte auch der Traktorhersteller Eicher aus Bayern im Lkw-Bau Fuß zu fassen und produzierte eine leichte Zugmaschine „FarmExpress“ mit Tempo-Matador Fahrerhaus. Schon 1962 war der leichte Lkw „TransExpress“ mit selbstentwickelter Kabine erschienen. Über das Landmaschinen-Vertriebsnetz von Eicher ließ sich das Modell aber nur schlecht verkaufen. Daher gab man die Konstruktion an Magirus-Deutz ab, wo ein leichtes Lkw-Modell im Produktprogramm fehlte. Magirus-Deutz bot die sogenannten „Eicher-Typen“ nach leichten technischen und optischen Änderungen insbesondere im Bereich der Fahrerhaus-Front und des Fahrwerks von 1967 bis 1976 an. Die Fahrzeuge wurden mit luftgekühlten Motoren von Klöckner-Humboldt-Deutz, der Konzernmutter von Magirus-Deutz, ausgestattet.

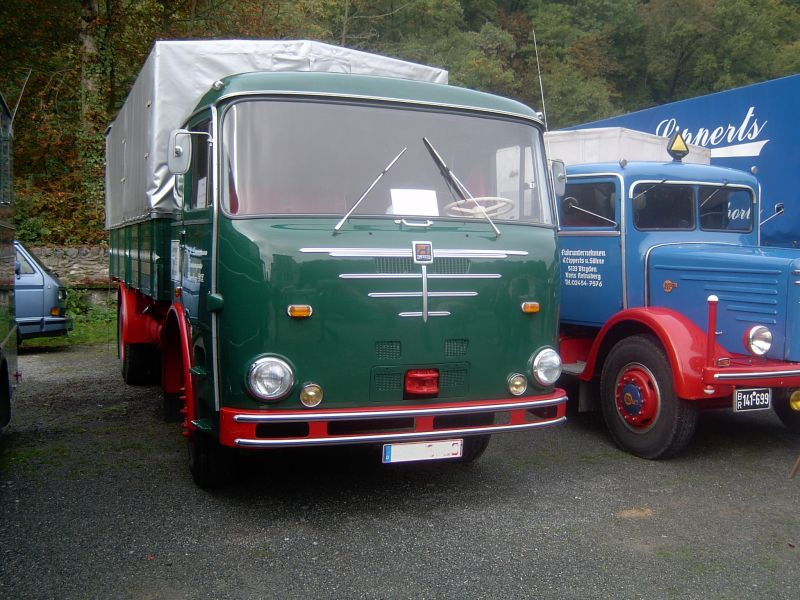
Büssing Commodore U 11 mit 192 PS von 1963

Der große Büssing mit dem hohen Büssing-&-Sohn-Holz-Fahrerhaus wurde ab 1963 mit durchgehender, leicht gewölbter Panorama-Windschutzscheibe und seitlichen Ausstellfenstern als Unterflur-Lkw Commodore U 11 D verkauft. In der Ausstattung konnte es mit großer Sitzbank oder einem Beifahrer-Sessel mit Armlehnen und Kopfstütze geordert werden und die Ruheliegen wurden auf 68 Zentimeter verbreitert. Faun hoffte zur IAA 1963 noch auf eine Erholung für den europäischen Fernverkehr und stellte seinen großen Lkw-Typ „L 10 Eurotrans“ vor. Der mit 19 Tonnen Gesamtgewicht ausgelegte Frontlenker-Lkw hatte 10,6 t Nutzlast und einen wassergekühlten Deutz-Diesel-Motor mit 275 PS inklusive Abgasturboaufladung. Auch brachte Faun einen Fernverkehrs-Lkw als Frontlenker vom Typ „F 610 V“ auf den Markt, der mit seiner neuen und ab 1965 kippbaren Kabine sehr modern, geräumig und sehr gut gefedert war. Dieser Lkw konnte mit den „selbstdenkenden Symo-Gängen“ durch Kupplungdrücken geschaltet werden. Die Preise waren aber an der damaligen obersten Schmerzgrenze angelangt, weswegen das Modell keinen Erfolg hatte.
Henschel, 1957 nach wirtschaftlichen Schwierigkeiten von Investoren rund um Fritz-Aurel Goergen übernommen und bis 1963 weitgehend saniert (u. a. durch die Einstellung der Omnibusfertigung 1963 und die komplette Erneuerung des Lkw-Programms mit den kubischen Lepoix-Typen ab 1961) wurde 1964 unter dubiosen Umständen von den Rheinischen Stahlwerken übernommen: Goergen war 1964 bei einem Abendessen mit Ludwig Erhard verhaftet worden. Auf Kaution wieder frei erklärte der gesundheitlich und psychisch angeschlagene Unternehmer, er wolle sich von seiner Aktienmehrheit an Henschel trennen; Rheinstahl schlug zu. Als sich 1971 herausstellte, dass die gegen Goergen vorgebrachten Anschuldigungen haltlos gewesen waren, war die Zeit für Henschel aber bereits abgelaufen: 1969 wurde die Lkw-Fertigung von Henschel mit der der ebenfalls zu Rheinstahl gehörenden Firma Hanomag zu Hanomag-Henschel zusammengeschlossen. Hanomag-Henschel wurde bis 1971 an die Daimler-Benz AG verkauft, die den Markennamen Hanomag-Henschel 1974 einstellte.

### Die Entwicklung im Ausland

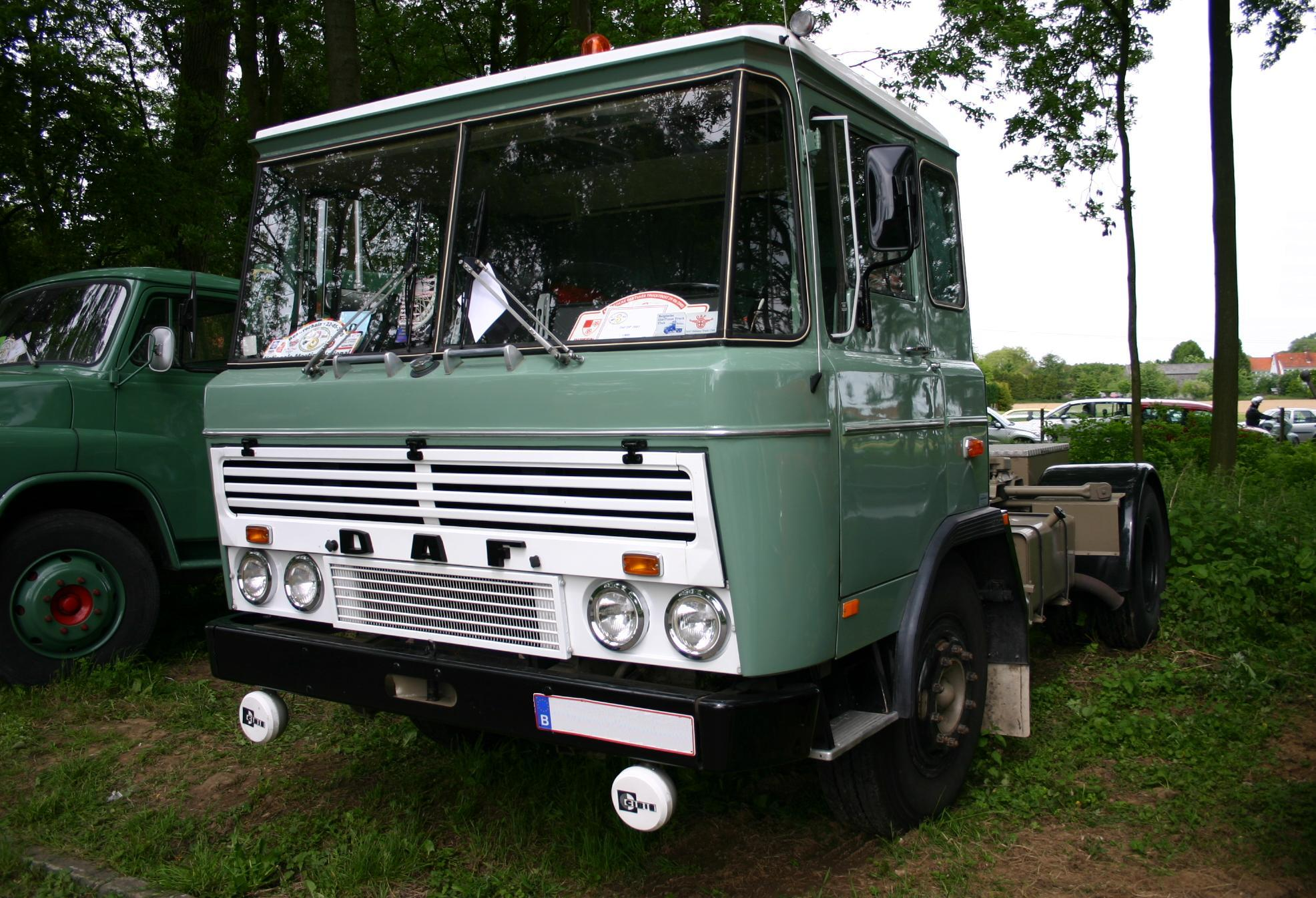
DAF-Fahrerhaus Typ 2600

DAF, ein Lkw-Produzent aus den Niederlanden, begann ab 1962 für den europäischen Markt einen schlichten einfachen Lkw als Typ „2600“ für den Güterfernverkehr zu bauen. Volvo baute in Schweden einen kleinen Frontlenker-Lkw „Raske TipTop“, der mit kippbarem Fahrerhaus ausgestattet wurde. Der Lkw-Produzent FIAT aus Italien hatte generalstabsmäßig am Ende des Jahres in Deutschland bzw. in ganz Europa mit seinem Verkaufsprogramm begonnen, nachdem ein komplettes Händler- und Servicenetz zur Verfügung gestanden hatte.
Volvo baute einen neuen Lkw-Typ als „F 88“ nach US-Muster. Dessen Fahrerhaus wurde von Fernfahrern scherzhaft „Hundehütte“ genannt. Es setzte dennoch neue Maßstäbe: In puncto Sicherheit wurden durch eine erhöhte Fahrerhausstabilität neue Akzente gesetzt, was bei einem Auffahrunfall enorme Vorteile brachte. Die so genannten Schwedentests sind bis in die heutige Zeit eine wichtige Sicherheitsprüfung für die Stabilität der Fahrerhauskabine und deren Sicherheit. Im hinteren Fahrerhausbereich war beim Volvo-Fahrerhaus eine Knautschzone vorhanden.

## Ende des Wirtschaftswunders und Auswirkungen des europäischen Wettbewerbs ab 1966

### Rahmenbedingungen in Deutschland und Europa
Mitte der 1960er-Jahre war der Wiederaufbau des im Krieg zerstörten Deutschland weitgehend abgeschlossen und auch das Wirtschaftswunder ging zu Ende. Dies führte in den Jahren ab 1966 zu den ersten deutlichen Konjunktureinbrüchen in Deutschland. Auch die Nachfrage nach Nutzfahrzeugen ging in Deutschland infolgedessen zurück, bei gleichzeitig wachsendem Konkurrenzdruck durch ausländische Anbieter, die im Rahmen der europäischen Einigung zunehmend auf den deutschen Markt drängten: Spielten ausländische Fabrikate bis Mitte der 1960er Jahre auf den deutschen Straßen keine Rolle, so änderte sich dies nun zunehmend. Kooperationen über Ländergrenzen hinweg nahmen an Bedeutung zu und ausländische Hersteller wie DAF, Volvo, Renault und Fiat begannen in Deutschland Fuß zu fassen.
Dies war aber nicht die einzige Veränderung, die in der Folgezeit zahlreiche deutsche Hersteller in wirtschaftliche Schwierigkeiten bringen sollte: 1967 beginnt in der deutschen Politik nach der Seebohm-Ära eine zweite „schwarze Zeit“ für die Nutzfahrzeugindustrie. Am 20. September 1967 gab Bundesverkehrsminister Georg Leber seinen sogenannten „Leber-Plan“ bekannt. Restriktive Maßnahmen der Begrenzung des Güterverkehrs auf der Straße zum Schutz der Bundesbahn sollten in den folgenden drei Jahren umgesetzt werden. Eine „Straßengüterverkehrssteuer“ für alle Transporte auf der Straße sollte eingeführt werden, um Güterverkehr per Lkw gegenüber der Eisenbahn zu verteuern. Ein Transportverbot für 28 verschiedene Güter auf der Straße, eine Mindestmotorleistung für Lkw von 8 PS/t und eine Verringerung der Konzessionen um bis zu 25 % wurden angekündigt. Der sogenannte Huckepackverkehr bzw. die Container-Bahnverladung wurden propagiert und sollten sich zusammen mit den geplanten Gesetzesänderungen positiv für die Bahn auswirken. Spontan schlossen sich 18 Verbände, u. a. DIHT, BDI und VDA, zur „Aktionsgemeinschaft rationeller Verkehr“ zusammen und kündigten erheblichen Widerstand an. Dennoch war am Ende des Jahres die Produktion der gesamten Nutzfahrzeugindustrie um 17,5 % zurückgegangen, bei Krupp sogar um 34 %. Bei den Kunden wurden viele Nutzfahrzeug-Neuanschaffungen zurückgehalten und eine allgemein abwartende Haltung eingenommen. Der Leber-Plan wurde am 20. Juni 1968 im Deutschen Bundestag beschlossen. Am 1. Januar 1969 trat eine weitere Änderung der StVZO in Kraft, um die europäische Harmonisierung voranzutreiben. Die Lkw-Länge wurde auf 18 Meter und das zulässige Gesamtgewicht auf 38 Tonnen beschränkt. Ebenso trat die „Straßengüterverkehrssteuer“ in Kraft, die aber nur bis 1970 Bestand hatte. Auf der IAA erschienen bei fast allen Lkw-Produzenten sogenannte „Leber-Autos“ nach der neuen Formel 8 PS/t, die für den maximal möglichen 38-Tonnen-Lkw mindestens 304 PS hatten, bei Magirus-Deutz z. B. der Frontlenker-Typ 310D mit 305 PS. Die exportorientierten Lkw-Produzenten mussten aber auch berücksichtigen, dass in anderen Ländern andere Vorschriften galten, z. B. in der Schweiz 10 PS/t. 1972 wurde der letzte Schritt des Leber-Plans umgesetzt und für den Werkverkehr ein neues Lizenzierungs- bzw. Erlaubnisverfahren eingeführt, das aber wegen der äußerst schwierigen Verhandlungen unter Beteiligung der Bundesbahn bis zum 1. Mai 1986 nicht umgesetzt werden konnte.
Auch wurde in diesen Jahren eine „Führerhausrichtlinie“ in Deutschland eingeführt, als erstem Staat in Europa. Auf Sicherheit wurde in dieser Richtlinie nur insoweit Rücksicht genommen, als das Verrutschen und Herausfallen von Gegenständen aus Staufächern sowie das Sichtfeld des Fahrers berücksichtigt wurden. Auf die Fahrersitze, die nach heutigen Maßstäben immer noch sehr primitiv waren, hatte man keinen Wert gelegt. Im Lkw-Tachograph wurden Tachoscheiben in der ganzen EWG zur Pflicht und die maximale Lenkzeit wurde von 10 auf 8 Stunden pro Lenkzeit-Periode reduziert. Die Ferienreiseverordnung trat in Deutschland in Kraft: Während der Ferienreisezeit durften die Autobahnen nicht mehr von schweren Lkw benutzt werden, um den Verkehrsfluss zu verbessern.
Die veränderten Rahmenbedingungen führten u. a. dazu, dass zahlreiche deutsche Hersteller von Nutzfahrzeugen die Produktion aufgaben oder von Konkurrenten übernommen wurden.

### Technik
1966 zeigte der erste große Lkw-Vergleichstest mit den damals üblichen 210 PS, dass die einzelnen Hersteller von der Konkurrenz durchaus noch etwas lernen konnten. Getestet wurden die Fahrzeuge der Marken Büssing, Henschel, Krupp, Magirus-Deutz, MAN und Mercedes-Benz. Es wurden u. a. die Fahrerhausergonomie, die Steigfähigkeit und die Durchschnittsgeschwindigkeit getestet. Der Büssing gewann den Test, beim Kraftstoffverbrauch erwiesen sich Magirus-Deutz und Krupp als die sparsamsten Fabrikate.
Seefrachtcontainer und Wechselpritschen wurden zunehmend in Deutschland eingeführt. Für die Nutzfahrzeugindustrie standen Konzepte für den neuen sogenannten „kombinierten Verkehr“ im Vordergrund und es mussten schnell neue Wechselbrücken, Containersysteme und dementsprechend bahntaugliche Auflieger gebaut werden. Auch mussten luftgefederte Fahrgestelle mit einer Hebevorrichtung entwickelt werden, um den Verladevorgang der Wechselaufbauten bei der Bahn zu bewerkstelligen. Bei den Motoren waren Drehzahlsteigerung und Turboaufladung die Gebote der Stunde, um die im Rahmen des Leber-Plans geforderten PS-Leistungen zu erreichen. Das Verteidigungsministerium forderte von den Lkw-Herstellern einen Vielstoffmotor und einheitliche Komponenten wie z. B. Achsen und V-Motoren für die Militär-Lkw der Bundeswehr.
In dieser Zeit hatten die meisten neuen Lkw mittlerweile ein Autoradio. Büssing hatte bei seiner Sattelzugmaschine Commodore 210 S das erste Mal einen hochgezogen Auspuff hinter dem Fahrerhaus angebaut. Knorr präsentierte die erste hydraulisch zugespannte Scheibenbremse für schwere Nutzfahrzeuge, die zunächst aber nur in Reisebusse eingebaut wurde. Die erste Kompakt-Bremse nach der EG-Richtlinie wurde als Zweikreisbremse vorgeschrieben. Der aus dem 1969 erfolgten Zusammenschluss von Hanomag und Henschel hervorgegangene Hersteller Hanomag-Henschel hatte 1969 ein Antiblockiersystem (ABS) marktreif, damit die Räder bei einer Vollbremsung nicht mehr blockieren und das Fahrzeug lenkbar bleibt. Der neue Eigentümer von Hanomag-Henschel, die Daimler-Benz AG, blockierte jedoch die Serienproduktion dieser sicherheitsrelevanten Innovation, um das ABS selbst auf den Markt bringen zu können (was allerdings erst viele Jahre später der Fall war).

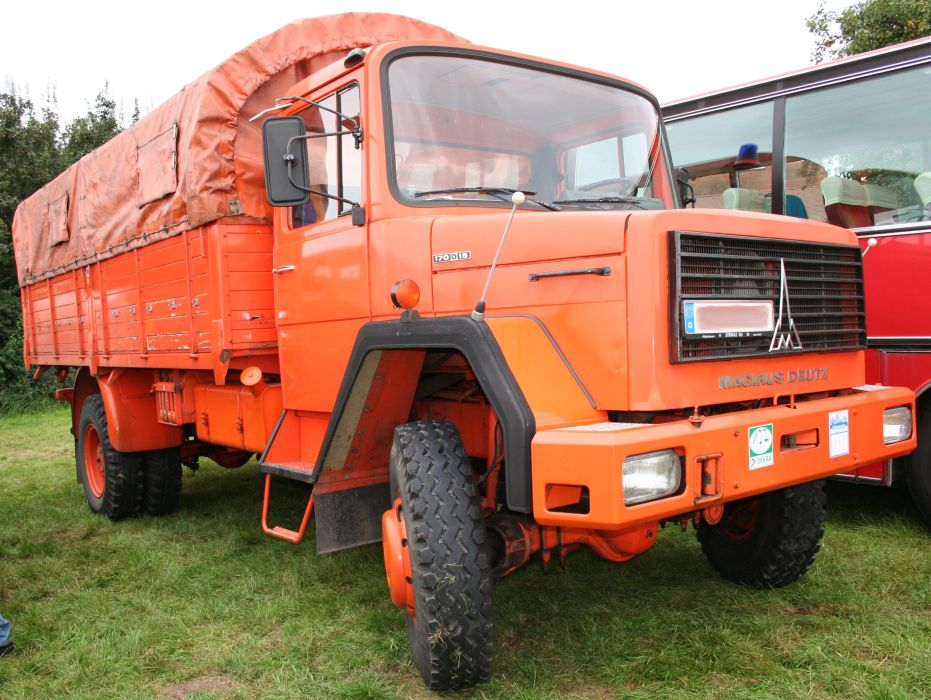
1971 brachte Magirus-Deutz noch einen neuen Hauber auf den Markt

1971 kam der Haubenwagen in Deutschland noch einmal zu späten Ehren: Seit den Seebohmschen Gesetzen ging der Trend im deutschen Nutzfahrzeugbau zum Frontlenker. Der vorerst letzte neu entwickelte Langhauber war 1961 bei Henschel erschienen, Mercedes-Benz und MAN hielten ihre seit Mitte bis Ende der 1950er Jahre auf dem Markt befindlichen Kurzhauber nur noch durch gewisse Maßnahmen der Modellpflege auf einem aktuellen Stand, Neuentwicklungen mit Haube wagten sie nicht mehr. Ähnlich verhielten sich die verbliebenen anderen deutschen Hersteller. Da überraschte Magirus-Deutz 1971 das Fachpublikum mit der Vorstellung einer neuen Generation von Langhaubern, die die seit 1953 produzierten Eckhauber ablöste und insbesondere in der Baubranche Bedeutung erlangen sollte (diese Baureihe wurde bis 2003 gebaut und war damit der letzte Hauben-Lkw aus deutscher Produktion; die Kurzhauber von MAN und Mercedes-Benz verschwanden 1994 und 1995 vom Markt).

### Hersteller und Fahrzeugmodelle

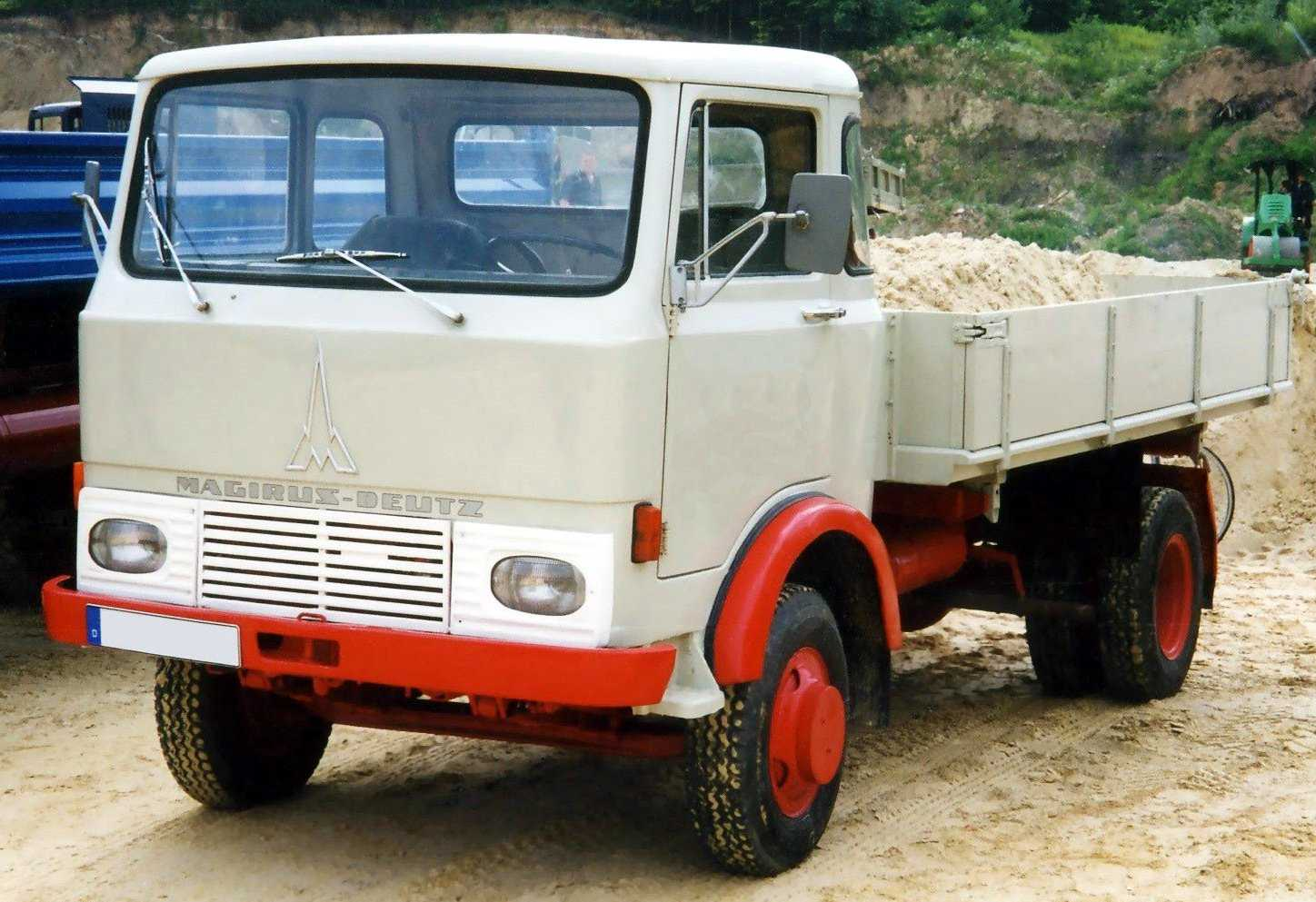
Das von Eicher entwickelte Lkw-Modell als Magirus-Deutz

Magirus-Deutz verkaufte ab 1967 ein vom Traktorenhersteller Eicher entwickeltes leichtes Lkw-Modell unter eigenem Namen. Eicher hatte sich im Lkw-Bau versucht, konnte das selbst entwickelte Fahrzeug jedoch über das eigene Landmaschinen-Vertriebsnetz nicht gut verkaufen. Ab 1967 wurde das Modell unter leichten optischen und technischen Änderungen als Magirus-Deutz verkauft und weiterhin bei Eicher gefertigt. Diese Kooperation erwies sich als sehr erfolgreich.

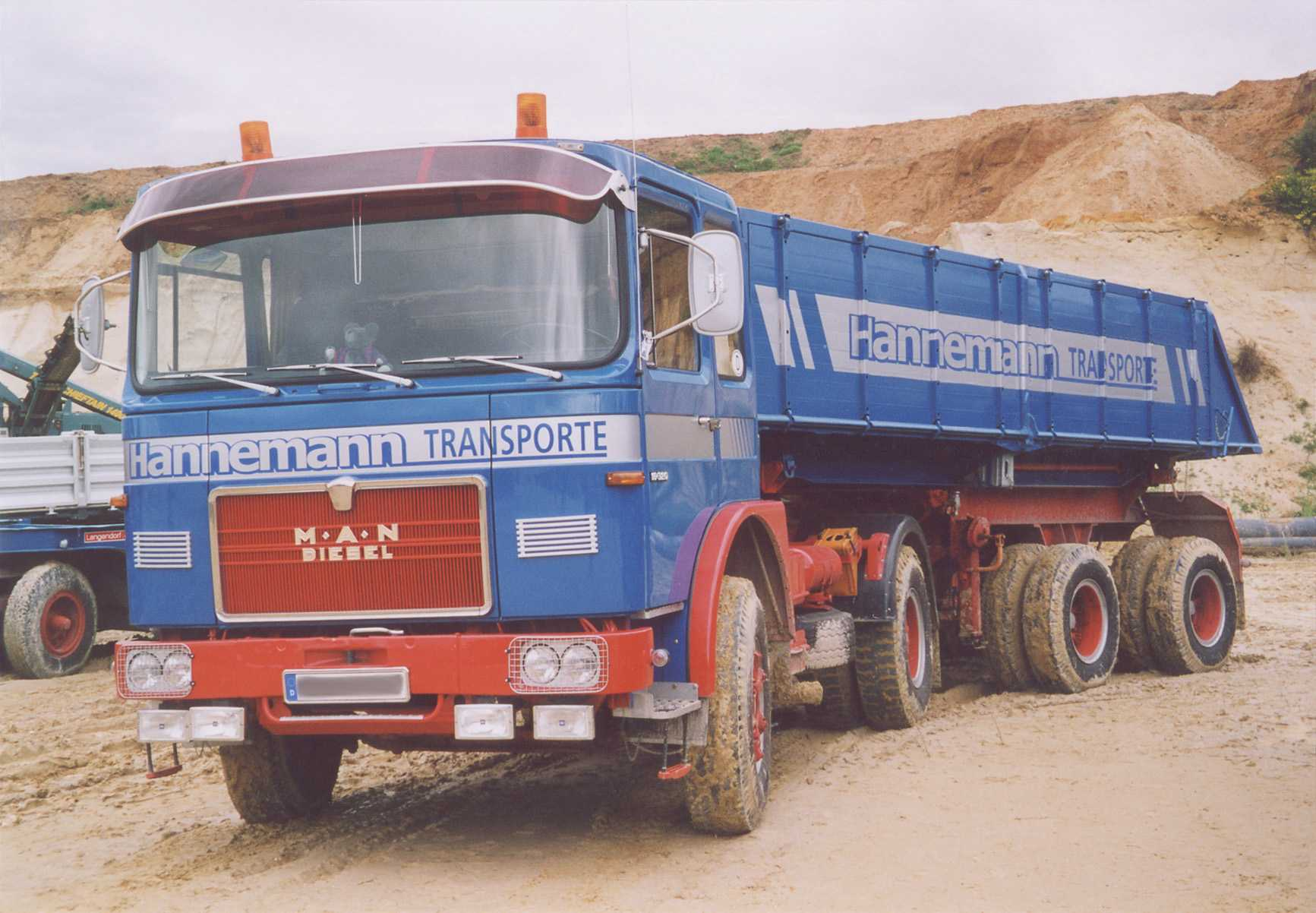
Neues MAN-Fahrerhaus aus der Kooperation mit Saviem

MAN stellte zur IAA 1967 ein neues kippbares Frontlenker-Fahrerhaus vom Typ F 7 (später F 8 und F 9) vor, das aus einer Kooperation mit der zum Renault-Konzern gehörenden französischen Firma Saviem stammte und in Frankreich entwickelt worden war. Im Gegenzug konnte Saviem MAN-Hauber in Frankreich unter eigenem Namen anbieten, MAN bekam Zugriff auf leichte Saviem-Typen für den deutschen Markt. Unter den nach außen noch getrennt auftretenden Namen Hanomag und Henschel hatte der Rheinstahl-Konzern das breiteste Lkw-Angebot in allen Nutzlast-Klassen auf der IAA im Angebot. Büssing baute eine voll luftgefederte Sattelzugmaschine.

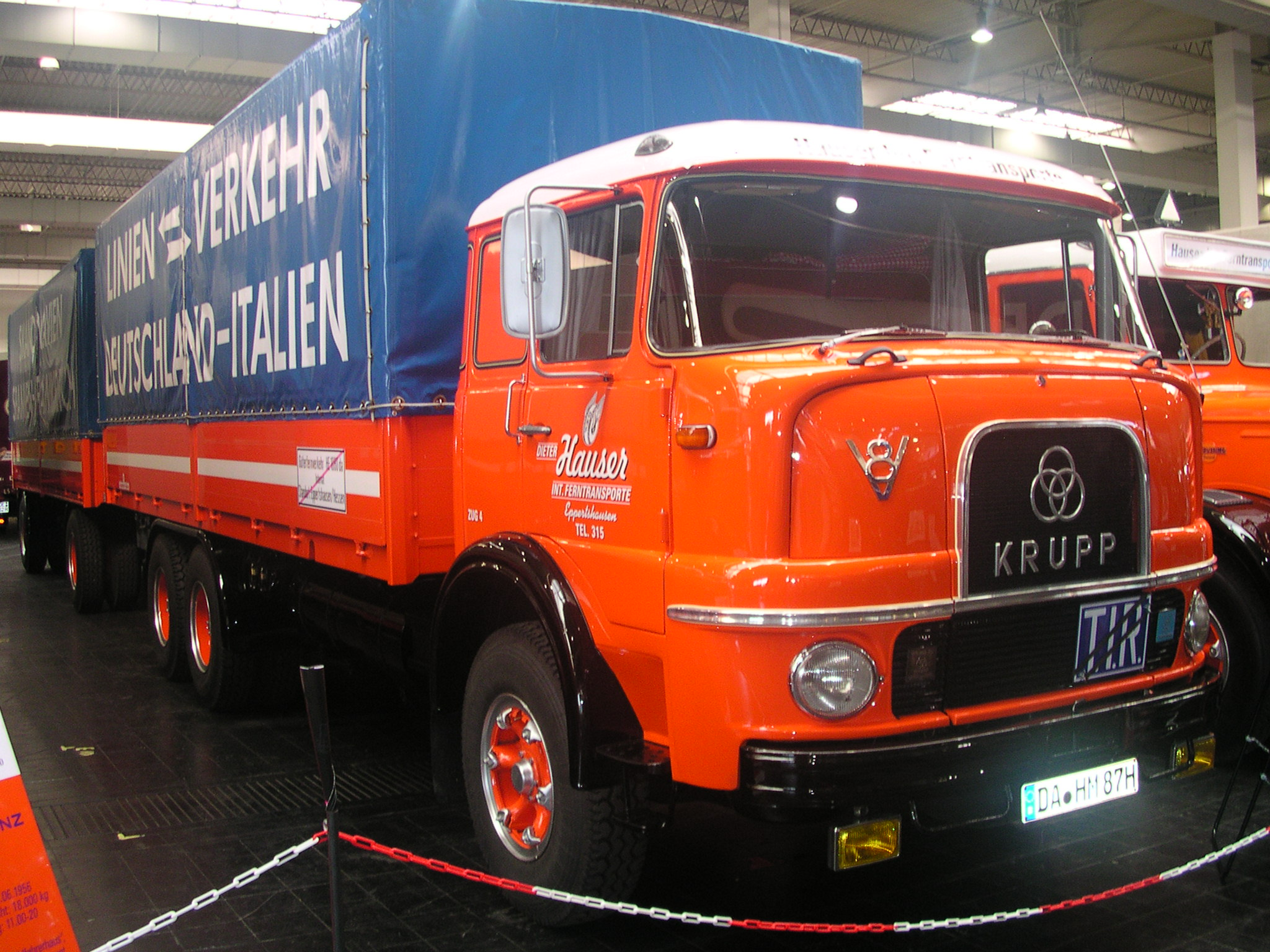
Lkw von Krupp

Krupp besserte seine Fernverkehrs-Lkw ebenfalls 1967 nochmals auf und bot den Typ „LF 980“ mit V8-Motor von Cummins mit 265 PS an. Damit hatte Krupp den stärksten deutschen Lkw dieser Zeit im Angebot. Diese Maßnahme konnte aber nicht verhindern, dass die Lkw-Produktion von Krupp 1968 wegen chronischer Unrentabilität eingestellt wurde. Die Lkw von Krupp waren in der Nachkriegszeit in Deutschland weit verbreitet und wurden von selbstentwickelten Zweitakt-Dieselmotoren angetrieben. Durch das Festhalten an dieser Konstruktionsart verkauften sich die Fahrzeuge von Krupp im Laufe der 1960er Jahre jedoch immer schlechter: Die Motoren waren laut und störanfällig. Dies, das Ende des rasanten Wirtschaftswachstums in Deutschland und dementsprechende Überkapazitäten auf dem Markt sowie ein wachsendes Komfortbedürfnis der Fahrer und Unternehmer führten dazu, dass der Absatz von Krupp-Lkw deutlich zurückging. Auch der 1963/64 erfolgte Wechsel zu Cummins-Viertaktmotoren und das kippbare Fahrerhaus von 1965 konnten den Abfall der Lkw-Verkaufszahlen nicht mehr stoppen: Krupp stieg zu den kleinsten Lkw-Produzenten Deutschlands ab, im Bau von Fernverkehrsfahrzeugen war die Bedeutung von Krupp mittlerweile nur noch marginal und die Lkw-Fertigung wurde zum Verlustgeschäft für den gesamten Krupp-Konzern. Als dieser 1968 umstrukturiert wurde, kam u. a. das Ende für den Lkw-Bau von Krupp, Daimler-Benz übernahm die Vertriebsorganisation.

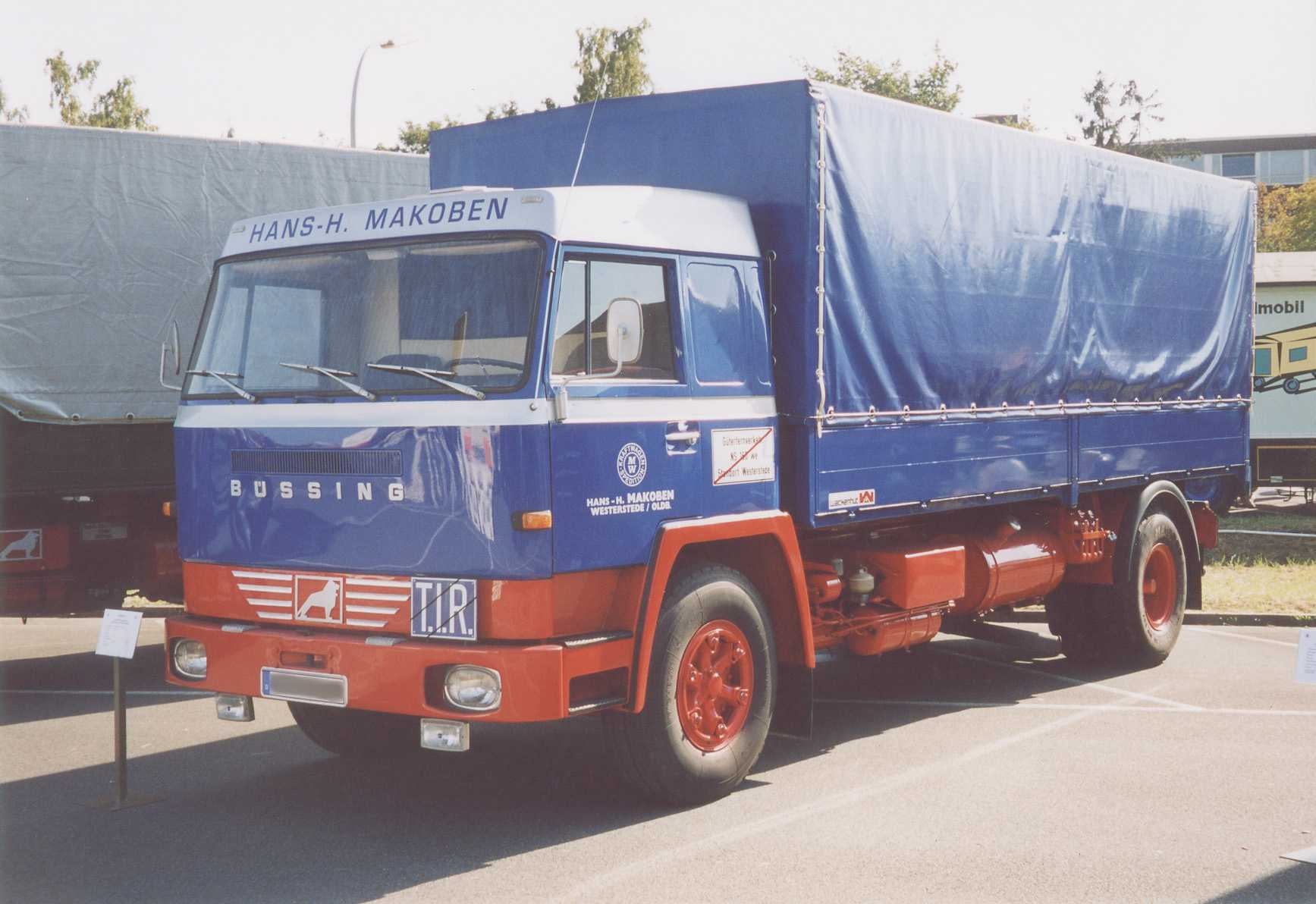
Lkw von Büssing

Ebenfalls 1968 beginnt der Anfang vom Ende der renommierten Lkw-Marke Büssing aus Braunschweig. Eine Spezialität von Büssing waren Fahrzeuge mit Unterflurmotor, die sich für den Fernverkehr auch gut verkaufen ließen. Bei Sattelschleppern, Baustellenkippern und Allradfahrzeugen war der Unterflurmotor jedoch konstruktionsbedingt nicht einsetzbar. Für diese Anwendungen wurden daher klassische Langhauber und Frontlenker mit vorne stehend eingebautem Motor parallel zu den Unterflurmodellen angeboten, was in Konstruktion und Fertigung einen erheblichen Mehraufwand verursachte. Das gilt auch für die neuentwickelten Kurzhauber mit Unterflurmotor vor der Vorderachse, die Büssing teuer entwickelt hatte und die sich aber so gut wie nicht verkauften. Bei den Nahverkehrsfahrzeugen für den Verteilerverkehr hatte Büssing auch nur einen geringen Marktanteil. 1960 erwirtschaftete Büssing zum letzten Mal einen Gewinn. Im Jahr 1962 stieg die Salzgitter AG in das Unternehmen ein. Die Entwicklung des „Supercargo Decklasters“ bis 1965, dessen gesamte Länge durch ein unter der Ladefläche angebrachtes Fahrerhaus und einen Unterflurmotor für genormte Transportbehälter zur Verfügung stand, kostete eine Menge Geld. Büssing kam mit seiner wegweisenden Konstruktion aber zu früh und hatte auch damit keinen wirtschaftlichen Erfolg. Bis 1968 hatte Salzgitter Büssing komplett übernommen. Als die enormen Kosten, die Büssing verschlang, selbst die neue Muttergesellschaft zu gefährden begannen, verkaufte diese ihre Tochter zwischen 1968 und 1972 nach und nach an den Konkurrenten MAN. MAN stellte noch bis 1974 Busse und Lkw unter Bezeichnung MAN-Büssing her, dann verschwand der Name Büssing endgültig vom Markt. Schon zu der Zeit, als Büssing ganz bei MAN war, gab es dort mit einem Unterflurmotor mit 320 PS, der bis 1973 weitergebaut wurde, noch den stärksten Lkw Deutschlands.

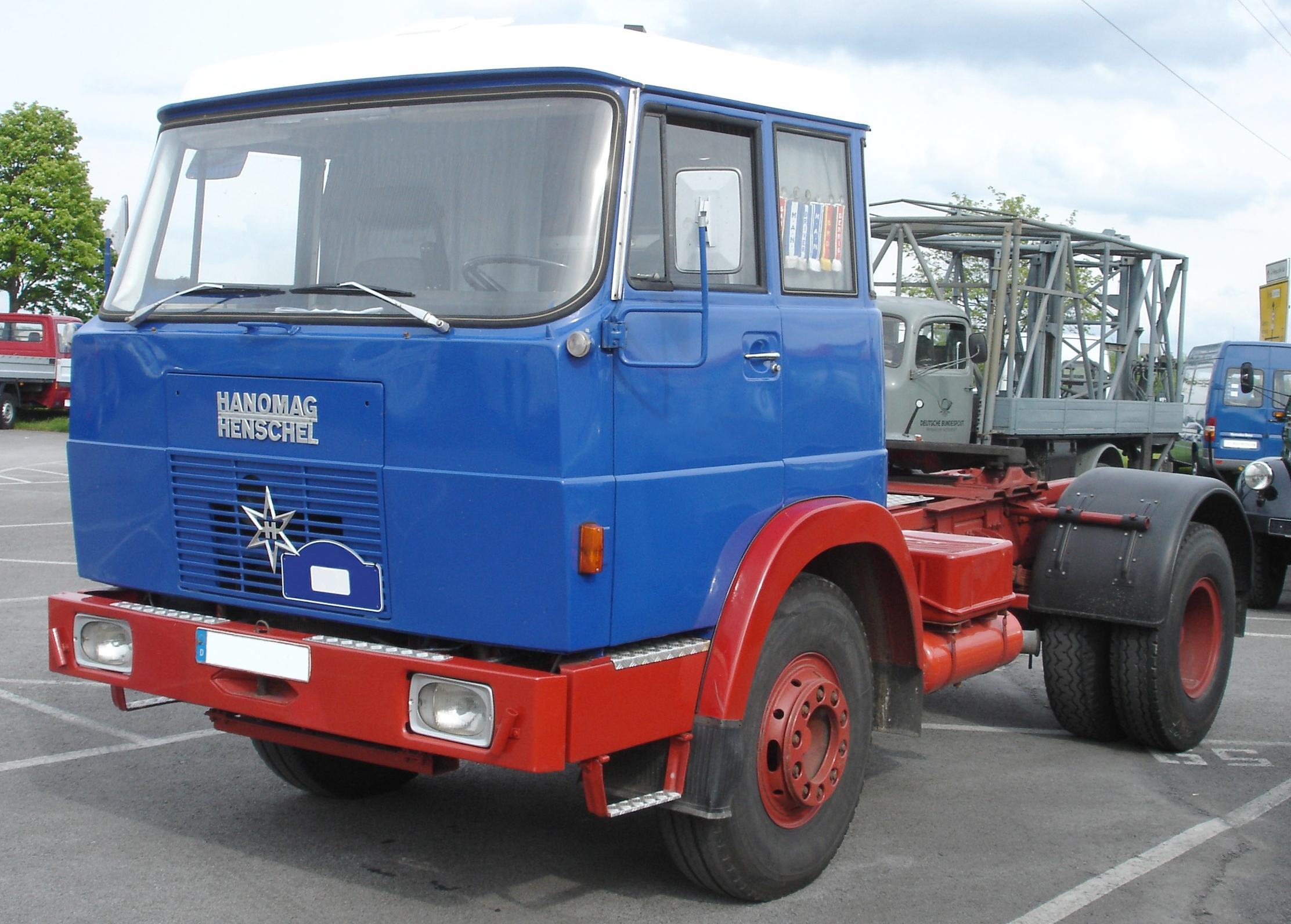
Schwerer Lkw von Hanomag-Henschel

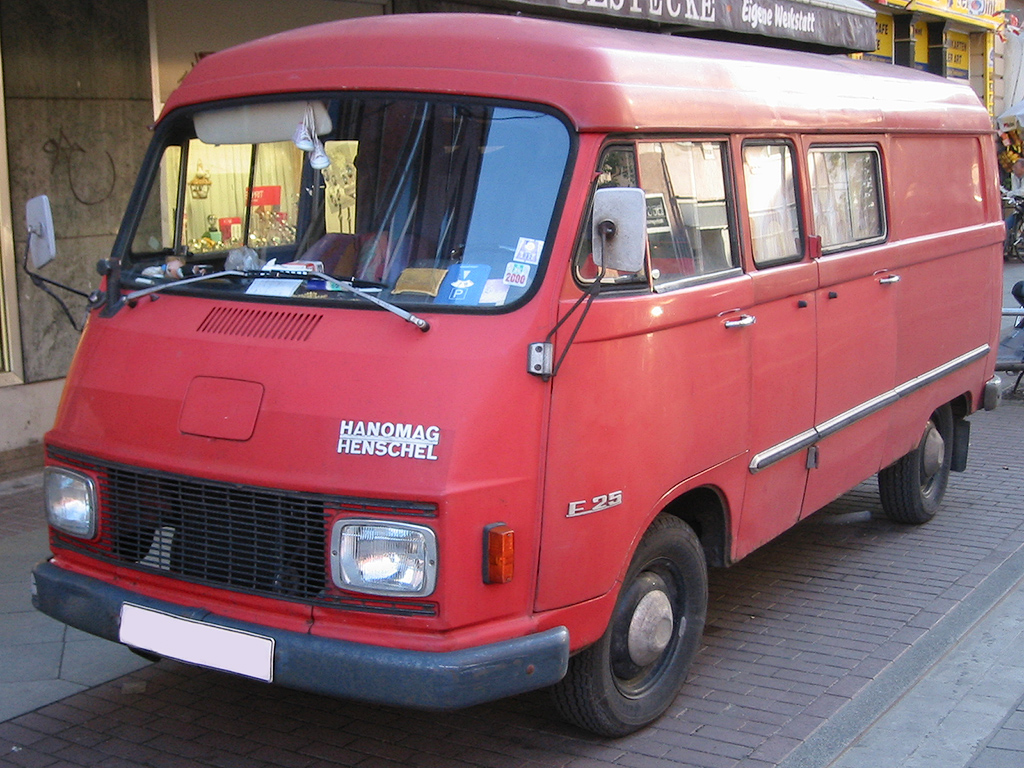
Hanomag-Henschel Kleintransporter

Ab 1969 erfolgte eine ähnliche Entwicklung bei Hanomag und Henschel. Die Hersteller Hanomag (zu Hanomag gehörte auch die Marke Tempo) und Henschel wurden 1969 von der gemeinsamen Muttergesellschaft Rheinstahl zu Hanomag-Henschel zusammengefasst. Bis dahin hatte es im deutschen Nutzfahrzeugbau eine klare Arbeitsteilung gegeben: Hersteller wie Borgward, Opel und Hanomag hatten den Markt für leichte bis mittelschwere Lkw und Nahverkehrsfahrzeuge bedient, Hersteller wie Daimler-Benz, Magirus-Deutz und Henschel bauten vorwiegend mittelschwere bis schwere Fahrzeuge für harte Belastungen und den Fernverkehr. Mit dem Zusammenschluss von Hanomag und Henschel entstand nun der erste Vollsortimenter auf dem deutschen Nutzfahrzeugmarkt, der vom Kleintransporter bis zum 26-Tonner alles aus einer Hand anbot. Die Fusion war von Anfang an dazu gedacht, einem finanzkräftigen Partner den Einstieg in das Unternehmen zu ermöglichen. Verhandlungen mit Klöckner-Humboldt-Deutz über einen Zusammenschluss von Hanomag-Henschel mit Magirus-Deutz scheiterten. Der Partner fand sich schließlich 1969 in der Daimler-Benz AG, die 51 % des Kapitals der neuen Gesellschaft Hanomag-Henschel Fahrzeugwerke GmbH beisteuerte. Bis 1971 übernahm Daimler-Benz die restlichen 49 % der Anteile an Hanomag-Henschel von Rheinstahl und versprach, dass beide Marken (Mercedes-Benz und Hanomag-Henschel) parallel bestehen bleiben würden. Diese Aussage zog Daimler-Benz jedoch bereits 1972 zurück, was das Ende der neuen Marke einläutete. Bis 1974 wurden Fahrzeuge unter dem Namen Hanomag-Henschel gebaut, dann verschwanden auch diese beiden Markennamen aus der Welt der Nutzfahrzeuge.

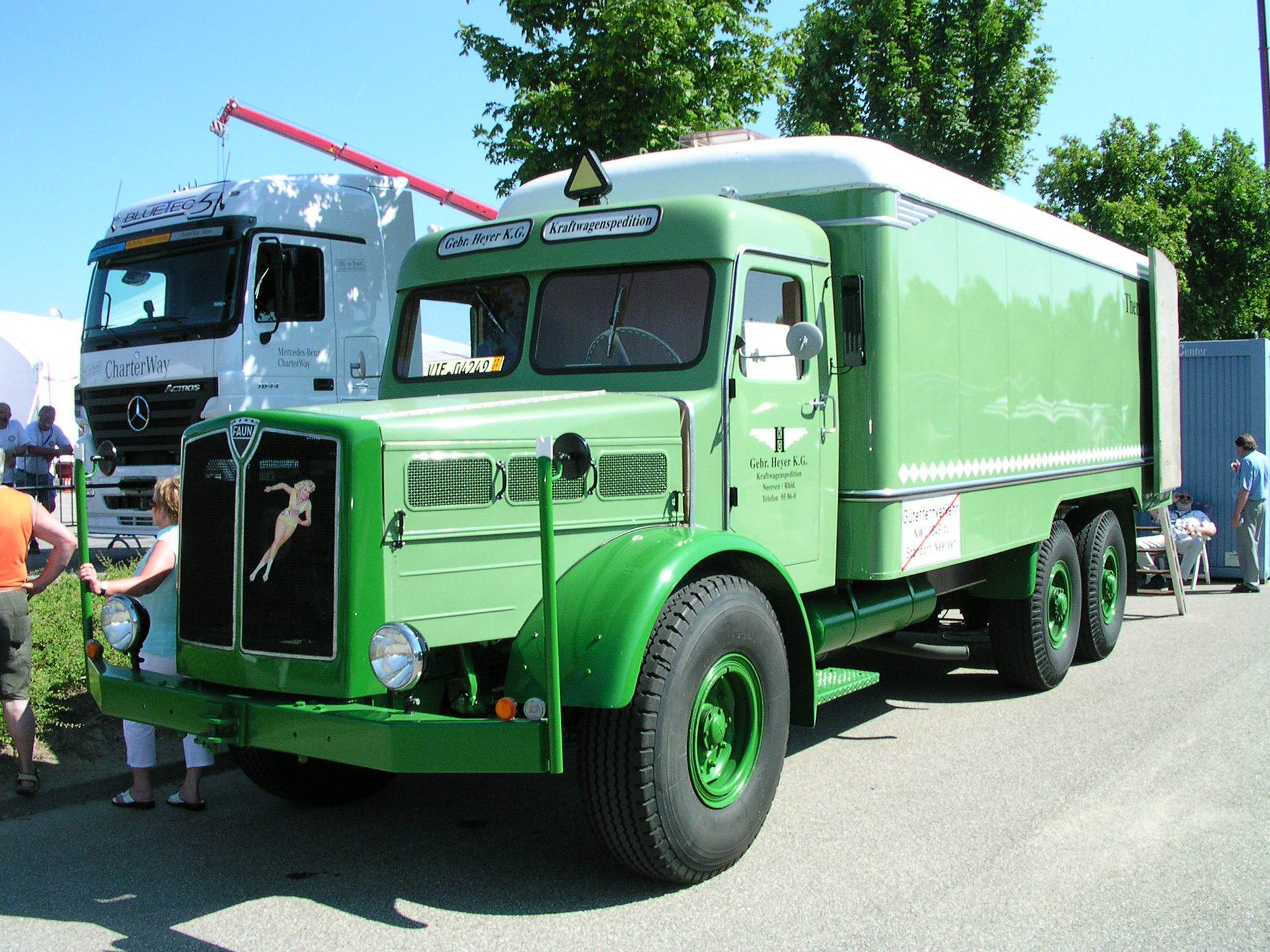
Lkw von Faun

Ebenfalls 1969 kam das Ende für die Lkw-Fertigung von Faun in Lauf an der Pegnitz. Die Fahrzeuge von Faun waren zwar technisch auf Höhe der Zeit, aber die verkauften Stückzahlen im normalen Lkw-Bau und der dadurch generierte Umsatz waren zu gering, um sich eine teure Lkw-Entwicklungsabteilung und ein entsprechendes Vertriebsnetz weiter leisten zu können. Im Fernverkehr spielte Faun Ende der 1960er Jahre schon keine Rolle mehr. Daher entschloss man sich 1969, sich ganz auf die Konstruktion und den Bau von Spezialfahrzeugen zu konzentrieren, die nur in geringen Stückzahlen produziert wurden. Dazu zählten Zugmaschinen, Schwerlasttransporter, Feuerwehr- und Flughafenfahrzeuge, Muldenkipper, Bagger, Radlader, Fahrzeugkräne und Kranträger sowie Fahrzeuge für Kommunen wie z. B. Müllwagen. Die letzten normalen Lkw wurden 1971 ausgeliefert.

### Die Entwicklung im Ausland

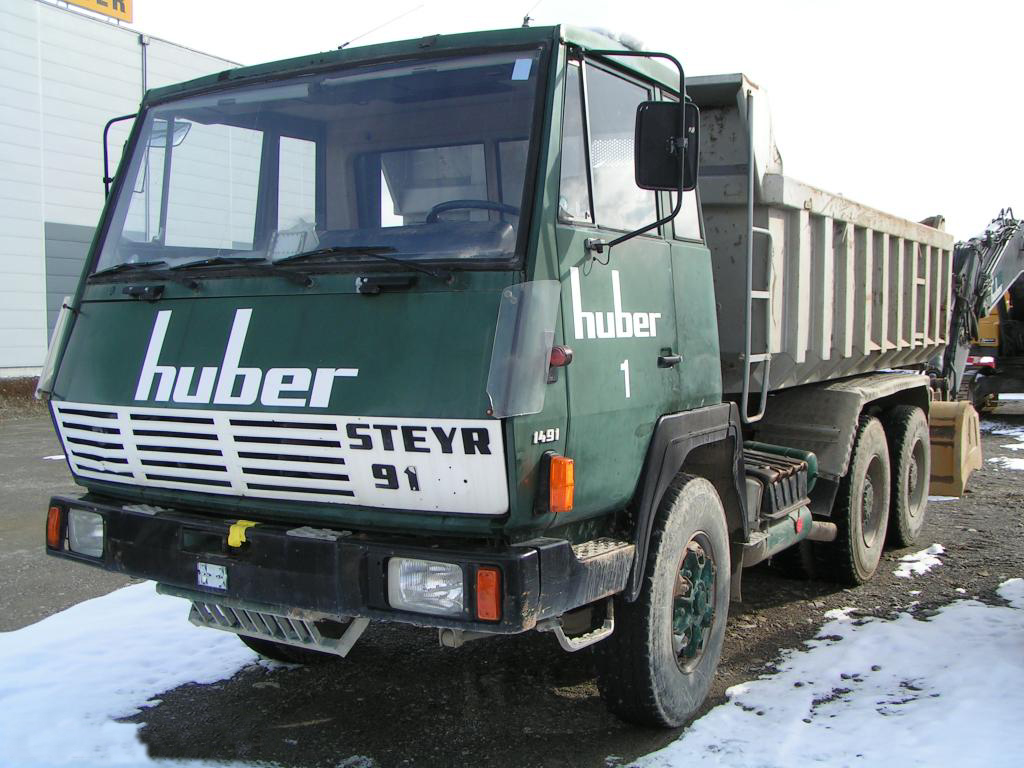
Lkw von Steyr

Der österreichische Lkw-Produzent Steyr baute eine kubische kippbare Fahrerhauskabine für den europäischen Markt. Der schwedische Nutzfahrzeugproduzent Scania baute sein neues kubisches kippbares Fahrerhaus als Typ „110“. Das Fahrerhaus war relativ eng bzw. niedrig, hatte eine sehr harte Federung und wurde in Fahrerkreisen auch mit dem Namen „Folterkammer“ bezeichnet. Bei Scania wurde der „110“ bald als „140“ mit 350 PS gebaut, der für damalige Verhältnisse eine enorme Stärke hatte. Deshalb wurde dieser Lkw als „King of the Road“ betitelt. Mack aus den USA baute als erster eine luftgefederte Lkw-Kabine. Volvo baute für seine neuen in Entwicklung befindlichen Lkw ein 16-Gang-Splitgetriebe, das mit einem „Over-Drive“ geschaltet wurde. Daimler-Benz hatte in mindestens 19 Ländern auf der ganzen Welt seine Werke. In Schweden brachte Volvo den Lkw Typ F 88 nun mit 330 PS als F 89 auf den Markt und in Großbritannien übernahm der Lkw-Produzent Seddon Diesel den Mitbewerber Atkinson. In Frankreich stellte Berliet einen neuen LKW-Typ KB 2400 mit kippbarer Frontlenkerkabine vor, wobei das Unterteil aus GFK bestand. Scania baute einen neuen Hauben-Lkw. Pegaso, ein Produzent aus Spanien, brachte eine neue schwere Baureihe bis 354 PS mit einer kantigen Frontlenkerkabine auf den europäischen Markt. Der Nutzfahrzeug-Produzent International Harvester aus den USA beteiligte sich mit 33 % (bis 1984) bei DAF in den Niederlanden.

## Die Energiekrisen der 1970er Jahre und ihre Auswirkungen

### Rahmenbedingungen in Deutschland und Europa
1973 erschütterte die erste Ölkrise die Weltwirtschaft. Infolgedessen ging die Nachfrage nach Nutzfahrzeugen in Deutschland zurück. Dazu kam ein Anstieg der Rohstoffpreise und Wechselkursschwankungen. Als Folge führten die Hersteller Rationalisierungen durch, z. T. wurden die schon seit Mitte der 1960er Jahre laufenden Marktbereinigungen beschleunigt. Die zweite Ölkrise Ende der 1970er Jahre traf daher einen bereits deutlich verarmten Nutzfahrzeugmarkt, auf dem es mit Mercedes-Benz und MAN nur noch zwei selbstständige deutsche Lkw-Hersteller gab.
Zum 1. Januar 1973 wurden die fahrzeugbezogenen Genehmigungen aufgehoben und in eine Inhabergenehmigung umgewandelt. Seitdem konnten dieselben Lkw im Nah- und im Fernverkehr eingesetzt werden, was die Fahrzeugausnutzung erheblich steigerte. Nach der Schneekatastrophe 1978/1979 stieg die Nachfrage nach Standheizungen und CB-Funk-Geräten.

### Technik

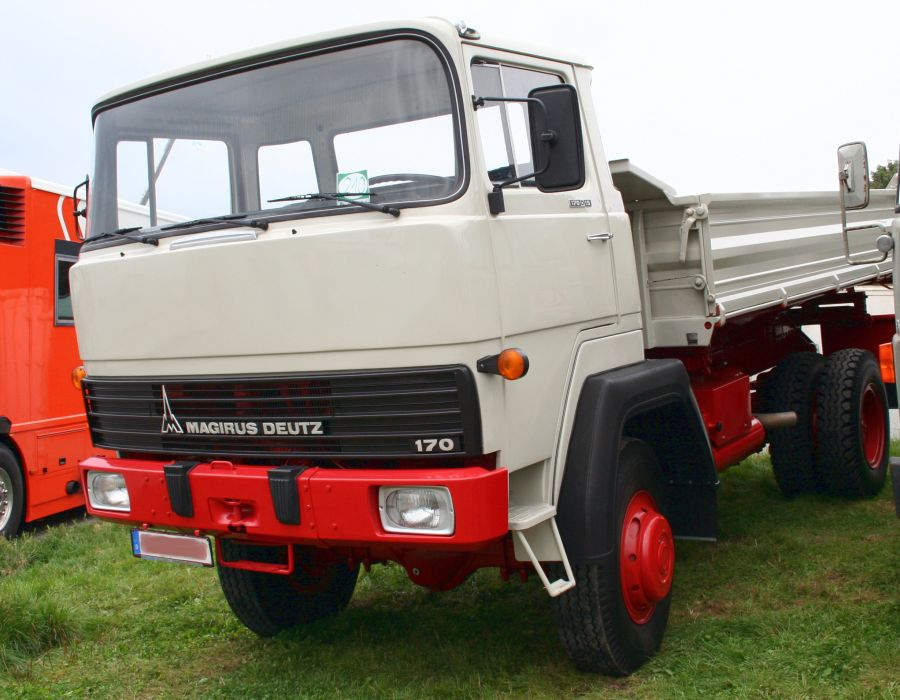
Magirus-Deutz Lkw in der Fassung ab 1973 mit Kunststoff-Grill, -Kotflügeln und -Armaturenbrett

In den 1970er Jahren eroberten Kunststoffe den Nutzfahrzeugbau und ersetzten zunehmend die Materialien Holz und Blech z. B. bei Armaturentafeln, Kühlergrills, Türgriffen und Stoßfänger-Verkleidungen. Das zeigte sich insbesondere 1973, als Daimler-Benz seine „Neue Generation“ vorstellte, die die kubische Kabine aus den 1960er Jahren ersetzte, und als Magirus-Deutz seine schweren Frontlenker in überarbeiteter Form auf den Markt brachte.
Als Opel 1975 die Fertigung benzingetriebener Lkw einstellte, verschwand der Ottomotor aus dem deutschen Lkw-Bau. In Friedrichshafen brachte ZF mit dem HP 500 das erste Automatikgetriebe für Nutzfahrzeuge auf den Markt. Ab den 1980er Jahren kam zum Turbolader, den mittlerweile die meisten Lkw-Hersteller einbauten, nun auch verstärkt die Ladeluftkühlung hinzu. Man konnte dadurch die Lebensdauer erhöhen und den Kraftstoffverbrauch senken, indem die Drehzahlen gesenkt wurden. Mercedes-Benz brachte einen mit Turbo aufgeladenen V8-Motor mit 330 PS auf den Markt. ZF brachte sein „Ecosplit“-Getriebe mit Doppel-H-Schaltung, Splitgruppe und 16 Gänge heraus. Daimler-Benz stellte 1981 in Finnland einen mit ABS ausgestatteten schweren Lkw auf einer spiegelglatten Eisfläche der Öffentlichkeit vor – das bereits 1969 von Hanomag-Henschel fertig entwickelte ABS war wegen Interventionen von Daimler-Benz nicht in Serie gegangen. Sicherheitsgurte, die es inzwischen serienmäßig in einigen Pkw gab, waren bei Lkw noch kaum verbreitet.
MAN stellte auf der IAA als Pilotobjekt das Modell „X 90“ vor, das wegen der gesetzlich vorgeschriebenen Lkw-Länge und dem Euro-Palettenmaß ein oben auf das Fahrerhaus aufgesetztes Schlafabteil besaß, um mit der Ladeflächenlänge die maximal mögliche Zahl Paletten laden zu können. Der Nutzfahrzeugproduzent Ackermann-Fruehauf in Wuppertal baute als erster einen serienmäßigen Volumen-Lkw mit Dach-Schlafkabine („Top-Sleeper“), der aber von den Fahrern in der Regel abgelehnt wurde. Auf dem Mercedes-Benz Europa-Fahrerhaus wurde eine Kunststoff-Schlafkabine aufgesetzt, die aber noch ohne Isolierung, Notausstieg und Standheizung auskommen musste und auch keine ordentliche Be- und Entlüftung hatte. Zum Schlafen musste der Fahrer durch eine kleine Dachluke klettern und mit der Matratze das Loch unter sich schließen. Diese Dachschlafkabine war durch die schräge Windschutzscheibe des Nahverkehr-Europa-Fahrerhauses von Daimler-Benz im oberen Dachbereich sehr schmal. Eine Novellierung der 1966 eingeführten Führerhausrichtlinie enthielt eine Empfehlung zur separaten Frischluftzufuhr. Eine zusätzliche Liegestätten-Verordnung wurde notwendig, denn durch die Hochkonjunktur der neuen Dachschlafkabinen bestand bei Unfällen Gefahr für gerade schlafende Mitfahrer. Deswegen wurde das Schlafen während der Fahrt verboten. Generell wurde für Volumentransporte der hintere Teil der Lkw-Fahrerhäuser in Deutschland und Europa immer kürzer konstruiert und gebaut, um so viel Fahrzeuglänge wie möglich zur Beladung nutzen zu können. Die Fahrerhäuser mit Ruheliegen wurden im hinteren Bereich soviel gekürzt, dass man fast von Steh-Fahrerhäuser sprechen konnte. Den Höhepunkt dieser Entwicklung stellten die sogenannten „Philips-Bak-Züge“ mit 2 × 8,2 Meter Wechsel-Pritschen dar, auf die 40 Europaletten aufgeladen werden konnten. Dies brachte allerdings das Problem für die Fahrer mit sich, dass durch die abermals eingetretene Verkürzung im Fahrerhaus nicht mehr genügend Platz war, um die Rückenlehnen der Sitze noch verstellen zu können. Die Lkw-Produzenten hatten 1978 luftgefederte Fahrersitze gegen Aufpreis im Angebot und als spezielles Zubehör konnten die Sitze sogar mit Luftpolster für den Rücken bzw. zur Unterstützung der Wirbelsäule bestellt werden. Bei sehr guten Sitzen konnte durch den Einsatz der horizontalen Federung automatisch eine Anpassung an das Gewicht der Fahrer erfolgen. Scania, Volvo und IVECO hatten serienmäßig eine Klimaanlage, die bei anderen Lkw-Produzenten als Zubehör sehr teuer oder gar nicht im Angebot vorhanden war.

### Hersteller und Fahrzeugmodelle
In Werlte im Emsland begann der Landmaschinenproduzent Krone 1973 mit seinem ersten Dreiachsanhänger als Nutzfahrzeughersteller.

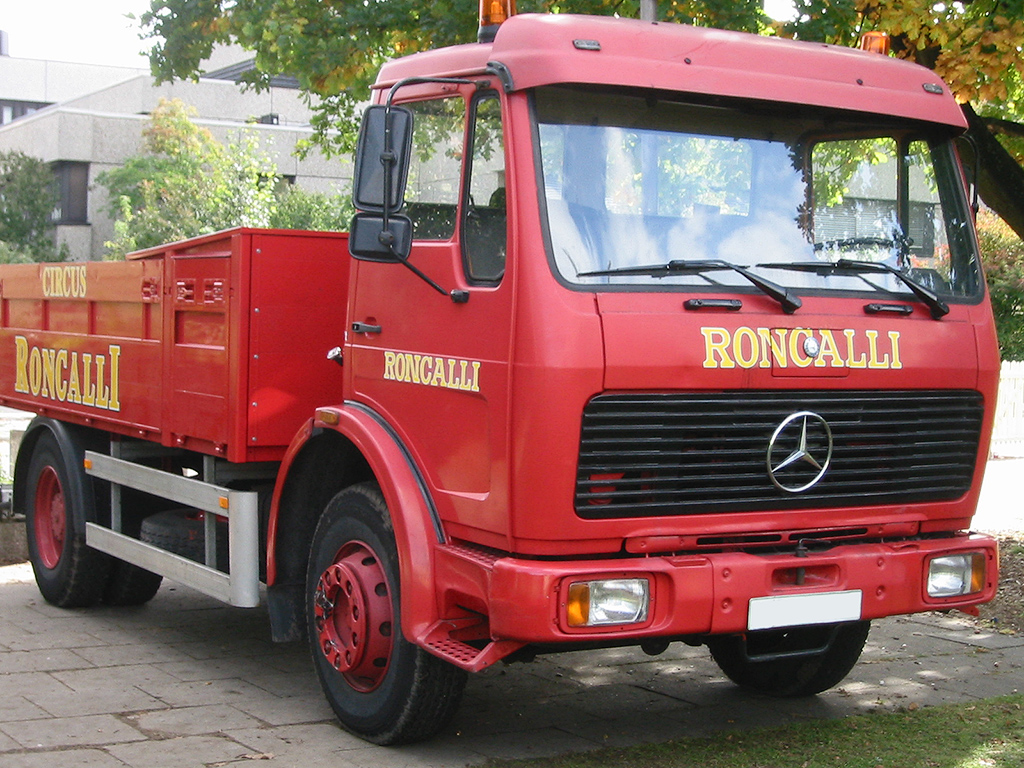
Mercedes-Benz NG

Daimler-Benz stellte auf der IAA 1973 seine „Neue Generation“ (NG) in der schweren Gewichtsklasse vor. 1975 ersetzte das NG-Fahrerhaus auch die kubischen Kabinen aus den 1960er Jahren in der mittleren Gewichtsklasse. Das Fahrerhaus war für viele Fernfahrer ein weiter Schritt zurück: Die neue Generation war für einen geplanten Export nach Sibirien einfach, simpel und billig konstruiert worden. Der Fahrerhaus-Einstieg war gegenüber dem Frontlenker-Typ von 1953 fast keine Verbesserung, denn durch die schräge Front ab Unterkante der Windschutzscheibe war der Einstieg ungünstig konstruiert. In den mittleren und großen Lkw-Typen waren alle Bauteile durch ein Baukastensystem vereinheitlicht, was die Teilezahl um etwa die Hälfte reduzierte. Der Auftrag zur Lieferung von rund 9500 Lkw nach Sibirien ging dann 1974 aber nicht an Mercedes-Benz, sondern an Magirus-Deutz (sogenanntes Delta-Projekt).
Faun baute als Spezialfahrzeugspezialist für die Fallschirmjäger der Bundeswehr rund 1000 Fahrzeuge sowie Panzertransporter, die für eine gute Auslastung der Kapazitäten bei Faun sorgten. Auch Kaelble konnte sich im Bereich der Spezialfahrzeuge weiter behaupten und z. B. 250 sehr schwere Panzertransporter mit bis zu 525 PS für die Armee in Libyen bauen.

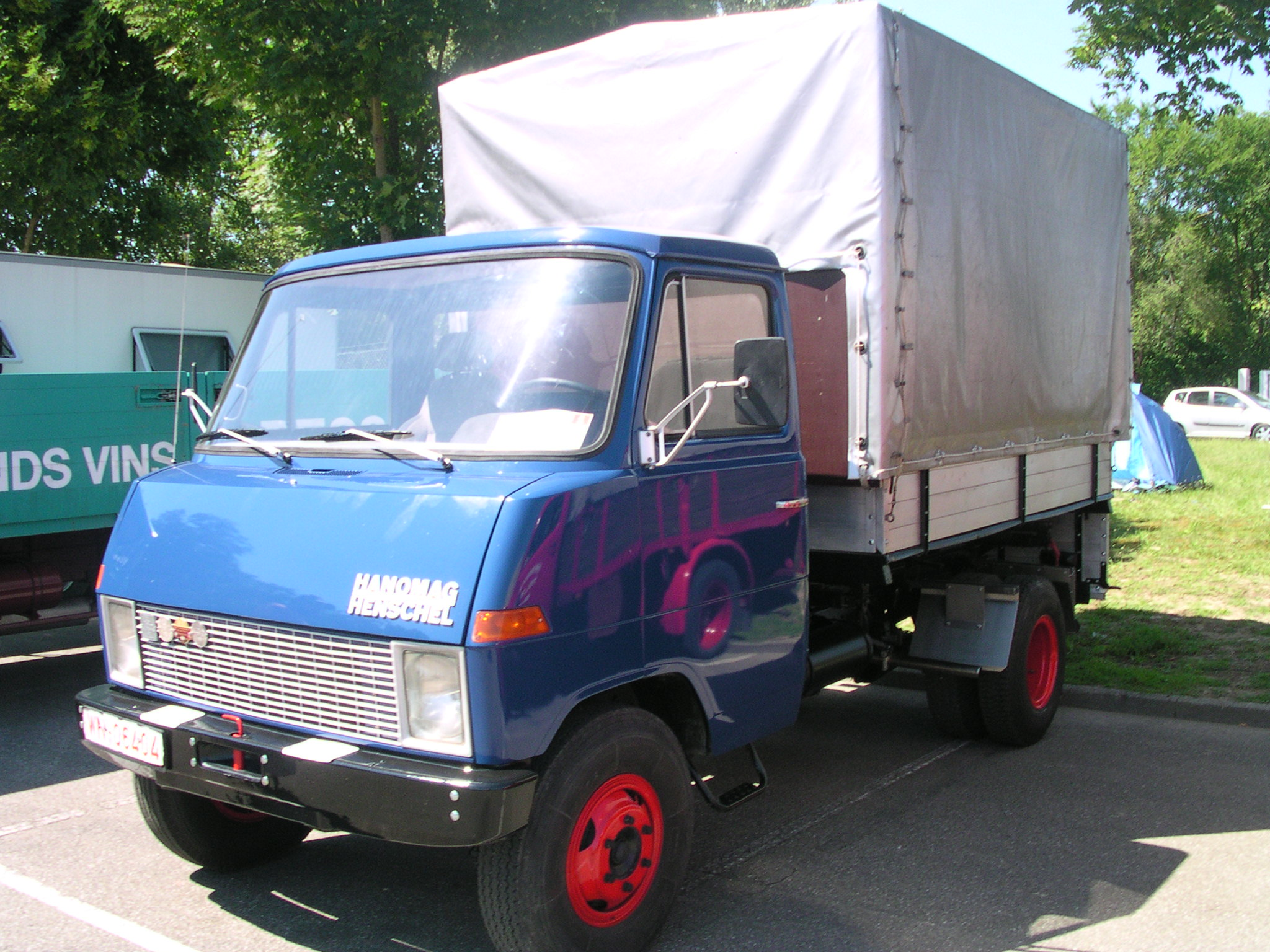
Hanomag-Henschel F-Reihe

1974 kam mit dem Ende von Hanomag-Henschel auch das Ende der erst 1967 vorgestellten Hanomag „F-Reihe“. Die Konstruktion ging jedoch an Steyr in Österreich, wo dann noch einige Zeit Schnelllaster gebaut werden konnten. Diejenigen Hanomag-Henschel-Typen, die Lücken im Mercedes-Benz-Programm füllten, gab es aber z. T. auch über das Jahr 1974 hinaus, die dann als Mercedes-Benz angeboten wurden. Durch die Übernahme von Hanomag-Henschel-Typen ins eigene Programm wurde auch Daimler-Benz zum Vollsortimenter, der vom Kleintransporter bis zum Schwer-Lkw alles anbot. 1977 stellte Daimler-Benz mit dem Harburger Transporter die letzte noch auf Hanomag-Henschel zurückgehende Baureihe ein, nachdem ein Nachfolgemodell serienreif war. Gleichzeitig ergriff Daimler-Benz in den 1970er Jahren eine Billigpreisstrategie, um in Märkte unterhalb des angestammten Programms einzudringen und die verbliebenen Konkurrenten vom Markt zu drängen.

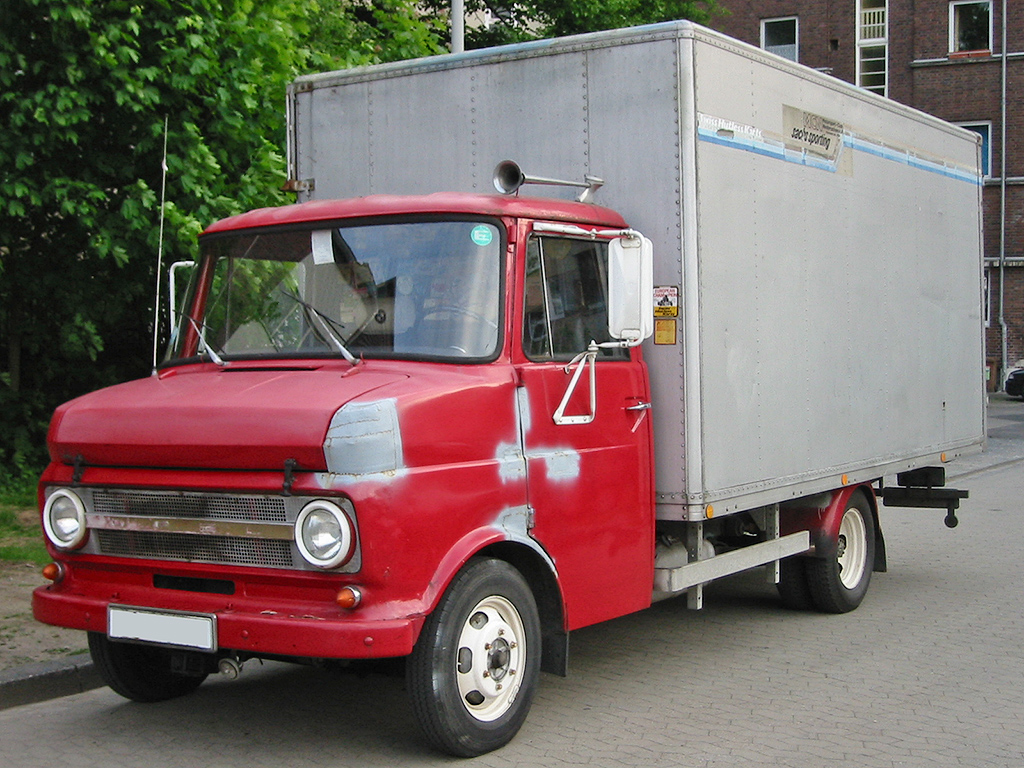
Opel Blitz

Im Jahr 1975 wurde der Lkw-Bau von Opel eingestellt. Opel war in der Nachkriegszeit mit dem Opel Blitz einer der erfolgreichsten Hersteller von leichten Lkw auf dem westdeutschen Markt. Die Fahrzeuge waren jedoch jahrelang ausschließlich mit Benzinmotoren erhältlich, den Wünschen der Kunden nach den sparsameren und damit wirtschaftlicheren Dieselmotoren kam man viel zu spät nach. Mercedes-Benz drang außerdem mit seinen leichten LP-Typen und dem Großtransporter T 2, die jeweils sehr billig angeboten wurden, in den Markt von Opel ein und hatte mit den von Hanomag-Henschel ins eigene Programm übernommenen Harburger Transportern zudem auch noch ein Modell unterhalb der Opel-Modellpalette im Angebot und konnte dadurch vielfältigere Kundenwünsche erfüllen als Opel. Aus diesen Gründen ging der Absatz des Opel Blitz unaufhaltsam zurück. Anfang der 1970er Jahre entschloss sich die Konzernmutter von Opel, General Motors, die Aufgaben ihrer europäischen Tochterunternehmen klarer zu trennen. Das britische Bedford-Werk sollte für Nutzfahrzeuge zuständig sein, Opel in Deutschland nur noch Pkw bauen. 1975 wurde die Herstellung von Lkw in Deutschland deswegen aufgegeben, seit 1998 werden aber wieder Kleintransporter angeboten (Typ Movano).

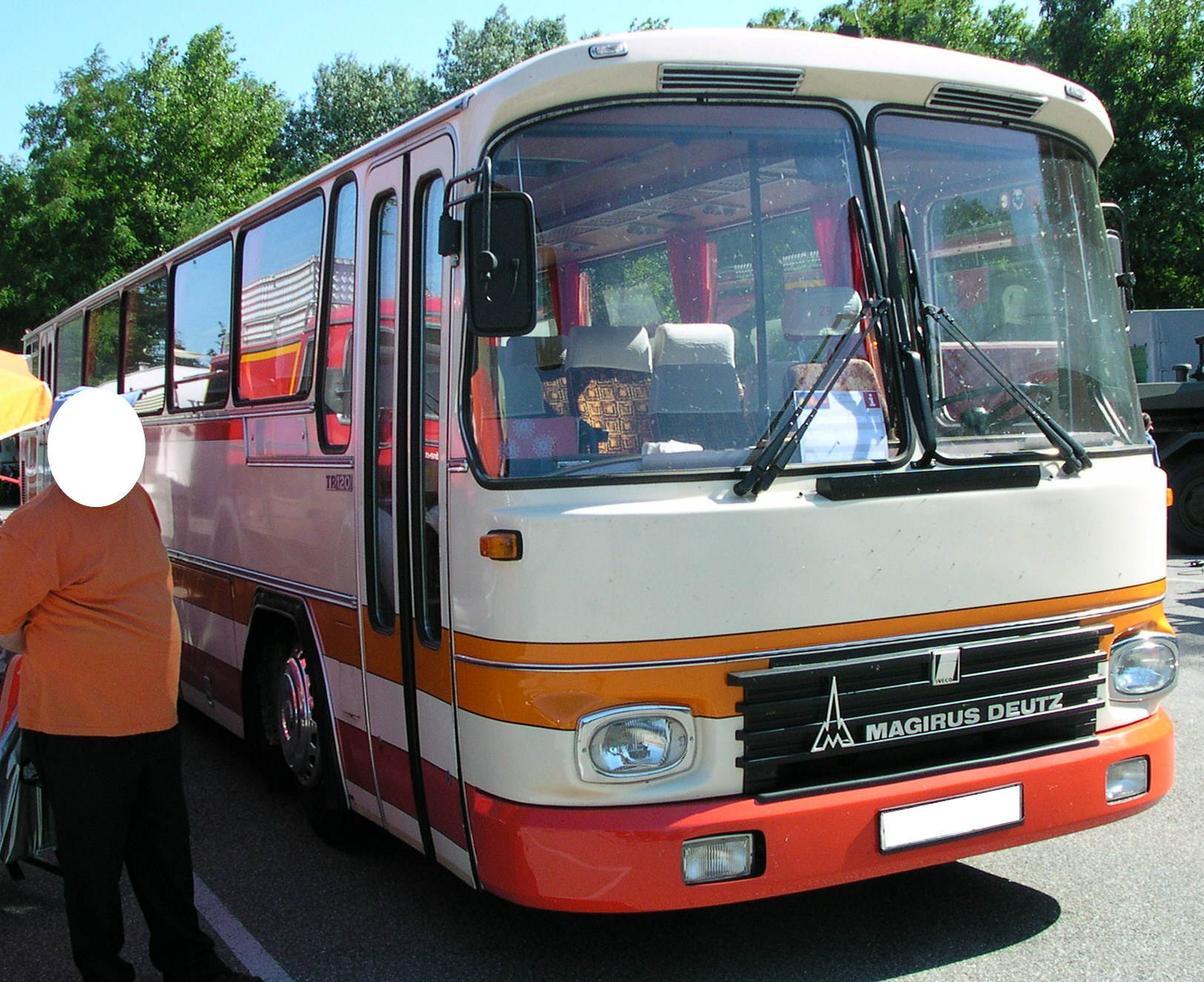
Ab 1975 kommt das IVECO-Zeichen an alle Fahrzeuge von Magirus-Deutz wie z. B. diesen Reisebus.

1975 war auch das Schicksalsjahr für Magirus-Deutz: Magirus-Deutz war den 1950er und 1960er Jahren sehr erfolgreich gewesen, insbesondere bei Bau- und Feuerwehrfahrzeugen. Die Besonderheit der Lkw, Busse und Feuerwehrfahrzeuge der Marke Magirus-Deutz waren luftgekühlte Dieselmotoren, die sich mittlerweile aber nicht mehr so recht verkaufen ließen, weil sie im Vergleich zu den wassergekühlten Motoren der Konkurrenz trotz inzwischen erfolgter konstruktiver Verbesserungen immer noch recht laut waren. Dieses Manko machte sich insbesondere im Fernverkehr bemerkbar, wo der Marktanteil von Magirus-Deutz (auch wegen der billig angebotenen Mercedes-Benz NG-Modelle) in den 1970er Jahren auf unter 10 % fiel. Ein Schwerpunkt der Produktpalette von Magirus-Deutz lag außerdem auf Baufahrzeugen mit Motorhaube, während der Trend im Nutzfahrzeugbereich zum Frontlenker ging und sich die Baukonjunktur in Deutschland als Folge des Endes des Wirtschaftswunders und der ersten Ölkrise konsolidierte. Hohe Investitionen u. a. in ein neues Werk und Verluste im Bereich der Busherstellung hatten zudem die Konzernmutter von Magirus-Deutz, Klöckner-Humboldt-Deutz (KHD), finanziell geschwächt, so dass weitere notwendige Investitionen nicht mehr möglich waren. Daher entschloss sich KHD bis 1975, seine Nutzfahrzeugfertigung in Form der Magirus-Deutz AG auszugliedern und in das 1974 von Fiat neu gegründete Unternehmen IVECO einzubringen. IVECO war ein Zusammenschluss mehrerer europäischer Nutzfahrzeughersteller, an dem KHD mit 20 % beteiligt war. 1980 kaufte Fiat den noch bei KHD verbliebenen Restanteil an IVECO, nachdem sich Klöckner-Humboldt-Deutz entschieden hatte, in das Geschäft mit luftgekühlten Dieselmotoren in den USA einzusteigen und Geld für diese Expansion brauchte. Infolgedessen wurde Fiat alleiniger Eigentümer von IVECO und damit auch von Magirus-Deutz. Die Marke Magirus-Deutz wurde dann bis 1983 schrittweise eingestellt, das Ulmer Werk produziert bis heute für IVECO. IVECO war der erste „europäische Nutzfahrzeughersteller“: Darin gingen Nutzfahrzeughersteller aus Italien, Frankreich und Deutschland auf, der Sitz des neuen Unternehmens war (und ist) in den Niederlanden.
Bis 1980 hatte Mercedes-Benz also alle deutschen Konkurrenzen außer MAN „überlebt“ und auch bei MAN sah es bis Mitte der 1980er Jahre aufgrund der von Mercedes-Benz gebotenen Kampfpreise (die möglich waren, weil Mercedes mit Gewinnen aus der Pkw-Sparte die Lkw-Sparte quersubventionieren konnte) und aufgrund der zweiten Ölkrise mittlerweile schlecht aus. Die neue Firma IVECO interessierte sich für eine Übernahme von MAN. In dieser Situation entschied sich Daimler-Benz dazu, MAN ein Tochterunternehmen abzukaufen, um MAN wieder „flüssig“ zu machen, anstatt dem ausländischen Konkurrenten IVECO den Marktanteil von MAN zu überlassen. Infolgedessen erholte sich MAN wieder und behauptet sich bis heute.

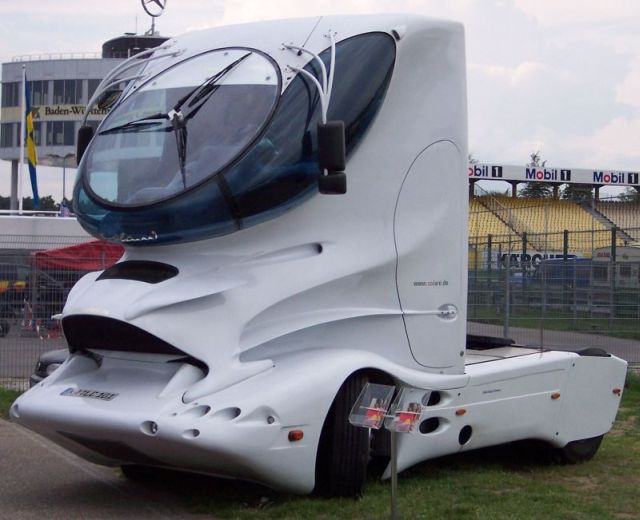
Colani Truck

Der Designer Colani präsentierte 1977 auf der IAA einen futuristischen „Zukunfts-Lkw“, der wie ein riesengroßes einäugiges Insekt mit einem Glaskuppel-Fahrerhaus ausgestattet war. Dabei stand der Werbeeffekt im Vordergrund. VW brachte den Transporter T 3 auf den Markt und baute gemeinsam mit MAN einen leichten Lkw, der als „MAN-VW“ angeboten wurde. Mercedes-Benz stellte 1979 sein Großraum-Fahrerhaus mit V 8-Turbomotor und Ladeluftkühlung mit bis zu 375 PS auf dem deutschen Markt vor. Steinwinter, ein Spezial-Lkw-Produzent, baute einen „Dachlast-Sattel-Lkw“ mit einem 18 Meter langen Überkopfauflieger.

### Die Entwicklung im Ausland

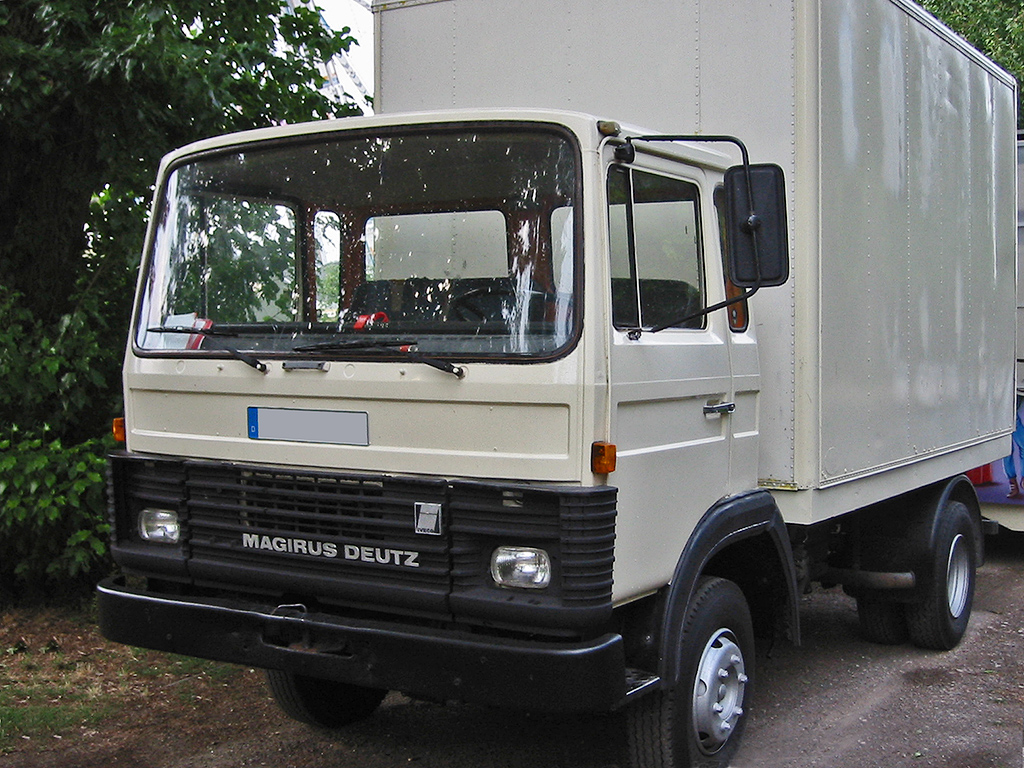
Vierer-Club-Lkw von Magirus-Deutz (Magirus-Logo fehlt)

Noch vor der Gründung des ersten „europäischen Nutzfahrzeugherstellers“ in Form der aus italienischen, französischen und deutschen Herstellern in den Niederlanden gegründeten Firma IVECO stellte der sogenannte Vierer-Club von DAF aus den Niederlanden, Magirus-Deutz aus Deutschland, Saviem aus Frankreich und Volvo aus Schweden einen Meilenstein der Internationalisierung des Nutzfahrzeugmarktes dar. Die genannten Unternehmen fanden 1971 in einer Kooperation zusammen, um einen neuen leichten bis mittelschweren Lkw zu entwickeln und zu bauen. Dafür hätte jedem dieser Hersteller alleine die Kraft gefehlt. 1975 kamen die Fahrzeuge auf den Markt und waren dort sehr erfolgreich.
Ford baute 1975 in Großbritannien den Lkw-Typ Transcontinental (von Fernfahrern „Transconti“ genannt) mit einem sehr hoch gebauten Lkw-Fahrerhaus von Berliet, um wieder auf dem europäischen Nutzfahrzeugmarkt Fuß zu fassen. Dieser Versuch stellte sich jedoch bis Anfang der 1990er-Jahre als vergeblich heraus.
Durch den Zusammenschluss von Berliet und Saviem wurde ein internationaler großer Lkw-Produzent in Frankreich geschaffen. Scania brachte wieder einen „King of the Road“ mit 375 PS auf dem Markt. Der Lkw-Hersteller FBW aus der Schweiz brachte einen Vierachser vom Typ „85 V“ mit 280 PS auf den Markt und in Russland nahm das KAMAZ Lkw-Werk die Produktion auf um 150.000 Lkw pro Jahr zu bauen.
IVECO baute 1977 ein erstes Euro-Fahrerhaus, das bei allen zu IVECO gehörenden Marken zum Einsatz kam und auch Volvo stellte mit dem Typ „F 10“ einen neuen Lkw vor. Bei diesen beiden Lkw konnte man die Sparmaßnahmen in der Entwicklung infolge der Energiekrise gut sehen, denn diese Fahrerhäuser wurden einfach und sparsam gestaltet.
In Korea baute Hyundai mit alter britischer Fahrzeugtechnik seinen ersten Lkw. Daimler-Benz erwarb Geschäftsanteile der schweizerischen Nutzfahrzeugproduzenten FBW und Saurer.

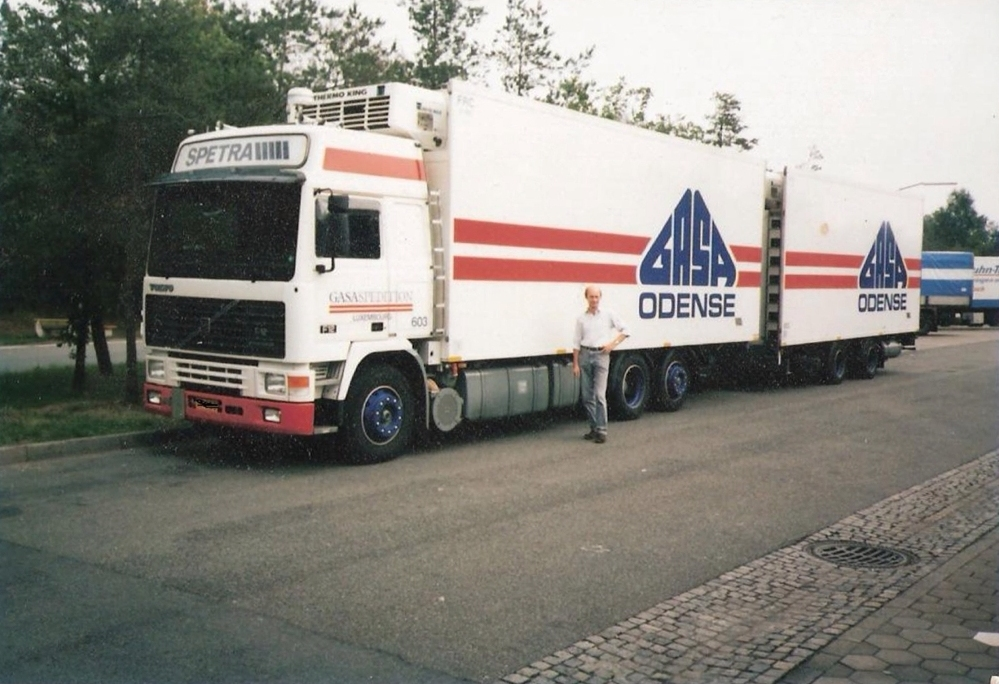
Volvo Globetrotter

Volvo brachte 1979 den Typ „F 12“ mit einem „Globetrotter“-Hochdach-Fahrerhaus heraus und setzte durch den Einbau von großen Staufächern neue Maßstäbe im Fernverkehr. Das "Globetrotter"- Fahrerhaus gilt als Vorbild für die Entwicklung hin zu den heutigen Fahrerhausstandards bei allen europäischen Nutzfahrzeugherstellern. DAF folgte mit seiner Hochdach-Version als Halb-Kabine und brachte als erster Lkw-Produzent serienmäßig einen Top-Sleeper (Dachschlafkabine) für schwere Lkw serienmäßig auf dem Markt. Der englische Lkw-Produzent Leyland Motors baute ein großes Fahrerhaus, das zum Teil vom MAN Pilotobjekt „X 90“ abgeschaut wurde, und MAN baute einen Unterflur-F 8 mit selbst entwickeltem Unterflurmotor mit 320 PS und Ladeluftkühlung. Scania brachte mit der 2er-Reihe das GRPT-Programm auf den Markt. Nissan aus Japan übernahm den LKW-Produzent „Motor Iberia“ (mit der Marke Ebro) in Spanien. Fiat, Peugeot und Citroën hatten eine Koproduktion für einen Lieferwagen vereinbart um die gleichen Bauteile zu verwenden. Der englische Lkw-Produzent Foden wurde von Paccar übernommen. Ford versuchte es mit dem Ford „Cargo“ noch einmal, in die mittlere Lkw-Klasse einzusteigen. Das Experiment scheiterte ebenso wie beim Transconti bis Anfang der 1990er Jahre. Die ersten internationalen „Trucker-Festivals“ beginnen auch in Deutschland und die Nutzfahrzeugindustrie unterstützte diese Spektakel. Es wurden viele bunt bemalte und optisch aufgemotzte Lkw auf großen Autohöfen einem breiten Publikum vorgestellt. In den USA übernahm Daimler-Benz den Lkw-Produzent Freightliner sowie Euclid Trucks und Volvo den amerikanischen Lkw-Hersteller White. Der österreichische Lkw-Produzent Steyr baute seinen Lkw mit einem Hochdach und Volvo produzierte nun seinen F 12 mit einem etwa 12 cm erhöhten Dach. IVECO baute den TurboStar für den europäischen Fernverkehr und hatte jetzt 1.700 mm Stehhöhe und bis zu 420 PS mit einem V8-Motor mit 17,2 Litern Hubraum. Der Lkw hatte serienmäßig eine reichhaltige Ausstattung, zu der auch eine Klimaanlage und als erster Lkw ein um den Fahrer herum gebautes cockpitartiges Armaturenbrett gehörten. Renault baute den Typ „R 370“ (mit Berliet-Fahrerhaus) jetzt auch mit einer Hochdach-Version.

## Neue Entwicklungen bis zur Deutschen Wiedervereinigung 1990
Ein Abgeordneter des Europaparlaments, Horst Seefeld, strengte 1983 eine Untätigkeitsklage vor dem EuGH an. Am 22. Mai 1985 (Rs.13/83) bekam er Recht, was dazu führte, dass innerhalb EWG bis 1992 der freie Verkehr für Kapital, Dienstleistungen, Personen und Verkehr ermöglicht werden musste. Die Nutzfahrzeugindustrie erhoffte sich dadurch ein zusätzliches Geschäft. Die Lkw-Fahrer in Europa hatten neue Lenk- und Ruhezeiten bekommen, was auch mehr erlaubte Kilometerleistung bedeutete. Das Gesamtgewicht der Lkw wurde 1986 von 38 auf 40 Tonnen heraufgesetzt. Neuerdings konnten die Spediteure des gewerblichen Güterfernverkehrs-Lkw auch mieten und leasen.
MAN stellte ein Automatikgetriebe „Samt“ von Eaton vor und ZF zeigte seine automatisierte Schaltung für LKW in der Öffentlichkeit. Bei Daimler-Benz baute man in die Lkw das Halbautomatikgetriebe „EPS“ (Elektropneumatische Schaltung) ein, das allerdings noch viele Kinderkrankheiten hatte. Beispielsweise fiel bei Talfahrten des Öfteren bei Überhitzung die Elektronik aus. Scania hatte ein Jahr zuvor als erster, seine automatische elektronische Gangschaltung „GAG“ vorgestellt.
Der Mercedes-Benz Fernverkehrs-Lkw hatte nun einen serienmäßigen Top-Sleeper von Ackermann-Fruehauf, der von Fernfahrern auch „Plastiksarg“ genannt wurde. DAF baute den „Space-Cab“ mit kurzer Hochdach-Version und Volvo baute einen „Eurotrotter“ mit halbtiefem Hochdach-Fahrerhaus. Zuvor hatte MAN seinen Frontlenker F 8 mit einem 360 PS Unterflurmotor auf den Markt gebracht, was einen großen Innenraum mit voller Stehhöhe ermöglichte und Omnibus-Komfort während der Fahrt.

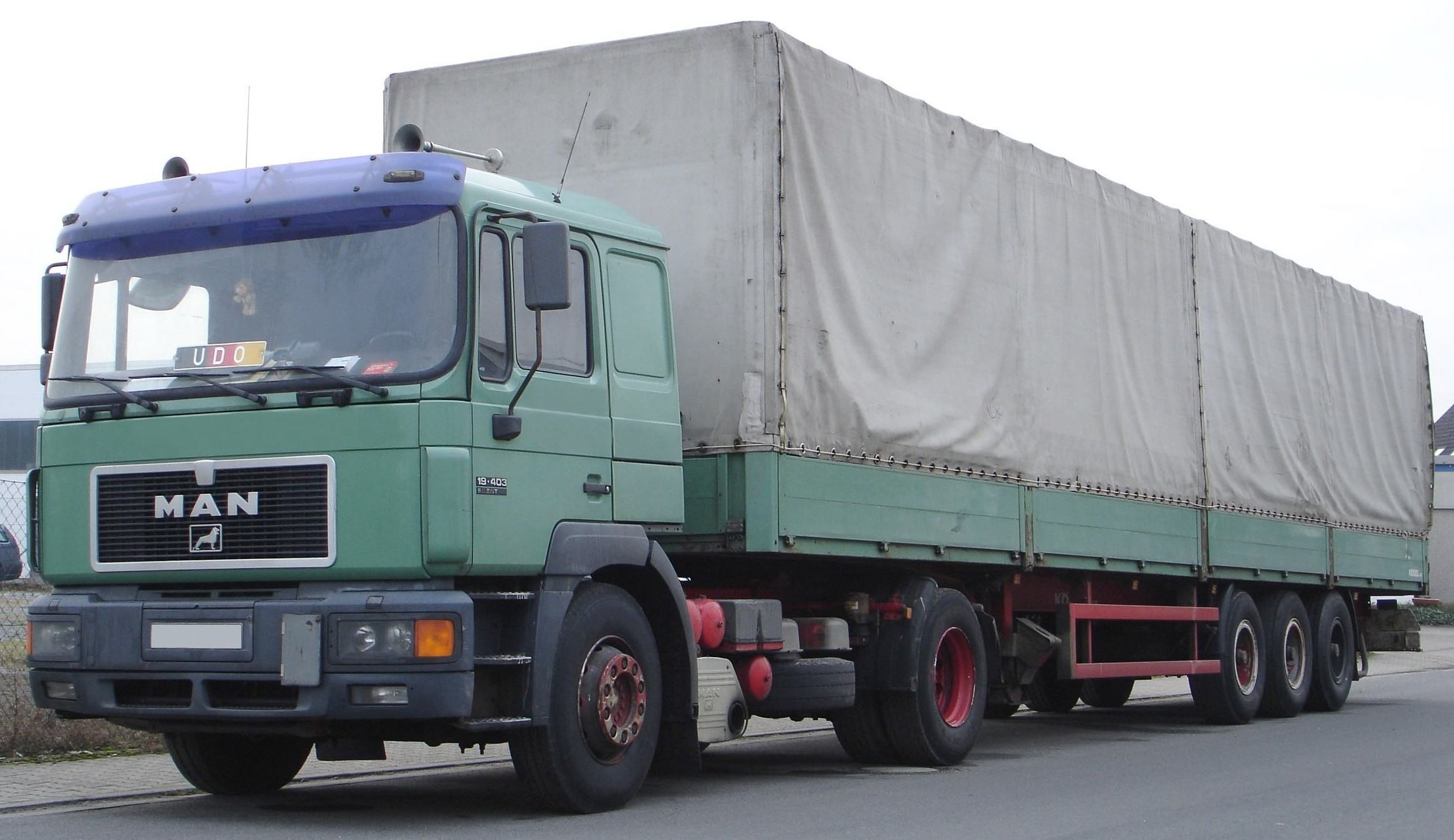
MAN F 90

Ein neuer MAN-LKW vom Typ „F 90“ kam auf den Markt. Mittlerweile hatten die meisten Lkw-Produzenten halbautomatische sowie vollautomatische Getriebe und ABS für ihre Lkw als Extras im Angebot. Renault baute einen „Zukunfts-Lkw“ „V.I.R.A.G.E.S.“ mit einem Groß-Fahrerhaus und stellte ihn der Öffentlichkeit vor. Dieser 1990 als „Magnum AE“ auf den Markt gekommene Lkw war so konstruiert, dass das Fahrerhaus völlig vom Motor abgetrennt war und einen völlig ebenen Boden ohne störenden Motorkasten zwischen den Sitzen hatte. Ackermann-Fruehauf, Kässbohrer und viele andere Hersteller experimentierten mit den innovativen Anhänger-Kurzkupplungssystemen. Es wurde erreicht, den Freiraum zwischen Motorwagen und Anhänger auf bis zu 15 cm zu verringern. Der erste Sicherheits-Tankauflieger mit den Namen „Topas“ wurde gebaut, wobei zusätzliche Sicherheitseinrichtungen und ein spezieller doppelter Stahlgürtel um den Behälter angebracht wurden.
DAF kam 1987 mit einer modernen neuen Lkw-Serie „95“ auf den Markt und übernahm den englischen Lkw-Hersteller Leyland. Die größte Fahrerhaus-Ausführung wurde als Space-Cab (Hochdach) angeboten. Scania stellte sein Modell 143 „Topline“ als neue 3er Reihe vor und zwar mit 1700 mm Stehhöhe. Die 470 PS im V8 wurden durch die elektronische Motorsteuerung „EDC“ bewerkstelligt. MAN brachte den V10-Motor im Typ F 90 und damit den stärksten Lkw in Deutschland mit 460 PS heraus. Der mittelschwere Ford Cargo bekam die ersten Scheibenbremsen.

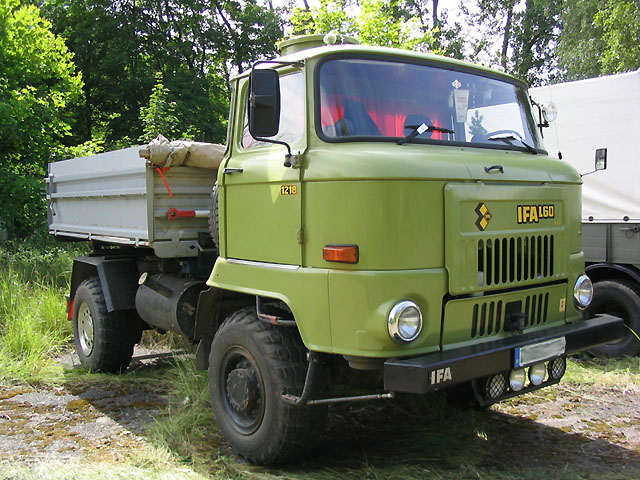
IFA L60

Durch die deutsche Wiedervereinigung 1990 traten kurzfristig auch die ostdeutschen Nutzfahrzeughersteller wie z. B. IFA auf den westdeutschen Markt. Sie wurden allerdings rasch von westdeutschen Herstellern übernommen (die Lkw-Sparte des IFA in Ludwigsfelde z. B. von Daimler-Benz) und ihre im Vergleich zu westlichen Unternehmen unrentable Produktion eingestellt. So endete z. B. die Produktion des IFA L60 noch 1990.